# ミュージックてれびくん
ミュージックてれびくん（Music Terebi Kun、略称：MTK）はNHK教育テレビジョン（NHK Eテレ）のテレビ番組『天才てれびくん』で1998年4月6日から放送されている音楽コーナー。

## 概要
ミュージック・ビデオをメインコンテンツとする音楽専門チャンネル「MTV」のオマージュであり、コーナー略称「MTK」や1998年度から2004年度にかけての洋楽の日本語カバーもMTVを意識したものである。
1998年4月から2014年3月まで16年間放送されたのち、2022年2月より8年ぶりに放送再開。
作品番号「MTK No.」を『天才てれびくん10周年スペシャル「COUNT UP MTK」』および『MTKスーパーライブ2003』で公表している。しかし、2003年4月以降は「MTK No.」を公表していない。
1998年度から2003年度まではMTKロゴの下部に日本語「ミュージックてれびくん」が極小表記されていたが、2005年度以降は省略されている（2004年度は新旧ロゴを併用）。
2005年度以降、日本語表記「ミュージックてれびくん」が番組本編で字幕表示されることが極めて少なく、ナレーションによるコーナー呼称も略称であるMTKを強調している。

## 楽曲一覧
| No. | 曲名                                                 | 初回放送日     |
| --- | ---------------------------------------------------- | -------------- |
| 001 | 8cm                                                  | 1998年04月06日 |
| 002 | 恋はあせらず YOU CAN'T HURRY LOVE                    | 1998年05月11日 |
| 003 | YAKINIC GO GO                                        | 1998年06月15日 |
| 004 | YOU ARE MY DREAM                                     | 1998年09月07日 |
| 005 | JUMP                                                 | 1998年10月12日 |
| 006 | 極楽はどこだ                                         | 1998年11月16日 |
| 007 | 恋のギルティー Love in the first degree              | 1999年04月05日 |
| 008 | 空にまいあがれ                                       | 1999年04月19日 |
| 009 | Can do it!                                           | 1999年05月10日 |
| 010 | ゴォ!                                                | 1999年05月24日 |
| 011 | 恋は早いもの勝ち                                     | 1999年06月14日 |
| 012 | スリラー                                             | 1999年06月28日 |
| 013 | ハッピーマン                                         | 1999年09月06日 |
| 014 | ママ・ミア Mamma Mia                                 | 1999年09月20日 |
| 015 | 君の声がする                                         | 1999年10月11日 |
| 016 | カーマは気まぐれ Karma Chameleon                     | 1999年10月25日 |
| 017 | 運命'99                                              | 1999年11月15日 |
| 018 | はるかな旅へ Where'll we go from now                 | 1999年11月29日 |
| 019 | The Longest Time                                     | 2000年01月10日 |
| 020 | 世界中の全ての色                                     | 2000年01月31日 |
| 021 | Roam 〜愛があれば〜                                  | 2000年04月03日 |
| 022 | たんぽぽ                                             | 2000年04月17日 |
| 023 | ダイナマイト Dynamite                                | 2000年05月08日 |
| 024 | おかしな午後                                         | 2000年05月22日 |
| 025 | 走れRUN2!                                            | 2000年06月12日 |
| 026 | ラッキー・ラブ I should be so lucky                  | 2000年09月04日 |
| 027 | わかってナイ!                                        | 2000年09月18日 |
| 028 | I LIKE YOU                                           | 2000年10月09日 |
| 029 | HONEY BEAT                                           | 2000年10月23日 |
| 030 | www.access.me                                        | 2000年10月23日 |
| 031 | SUPERGIRL                                            | 2000年11月13日 |
| 032 | Angel snow                                           | 2000年11月27日 |
| 033 | 愛はきらめきの中に How deep is your love?            | 2001年01月08日 |
| 034 | 歩いていこう                                         | 2001年01月29日 |
| 035 | 君のそばにいたい I only want to be with you          | 2001年04月09日 |
| 036 | 本当は何になりたいんだろう                           | 2001年04月23日 |
| 037 | 元気を出して Gotta Pull Myself Together              | 2001年05月14日 |
| 038 | きれいな水                                           | 2001年05月28日 |
| 039 | 本日晴天                                             | 2001年06月18日 |
| 040 | VACATION                                             | 2001年07月02日 |
| 041 | Everything You Do                                    | 2001年09月03日 |
| 042 | 花のランランパワー                                   | 2001年09月17日 |
| 043 | BIG SMILE BABIES                                     | 2001年10月08日 |
| 044 | Twilight                                             | 2001年10月22日 |
| 045 | Jump in the Line                                     | 2001年11月12日 |
| 046 | Be My Friend                                         | 2001年11月26日 |
| 047 | クレマチス                                           | 2002年01月07日 |
| 048 | Material Girl                                        | 2002年01月28日 |
| 049 | 空になりたい                                         | 2002年02月11日 |
| 050 | 1-2-3                                                | 2002年04月08日 |
| 051 | 僕であるために                                       | 2002年04月22日 |
| 052 | クエスチョン                                         | 2002年05月13日 |
| 053 | BYE BYE DAYS                                         | 2002年05月27日 |
| 054 | スピリチュアル                                       | 2002年06月17日 |
| 055 | STEADY BOYS                                          | 2002年07月01日 |
| 056 | 星の軌跡                                             | 2002年09月02日 |
| 057 | あこがれ acoustic version                            | 2002年09月16日 |
| 058 | あこがれ hip-hop version                             | 2002年09月23日 |
| 059 | BE HAPPY DAY                                         | 2002年10月07日 |
| 060 | 恋にメリーゴーラウンド In for a penny,In for a pound | 2002年10月21日 |
| 061 | ルーキー                                             | 2002年11月11日 |
| 062 | 地図                                                 | 2002年11月25日 |
| 063 | ぼくらのロック・シティ We built this city            | 2003年04月07日 |
| 064 | サンデーモーニング                                   | 2003年04月21日 |
| 065 | 虹の都へ                                             | 2003年05月12日 |
| 066 | 泣けちゃうの You caught me out                       | 2003年05月27日 |
| 067 | Go!Go!たまご丼                                       | 2003年06月16日 |
| 068 | それっきゃないかもね                                 | 2003年06月30日 |
| 069 | JUNGLE FUTURE                                        | 2003年09月01日 |
| 070 | BAKAはここにいる                                     | 2003年09月15日 |
| 071 | 旅人は星を数える〜Days Are Numbers〜                 | 2003年10月06日 |
| 072 | Together Forever                                     | 2003年10月20日 |
| 073 | カンペキ                                             | 2003年11月10日 |
| 074 | 星と月の仲間                                         | 2003年11月24日 |
| 075 | モンキーマジック                                     | 2004年01月12日 |
| 076 | 水玉                                                 | 2004年03月15日 |
| 077 | ラジオスターの悲劇 Video killed the radio star       | 2004年04月05日 |
| 078 | 明日への叫び SHOUT IT OUT LOUD                       | 2004年04月19日 |
| 079 | 誕生日のうた                                         | 2004年05月24日 |
| 080 | 未来船ゴー                                           | 2004年06月14日 |
| 081 | MARCH                                                | 2004年09月20日 |
| 082 | きみのとなりで                                       | 2004年10月11日 |
| 083 | ココロ磁石                                           | 2004年10月26日 |
| 084 | ホーリー&ブライト                                    | 2004年11月15日 |
| 085 | ダンシング・シスター                                 | 2004年11月29日 |
| 086 | ヴォヤージュ±                                        | 2005年01月10日 |
| 087 | 僕らのハーモニー                                     | 2005年04月04日 |
| 088 | さかさまさかさ                                       | 2005年05月23日 |
| 089 | ムカつくけれど…スキ!                                 | 2005年09月05日 |
| 090 | 僕はドライブ                                         | 2005年10月24日 |
| 091 | ダンゼン!未来                                        | 2006年04月03日 |
| 092 | ユウキスイッチ                                       | 2006年05月22日 |
| 093 | 誕生日のうた2006                                     | 2006年09月04日 |
| 094 | Friends&Dreams                                       | 2006年10月10日 |
| 095 | 冬のアゲハ                                           | 2006年12月04日 |
| 096 | 約束の場所へ〜シークレッツ・ユートピア〜             | 2007年04月02日 |
| 097 | チャチャマンボでおどろうよ                           | 2007年05月14日 |
| 098 | オレンジ                                             | 2007年06月18日 |
| 099 | 空宙ブランコ                                         | 2007年09月03日 |
| 100 | はちみつ(HONEY CHEEKS)                               | 2007年11月05日 |
| 101 | 冬のキャンドル                                       | 2008年01月14日 |
| 102 | コノユビトマレ!                                      | 2008年02月25日 |
| 103 | セカイをまわせ!〜ぼくらのカーニバル〜                | 2008年03月31日 |
| 104 | 勇気は時を超える                                     | 2008年04月22日 |
| 105 | ラズベリー・パンチ♪                                  | 2008年05月12日 |
| 106 | スピードスター SPEEDSTER                             | 2008年06月23日 |
| 107 | Forever the Moment〜永遠の一瞬〜                     | 2008年06月25日 |
| 108 | ひまわり                                             | 2008年09月01日 |
| 109 | ほんとはあの娘が好きなのに…                          | 2009年01月05日 |
| 110 | Sing for You〜ボクらの未来へ〜                       | 2009年02月23日 |
| 111 | Happy★Life                                           | 2009年03月30日 |
| 112 | MY WINGS                                             | 2009年05月04日 |
| 113 | ダン!ドン!                                           | 2009年06月08日 |
| 114 | 結の歌                                               | 2009年06月29日 |
| 115 | 夢のチカラ ライブバージョン                          | 2009年09月22日 |
| 116 | I don't obey〜僕らのプライド〜                       | 2009年10月05日 |
| 117 | 愛のトライアングル                                   | 2009年11月09日 |
| 118 | Let me dream                                         | 2009年11月30日 |
| 119 | 太陽と流星群                                         | 2010年01月11日 |
| 120 | さぁーいこー                                         | 2010年01月11日 |
| 121 | タビダチノウタ                                       | 2010年02月03日 |
| 122 | きっと、大丈夫                                       | 2010年02月08日 |
| 123 | 夢のチカラ オリジナルバージョン                      | 2010年03月01日 |
| 124 | セカイカラー☆LOVE! レッドバージョン                  | 2010年03月29日 |
| 125 | セカイカラー☆LOVE! ブルーバージョン                  | 2010年03月30日 |
| 126 | セカイカラー☆LOVE! グリーンバージョン                | 2010年04月01日 |
| 127 | SWEET♥ROSES                                          | 2010年05月03日 |
| 128 | Kick the EARTH                                       | 2010年06月07日 |
| 129 | 絶対 Catch A Dream                                   | 2010年06月30日 |
| 130 | 僕らのナツ!!                                         | 2010年08月02日 |
| 131 | アオゾラララ                                         | 2010年09月06日 |
| 132 | ささやきの天使                                       | 2010年10月04日 |
| 133 | じかん のびちぢみ                                    | 2010年11月08日 |
| 134 | 恋のダイヤル6700                                     | 2010年12月06日 |
| 135 | 二人授業                                             | 2011年01月04日 |
| 136 | 恋してたいの                                         | 2011年01月31日 |
| 137 | ホントの自分                                         | 2011年02月28日 |
| 138 | カラフル!                                            | 2011年04月11日 |
| 139 | 英雄キッド                                           | 2011年05月16日 |
| 140 | 風の自転車                                           | 2011年06月20日 |
| 141 | ロケット・モグラーに乗って                           | 2011年08月01日 |
| 142 | Start line                                           | 2011年08月22日 |
| 143 | こんなもんじゃないブルース                           | 2011年09月12日 |
| 144 | スパイラルな日々と夢                                 | 2011年10月10日 |
| 145 | 優しい武器                                           | 2011年11月14日 |
| 146 | ギャラクシー刑事                                     | 2012年01月09日 |
| 147 | 風の自転車 エレクトロニカver.                        | 2012年02月06日 |
| 148 | 荒野のひとしずく                                     | 2012年03月05日 |
| 149 | ハイフライングガール                                 | 2012年04月02日 |
| 150 | 冒険少年R                                            | 2012年05月07日 |
| 151 | 空と海の光                                           | 2012年06月11日 |
| 152 | パタタピテ ポタツピテ                                | 2012年07月16日 |
| 153 | 世界のからくりと僕のゆびさき                         | 2012年09月03日 |
| 154 | 公共電波にのっかって                                 | 2012年10月08日 |
| 155 | 僕んとこ来いブルース                                 | 2012年11月12日 |
| 156 | 街は冬に踊る                                         | 2012年12月06日 |
| 157 | Revolution Perfect Game                              | 2013年01月07日 |
| 158 | アナコンダ・ラヴ♡                                    | 2013年02月11日 |
| 159 | Bound, Go Ahead!                                     | 2013年03月04日 |
| 160 | 背中で美学                                           | 2013年04月01日 |
| 161 | 水晶庭園                                             | 2013年04月15日 |
| 162 | WARU WARU WORLDS ψ(｀∇´)ψ!                           | 2013年06月10日 |
| 163 | マジックアワー                                       | 2013年06月24日 |
| 164 | 奇跡の子                                             | 2013年08月05日 |
| 165 | ダークマター                                         | 2013年09月02日 |
| 166 | ゆーやけあきいろ                                     | 2013年09月16日 |
| 167 | Wonderful Charm                                      | 2013年11月11日 |
| 168 | Jump'n'Jive 踊れ!                                    | 2013年11月25日 |
| 169 | クール・ジャパンでエエじゃないか!                    | 2014年01月06日 |
| 170 | 宝のアリカはQuestion                                 | 2014年02月10日 |
| 171 | 圧倒的                                               | 2022年02月09日 |
| 172 | 光の鍵                                               | 2022年09月05日 |
| 173 | Be The World                                         | 2022年10月06日 |
| 174 | 七人だからレインボー                                 | 2023年01月26日 |
| 175 | Be The World sustainable ver.                        | 2023年09月06日 |
| 176 | ちぃあわせ音頭                                       | 2024年07月10日 |
| 177 | こたえあわせ                                         | 2025年04月15日 |

## 関連商品

### 主な作品
CDシングル
2000 - 2001 - 2003 - 2007 - 2008 - 2009 - 2010 - 2011 - 2012 - 2013
CDアルバム
1st - 2nd - 3rd - 4th - 5th - 6th - 7th - 8th - 9th - BEST - 10th - 11th - 12th - 13th - 14th - 15th - 16th - 17th - 18th
映像作品
- 2003年1月24日『天才てれびくんワイド ミュージックてれびくん ザ・ビデオ』
- 2011年1月19日『天才てれびくんMAX MTKコレクション 2006〜2008』
- 2011年5月18日『天才てれびくんMAX MTKコレクション 2009〜2010』

### 未収録楽曲
ミュージックてれびくんでCD化されていない楽曲
- 1999年度：「スリラー」（1999年度のオリジナルメンバーのもの）「ママ・ミア Mamma Mia」「カーマは気まぐれ Karma Chameleon」「The Longest Time」
- 2001年度：「Everything You Do」「Twilight」
- 2003年度：「ぼくらのロック・シティ We built this city」「Together Forever」
- 2004年度：「ラジオスターの悲劇 Video killed the radio star」
- 2022年以降の楽曲は音楽配信のみ

ミュージックてれびくんのMVがDVD化されていない楽曲
- 1998年度：「JUMP」
- 1999年度：「スリラー」「ママ・ミア Mamma Mia」「カーマは気まぐれ Karma Chameleon」「The Longest Time」
- 2001年度：「Everything You Do」「Twilight」
- 2002年度から2005年度および2011年度以降の楽曲すべて

## 1998年度
新作6曲。1曲2分サイズで制作。MTKロゴを画面右下に表示。

### 8cm
8cm
- MTK No.001
- 初回放送日：1998年04月06日[1]
- 歌：ウエンツ瑛士
- 作詞：今泉泰幸
- 作曲：遠藤肇
- 編曲・演奏：タケカワユキヒデとThat's on Noise
- コーラス：タケカワゆい
- PV出演：小倉星羅/伊藤俊輔/山元竜一/ロンちゃん（ウエンツ瑛士の愛犬） [1]
- ロケ地：東京都練馬区・光が丘公園ほか[1]
- 録音：1998年3月27日[1]
- 撮影：1998年3月20日[1]
- 原曲：スキップカウズ「8cm」[1]

音楽商品
- 1999年06月19日『うたの詰め合わせ 天てれ福袋』

映像商品
- 2003年01月24日『ミュージックてれびくん ザ・ビデオI』

### 恋はあせらず
恋はあせらず YOU CAN'T HURRY LOVE
- MTK No.002
- 初回放送日：1998年05月11日[1]
- 歌：ジャスミン・アレン
- 作詞・作曲：Lamont Dozier/Brian Holland/Eddie Holland
- 訳詞：タケカワユキヒデ
- 編曲・演奏：タケカワユキヒデとThet's on Noise
- コーラス：タケカワゆい
- 振付：星野利晴
- PV出演：Girls of '98（1998年度の女子てれび戦士6人：棚橋由希、松川佳以、田中樹里、饗場詩野、中田あすみ、ダーブロウ有紗）
- 録音：1998年3月27日
- 撮影：1998年4月[1]
- 原曲：The Supremes「You Can't Hurry Love」[1]
- 備考
佐久間信子は、ミュージカル『王様と私』の出演のため、PVの撮影には不参加[1]。

音楽商品
- 1999年06月19日『うたの詰め合わせ 天てれ福袋』
- 2005年07月27日『MTK The BEST I for LOVE』

映像商品
- 2003年01月24日『ミュージックてれびくん ザ・ビデオI』

### YAKINIC GO GO
YAKINIC GO GO（ヤキニック ゴー ゴー）
- MTK No.003
- 初回放送日：1998年06月15日[1]
- 歌：松川佳以
- 作詞・作曲・編曲：種ともこ
- Programming：松林正志[1]
- ギター：尾上サトシ[1]
- 振付：まりぞう[1]
- PV出演：グルグル/プリン/ブー/ペペロンチーノ/ストレッチマン/ゆかちゃん/ポッケ/海道亮平/田中樹里/橋田紘緒[1]
- ロケ地：大阪・アジヨシ九条店ほか[1]
- 録音：1998年5月10日[1]
- 撮影：1998年5月30日[1]
- 備考
MTK初の書き下ろし作品。PVではNHK大阪放送局が制作の教育テレビ番組キャラクター大集合が話題を集める[1]。大阪オールスターズ（松川佳以、海道亮平、田中樹里、橋田紘緒）の4人組と、NHK大阪放送局が制作の教育番組の『グルグルパックン』と『いってみよう やってみよう』の人気キャラクターが焼肉屋で出会う。PVには『グルグルパックン』からグルグル、プリン（沖埜楽子）、ブー（操演：五味美恵子）、ペペロンチーノ（井之上チャル）、ストレッチマン（宇仁菅真）が、『いってみよう やってみよう』からはお姉さんのゆかちゃん（米田裕香里）とお猿のポッケ（操演：五味美恵子）が出演[1]。正確にはブー操演者の塩川雅子がロケ不参加の為、お猿のポッケ操演者の五味美恵子がブー操演者との兼任をしている[1]。

音楽商品
- 1999年06月19日『うたの詰め合わせ 天てれ福袋』
- 2005年07月27日『MTK The BEST II for LIFE』

映像商品
- 2003年01月24日『ミュージックてれびくん ザ・ビデオI』

### YOU ARE MY DREAM
YOU ARE MY DREAM
- MTK No.004
- 初回放送日
  - 1998年09月07日 - 通常版
  - 1999年01月15日 - 公園デート Ver.
- 歌：佐久間信子、中田あすみ[1]
- 作詞・作曲：タケカワユキヒデ[1]
- 編曲：タケカワユキヒデとThat's on Noise[1]
- 演奏：That's on Noise
- コーラス：タケカワユキヒデ[1]
- 振付：T-ASADA[1]
- PV出演：TTKダンスプロジェクト（松浦顕一郎、安藤奏、谷口紗耶香、前泊理花）[1]
- ロケ地：国営昭和記念公園[1]
- 録音：1998年8月17日,30日[1]
- 撮影：1998年8月14日,23日[1]
- 備考
タケカワユキヒデの書き下ろし曲[1]。PV当初のプランは、昭和記念公園でのロケ映像のみで制作というもので、一度はそのプラン通りに編集されたが、試写の結果、急遽CT-415スタジオを撮り足すことになった[1]。他コーナーの収録終了後のCT-415スタジオを使用し突貫作業で撮影し、背景の合成は全て編集室で行う[1]。PVオリジナル・公園デートバージョン（当初のプランに基づいて制作された幻のバージョン。初回放送日：1999年1月15日「新春MTKカラオケ大会」[1]。

音楽商品
- 1999年06月19日『うたの詰め合わせ 天てれ福袋』

映像商品
- 2003年01月24日『ミュージックてれびくん ザ・ビデオI』

### JUMP
JUMP
- MTK No.005
- 初回放送日：1998年10月12日
- 歌：安藤奏、ダーブロウ有紗
- 作詞・作曲：David Lee Roth/Alex Van Halen/Edward Van Halen
- 訳詞：タケカワユキヒデ
- 編曲・演奏：タケカワユキヒデとThat's on Noise
- PV出演：「守れ!黄金の耳かき」オールスターズ（山崎邦正/リサ・ステッグマイヤー/てれび戦士/ドミンゴス）
- 場所：栃木県 佐野市文化会館
- 録音：1998年8月17日
- 撮影：1998年9月13日
- 原曲：Van Halen「Jump」

音楽商品
- 1999年06月19日『うたの詰め合わせ 天てれ福袋』

### 極楽はどこだ
極楽はどこだ
- MTK No.006
- 初回放送日：1998年11月16日[1]
- 歌：ザ・フルース・フラザース（海道亮平、橋田紘緒）
- 作詞・作曲：小宮山雄飛
- 編曲：タケカワユキヒデとThat's on Noise
- 演奏：That's on Noise
- ロケ地：大阪[1]
- 録音：1998年10月31日[1]
- 撮影：1998年10月24日,25日[1]
- 原曲：ホフディラン「極楽はどこだ」[1]
- 備考
1998年度版最終曲[1]。映像面では、海道と橋田の大阪コンビを「ザ・フルースフラザース」に仕立てる事を決定した時点でほぼプランは出来上がっていた[1]。前作の「JUMP」に制作上の手間がかかり過ぎた反省から、徹底的にシンプルに制作することにこだわった[1]。デジカムでの全撮影で、映像加工もほとんどが撮影段階で済んでいた[1]。それほどコスト削減を図ったわりに、1泊2日の大阪でのロケを行った[1]。

音楽商品
- 1999年06月19日『うたの詰め合わせ 天てれ福袋』
- 2005年07月27日『MTK The BEST II for LIFE』

映像商品
- 2003年01月24日『ミュージックてれびくん ザ・ビデオI』

## 1999年度
新作14曲。1曲3分サイズで制作。MTKロゴを画面右下に表示。

### 恋のギルティー
恋のギルティー Love in the first degree
- MTK No.007
- 初回放送日：1999年04月05日
- 歌：モンキークイーン（ジャスミン・アレン、佐久間信子、モニーク・ローズ）
- 作詞：Mike Stock/Matt Aitken/Peter Waterman/Sarah Dallin/Siobhan Fahey/Keren Woodward
- 作曲：Matt Aitken/Mike Stock/Peter Waterman
- 訳詞：タケカワユキヒデ
- 編曲：タケカワユキヒデとThat's on Noise
- 演奏：That's on Noise
- 振付：T-ASADA[1]
- PV出演：シンパンマン[1]
- 録音：1999年3月22日[1]
- 撮影：1999年3月19日[1]
- VJ：ウエンツ瑛士
- 原曲：Bananarama「Love in the First Degree」
- 備考
原曲の邦題の「第一級恋愛罪」では小さい子が聞いても発音できないのではとの理由で、番組での邦題を「恋のギルティー」に変更[1]。「女子3人ユニット」「T-ASADA振付の洋楽ダンスナンバー」「CGセット」の3拍子に揃ったプロットタイプがMTKの定番となった[1]。この曲での専用に制作されたCGセットはなく、番組内のコーナー「TTK裁判所」「TTKダンスプロジェクト」「ザ・ゴーストカンパニー」からの流用[1]当時はモンキークイーンというユニット名はまだ付けられていなかった[1]。後で再放送時には正式に「モンキークイーン」と表示。

音楽商品
- 1999年06月19日『うたの詰め合わせ 天てれ福袋』
- 2005年07月27日『MTK The BEST I for LOVE』

映像商品
- 2003年01月24日『ミュージックてれびくん ザ・ビデオI』

### 空にまいあがれ
空にまいあがれ
- MTK No.008
- 初回放送日：1999年04月19日[1]
- 歌：伊藤俊輔
- 作詞・作曲：倉持陽一
- 編曲：タケカワユキヒデとThat's on Noise
- 演奏：That's on Noise
- ブルースハープ：吉田一休[1]
- PV出演：吉田一休（ドミンゴス）、森田彩華[1]
- 録音：1999年3月22日[1]
- 撮影：1999年4月4日,5日[1]
- 原曲：真心ブラザーズ「空にまいあがれ」[1]
- 備考
ビデオクリップの終盤に、NGテイクがそのまま採用されたシーンがある[1]。

音楽商品
- 1999年06月19日『うたの詰め合わせ 天てれ福袋』
- 2005年07月27日『MTK The BEST I for LOVE』

映像商品
- 2003年01月24日『ミュージックてれびくん ザ・ビデオI』

### Can do it!
Can do it!（キャン ドゥ イット）
- MTK No.009
- 初回放送日：1999年05月10日[1]
- 歌：ウエンツ瑛士、福田亮太、山元竜一、Gofull-sun
- 作詞：坂田和子
- 作曲：MASAKI
- 編曲：タケカワユキヒデとThat's on Noise
- 演奏：That's on Noise
- 振付：T-ASADA
- 背景イラスト：古澤純也
- 録音：1999年4月23日,30日[1]
- 撮影：1999年4月25日[1]
- 原曲：Gofull-sun「Can do it!」[1]

音楽商品
- 2000年06月01日『天てれ大入り袋 ミュージックてれびくんパワード』

映像商品
- 2003年01月24日『ミュージックてれびくん ザ・ビデオI』

### ゴォ!
ゴォ!
- MTK No.010
- 初回放送日：1999年05月24日[1]
- 歌：棚橋由希
- 作詞：サエキけんぞう
- 作曲：奥田民生
- 編曲：タケカワユキヒデとThat's on Noise
- 演奏：That's on Noise
- コーラス：饗場詩野[1]
- PV出演：Friends of Turner（ターナーと共演した歴代のてれび戦士）
- 録音：1999年4月23日,30日[1]
- 撮影：1999年5月8日[1]
- VJ：ウエンツ瑛士[1]
- 原曲：山瀬まみ「ゴォ!」[1]
- 備考
1番目のサビの前で、女性の笑い声が聞こえる[1]。これは収録時に棚橋がつい笑ってしまったものをそのまま活かすことにしたため[1]。

音楽商品
- 2000年06月01日『天てれ大入り袋 ミュージックてれびくんパワード』

映像商品
- 2003年01月24日『ミュージックてれびくん ザ・ビデオI』

### 恋は早いもの勝ち
恋は早いもの勝ち
- MTK No.011
- 初回放送日：1999年06月14日[1]
- 歌：大沢あかね、中田あすみ
- 作詞：岡部真理子
- 作曲：藤生善一
- 編曲：タケカワユキヒデとThat's on Noise
- 演奏：That's on Noise
- 振付：T-ASADA[1]
- ロケ地：原宿[1]
- 録音：1999年5月30日,6月7日[1]
- 撮影：1999年5月29日,6月5日[1]
- 原曲：YOYOYO「恋は早いもの勝ち」[1]
- 備考
新人・大沢初のMTK[1]。ビデオ作成時、2人の興味は「いつクレープが食べられるのか」だった[1]。
2009年度の夏イベにて、この2人によるステージが披露された。

音楽商品
- 2000年06月01日『天てれ大入り袋 ミュージックてれびくんパワード』
- 2005年07月27日『MTK The BEST I for LOVE』

映像商品
- 2003年01月24日『ミュージックてれびくん ザ・ビデオI』

### スリラー
スリラー
- MTK No.012
- 初回放送日：1999年06月28日
- 歌：ジェームス・マーティン、ダーブロウ有紗、伊藤俊輔、ジャスミン・アレン
- 作詞・作曲：Rod Temperton
- 訳詞：タケカワユキヒデ
- 編曲：タケカワユキヒデとThat's on Noise
- 演奏：That's on Noise
- 振付：T-ASADA
- PV出演：笑福亭松之助/豊田眞唯/てれび戦士'99
- 録音：1999年5月30日
- 撮影：1999年6月10日
- VJ：ウエンツ瑛士
- 原曲：Michael Jackson「Thriller」
- 備考
PVには歌を歌うてれび戦士4人の他に、ミステリーやホラーの登場人物を演じる1999年度のてれび戦士14人と『学校の怪談4』（1999年7月10日、東宝）の笑福亭松之助と豊田眞唯がゲスト出演。ビデオクリップバージョンでは、特別出演の笑福亭松之助が歌うソロパートがある。
アルバム収録バージョン（録音：2000年4月11日,18日）ではジェームス・マーティンを除く3人で行った。前奏が長い、ビデオクリップで笑福亭松之助が歌っていたソロパートを伊藤俊輔が歌うなど、ビデオクリップバージョンと少し異なる。
CDアルバムのライナーノーツには、Special Thanksに「マイケル（って誰?）」と記載されている。

音楽商品
- 2000年06月01日『天てれ大入り袋 ミュージックてれびくんパワード』

### ハッピーマン
ハッピーマン
- MTK No.013
- 初回放送日：1999年09月06日[1]
- 歌：石部里紗
- 作詞・作曲：奥居香
- 編曲：タケカワユキヒデとThat's on Noise
- 演奏：That's on Noise
- コーラス：モンキークイーン（ジャスミン・アレン、佐久間信子、モニーク・ローズ）
- ロケ地：静岡県浜松市 中田島砂丘[1]
- 録音：1999年8月4日,10日[1]
- 撮影：1999年8月6日[1]
- 原曲：奥居香「ハッピーマン」[1]
- 備考
レコーディングは「ママ・ミア」と同時に行われていた為、コーラスのモンキークイーンにユニット名が付いたのはこの曲だったが、「ママ・ミア」が放送されるまでは非公開[1]。
石部里紗が矢嶋里紗に改名した2001年以降は歌手名が表記変更されている。

音楽商品
- 2000年06月01日『天てれ大入り袋 ミュージックてれびくんパワード』

映像商品
- 2003年01月24日『ミュージックてれびくん ザ・ビデオI』

### ママ・ミア
ママ・ミア Mamma Mia
- MTK No.014
- 初回放送日：1999年09月20日
- 歌：モンキークイーン（ジャスミン・アレン、佐久間信子、モニーク・ローズ）
- 作詞・作曲：Benny Andersson/Stig Anderson/Bjorn Ulvaeus
- 訳詞：タケカワユキヒデ
- 編曲：タケカワユキヒデとThat's on Noise
- 演奏：That's on Noise
- ヴァイオリン：佐藤ふくみ
- 振付：T-ASADA
- PV出演：シンパンマン/T-ASADA
- 録音：1999年8月4日
- 撮影：1999年8月6日
- VJ：ウエンツ瑛士
- 原曲：ABBA「Mamma Mia」
- 備考
モンキークイーンという名前は佐久間が叫んだ一言から[1]。ちなみに、「モンキークイーン」の名前がテロップについたのは、「ハッピーマン」のコーラスから[1]。

### 君の声がする
君の声がする
- MTK No.015
- 初回放送日：1999年10月11日[1]
- 歌：饗場詩野
- 作詩・作曲：遊佐未森
- 編曲：タケカワユキヒデとThat's on Noise
- 演奏：That's on Noise
- ノコギリ：嵜田ハヂメ[1]
- ヴァイオリン：佐藤ふくみ[1]
- チェロ：大町剛[1]
- PV出演：遊佐未森/ジェームス・マーティン/嵜田ハヂメ/佐藤ふくみ/大町剛[1]
- 録音：1999年9月19日,10月8日[1]
- 撮影：1999年9月24日[1]
- 備考
この曲のCGセットは次に放送された「カーマは気まぐれ Karma Chameleon」でも使用された[1]。

音楽商品
- 2000年06月01日『天てれ大入り袋 ミュージックてれびくんパワード』
- 2005年07月27日『MTK The BEST I for LOVE』

映像商品
- 2003年01月24日『ミュージックてれびくん ザ・ビデオI』

### カーマは気まぐれ
カーマは気まぐれ Karma Chameleon
- MTK No.016
- 初回放送日：1999年10月25日
- 歌：山崎邦正
- 作詞・作曲：George O'Dowd/Jon Moss/Roy Hay/Michael Craig/Phil Pickett
- 訳詞：タケカワユキヒデ
- 編曲：タケカワユキヒデとThat's on Noise
- 演奏：That's on Noise
- ヴァイオリン：佐藤ふくみ
- コーラス：E-Monkey Project
- 振付：T-ASADA
- PV出演：E-Monkey Project（ウエンツ瑛士、ジャスミン・アレン、佐久間信子）/Boys of '99（伊藤俊輔、ジェームス・マーティン、橋田紘緒、福田亮太、山元竜一、須田泰大）/Gargoyle（1993年 - 2001年のメンバー：KIBA、TOSHI、与太郎、KATUJI、KENTARO）
- 録音：1999年9月19日
- 撮影：1999年10月9日
- 原曲：Culture Club「Karma Chameleon」
- 備考
この曲のCGセットは前に放送された「君の声がする」のものを使用[1]。

### 運命'99
運命'99
- MTK No.017
- 初回放送日：1999年11月15日[1]
- 歌：悪魔なエンジェル（大沢あかね、中田あすみ、徐桑安、安齊舞）
- 作詞：森若香織
- 作曲：黒沢健一
- 編曲：タケカワユキヒデとThat's on Noise
- 演奏：That's on Noise
- 振付：T-ASADA[1]
- PV出演：ウエンツ瑛士/福田亮子/シンパンマン[1]
- 録音：1999年10月22日,30日[1]
- 撮影：1999年10月31日[1]
- 原曲：Melody「運命'95」
- 備考
子供でも歌えるように作って欲しいと歌詞は作詞者の手でMTK用に改変されている[1]。ウェディングドレスのシーンでは、大沢は撮影するまで熊の着ぐるみを着て踊るのだと信じていた[1]。

音楽商品
- 2000年06月01日『天てれ大入り袋 ミュージックてれびくんパワード』
- 2005年07月27日『MTK The BEST I for LOVE』

映像商品
- 2003年01月24日『ミュージックてれびくん ザ・ビデオI』

### はるかな旅へ
はるかな旅へ Where'll we go from now
- MTK No.018
- 初回放送日：1999年11月29日[1]
- 歌：橋田紘緒、福田亮太、須田泰大
- 作詞：奈良橋陽子
- 補作詞・作曲：タケカワユキヒデ
- 編曲：タケカワユキヒデとThat's on Noise
- 演奏：That's on Noise
- ロケ地：富士山周辺、西湖[1]
- 録音：1999年10月22日,30日[1]
- 撮影：1999年11月13日,14日[1]
- 原曲：ゴダイゴ「はるかな旅へ」[1]
- 備考
ゴダイゴの原詞が全て英語では内容が非常に暗かった為、明るく前向きな日本語詞に[1]。

音楽商品
- 2000年06月01日『天てれ大入り袋 ミュージックてれびくんパワード』
- 2005年07月27日『MTK The BEST II for LIFE』

映像商品
- 2003年01月24日『ミュージックてれびくん ザ・ビデオI』

### The Longest Time
The Longest Time（ザ ロンゲスト タイム）
- MTK No.019
- 初回放送日：2000年01月10日
- 歌：飛び出せ!ステッグマイヤーズ（リサ・ステッグマイヤー、棚橋由希、ウエンツ瑛士、ジャスミン・アレン、ジェームス・マーティン、ダーブロウ有紗）
- 作詞・作曲：Billy Joel
- 訳詞：タケカワユキヒデ
- 編曲：タケカワユキヒデとThat's on Noise
- 演奏：That's on Noise
- ウッドベース：イシヅ"U－HIP"マスオ
- 録音：1999年12月17日
- 撮影：1999年12月25日
- 原曲：Billy Joel「The Longest Time」

### 世界中の全ての色
世界中の全ての色
- MTK No.020
- 初回放送日：2000年01月31日[1]
- 歌：ウエンツ瑛士、伊藤俊輔、ジャスミン・アレン
- 作詞・作曲：坂本サトル
- 編曲：タケカワユキヒデとThat's on Noise
- 演奏：That's on Noise
- 天馬制作：藤原功全[1]
- 録音：1999年12月17日[1]
- 撮影：2000年1月11日,13日[1]
- 備考
瑛士とジャスミンの卒業ソング[1]。

音楽商品
- 2000年06月01日『天てれ大入り袋 ミュージックてれびくんパワード』

映像商品
- 2003年01月24日『ミュージックてれびくん ザ・ビデオI』

## 2000年度
新作14曲。1曲3分サイズで制作。MTKロゴを画面右下に表示。

### Roam 〜愛があれば〜
Roam 〜愛があれば〜（ローム あいがあれば）
- MTK No.021
- 初回放送日：2000年04月03日[2]
- 歌：ワイルドベリーズ（ダーブロウ有紗、モニーク・ローズ）[3]
- 作詞：Robert Waldrop[3]
- 作曲：Catherine Pierson/Fred Schneider/Keith Strickland/Cynthia Wilson/Robert Waldrop[3]
- 訳詞：タケカワユキヒデ[2]
- 編曲：タケカワユキヒデとThat's on Noise[2]
- 演奏：That's on Noise[2]
- 振付：T-ASADA[2]
- 録音：2000年3月9,21日[2]
- 撮影：2000年3月26日[2]
- 演出：大島純[2]
- CGセット：伊原玄一[2]
- 映像効果：中田一則[2]
- 原曲：The B-52's「Roam」[2]
- 備考
MTKの女王であるジャスミン・アレンの卒業に伴い、年度初めは誰に歌わせるか有紗とモニークを外す事は考えられなかった[2]。

音楽商品
- 2001年06月21日『天てれ宝船 MTK The Third』

映像商品
- 2003年01月24日『ミュージックてれびくん ザ・ビデオII』

### たんぽぽ
たんぽぽ
- MTK No.022
- 初回放送日：2000年04月17日[2]
- 歌：福田亮太[2]
- 作詞・作曲：つじあやの[2]
- 編曲：タケカワユキヒデとThat's on Noise[2]
- 演奏：That's on Noise[2]
- 鍵盤ハーモニカ：新谷キヨシ[2]
- PV出演：新谷キヨシ/安齊舞[2]
- 録音：2000年3月9日,21日[2]
- 撮影：2000年4月1日,3日[2]
- 原曲：つじあやの「たんぽぽ」[2]
- 備考
PVには、福田亮太が撮影した安齊舞とのデートシーンが使われている[2]。

音楽商品
- 2001年06月21日『天てれ宝船 MTK The Third』
- 2005年07月27日『MTK The BEST I for LOVE』

映像商品
- 2003年01月24日『ミュージックてれびくん ザ・ビデオII』

### ダイナマイト
ダイナマイト Dynamite
- MTK No.023
- 初回放送日：2000年05月08日[2]
- 歌：ザ・ヤマチーズ（山元竜一、村田ちひろ）[2]
- 作詞・作曲：Rod Stewart/Andy Taylor[2]
- 日本語詞：桑原永江[2]
- 編曲・演奏：タケカワユキヒデとThat's on Noise[2]
- コーラス：伊藤俊輔/安齊舞[2]
- 録音：2000年4月11日,18日[2]
- 撮影：2000年4月22日[2]
- 原曲：Rod Stewart「Dynamite」
- 備考
伊藤俊輔と安齊舞のコーラス入り（伊藤俊輔はアルバム「スリラー」の追加レコーディング、安齊舞は「おかしな午後」の録音。）[2]
CDアルバムの曲名表記は「Dynamite」。

音楽商品
- 2002年05月18日『天てれ歌まくら MTK The 4th』

映像商品
- 2003年01月24日『ミュージックてれびくん ザ・ビデオII』

### おかしな午後
おかしな午後
- MTK No.024
- 初回放送日：2000年05月22日[2]
- 歌：安齊舞
- 作詞：小川美潮
- 作曲：板倉文
- 編曲：タケカワユキヒデとThat's on Noise
- 演奏：That's on Noise
- コーラス：タケカワゆい
- 演出：川崎郷太[2]
- 録音：2000年4月11日,18日[2]
- 撮影：2000年4月26日,27日[2]
- ロケ地：横浜市 こどもの国[2]
- 原曲：小川美潮「おかしな午後」
- 備考
振付は自分で考えたものと言っていたが、後にビデオ収録時のスタイリストが案を出していたことが判明[2]。
安齊舞は史上最年少（小学4年）でMTKのソロを歌った。

音楽商品
- 2001年06月21日『天てれ宝船 MTK The Third』

映像商品
- 2003年01月24日『ミュージックてれびくん ザ・ビデオII』

### 走れRUN2!
走れRUN2!（はしれランラン）
- MTK No.025
- 初回放送日：2000年06月12日[2]
- 歌：ランランズ（徐桑安、須田泰大、俵有希子、ローブリィ翔）
- 作詞・作曲：森若香織
- 編曲・演奏：KANAME、タケカワユキヒデとThat's on Noise
- CGアニメーション：スティーヴ・エトウ[2]
- ロケ地：渋谷[2]
- 録音：2000年5月13日,17日[2]
- 撮影：2000年5月[2]

音楽商品
- 2001年06月21日『天てれ宝船 MTK The Third』

映像商品
- 2003年01月24日『ミュージックてれびくん ザ・ビデオII』

### ラッキー・ラブ
ラッキー・ラブ I should be so lucky
- MTK No.026
- 初回放送日：2000年09月04日[2]
- 歌：スウィート・ピクルス（佐久間信子、ダーブロウ有紗、俵有希子）
- 作詞・作曲：Matt Aitken/Mike Stock/Peter Waterman
- 訳詞：タケカワユキヒデ
- 編曲：タケカワユキヒデとThat's on Noise
- 演奏：That's on Noise
- 振付：T-ASADA[2]
- PV出演：げんしじん/ローブリィ翔（お金持ちの御曹司役）[2]
- ロケ地：渋谷[2]
- 録音：2000年7月4日,10日[2]
- 撮影：2000年7月31日,8月3日[2]
- 原曲：Kylie Minogue「I Should Be So Lucky」
- 備考
スウィート・ピクルスの名付け親は、ダーブロウ有紗の母親[2]。
この年の新人の俵有希子はMTKを2曲連続歌唱[2]。また、ローブリィ翔は、夏休みを挟んで2曲連続出演[2]。

音楽商品
- 2001年06月21日『天てれ宝船 MTK The Third』
- 2005年07月27日『MTK The BEST I for LOVE』

映像商品
- 2003年01月24日『ミュージックてれびくん ザ・ビデオII』

### わかってナイ!
わかってナイ!
- MTK No.027
- 初回放送日：2000年09月18日[2]
- 歌：水ふうせん（福田亮太、逵優希）[2]
- 作詞・作曲：種ともこ[2]
- 編曲：松林正志、タケカワユキヒデとThat's on Noise[2]
- Programming・エンジニア：松林正志[2]
- ギター：尾上サトシ[2]
- PV出演：げんしじん/饗場詩野[2]
- 録音：2000年8月14日,28日[2]
- 撮影：2000年9月7日,9日[2]
- 備考
種ともこのMTK書き下ろし曲は1998年度MTK「YAKINIC GO GO」以来、2曲目[2]。

音楽商品
- 2001年06月21日『天てれ宝船 MTK The Third』

映像商品
- 2003年01月24日『ミュージックてれびくん ザ・ビデオII』

### I LIKE YOU
I LIKE YOU（アイ ライク ユー）
- MTK No.028
- 初回放送日：2000年10月09日[2]
- 歌：ザ・フルース・フラザース2000（橋田紘緒、伊藤俊輔）
- 作詞・作曲：忌野清志郎
- 編曲：タケカワユキヒデとThat's on Noise
- 演奏：That's on Noise
- コーラス：スウィート・ピクルス（佐久間信子、ダーブロウ有紗、俵有希子）
- PV出演：仲根紗央莉/げんしじん
- ロケ地：東京・丸の内
- 録音：2000年7月4日,10日[2]
- 撮影：2000年9月10日,15日,21日[2]
- 原曲：RCサクセション「I LIKE YOU」
- 備考
東京・丸の内オフィス街で、風船のシーンなどは建物の敷地内に入らないよう、警備員から再三警告を受けながらの撮影を行う[2]。後半の「ハ・ハ・ハハハ」の部分では、スウィート・ピクルスの声が入っている[2]（レコーディングがスウィート・ピクルスと一緒のためであって、「天てれ宝船」収録のカラオケバージョンにも声が入っている）[2]。げんしじんは2曲連続出演[2]。

音楽商品
- 2001年06月21日『天てれ宝船 MTK The Third』

映像商品
- 2003年01月24日『ミュージックてれびくん ザ・ビデオII』

### HONEY BEAT
HONEY BEAT（ハニー ビート）
- MTK No.029
- 初回放送日：2000年10月23日[2]
- 歌：MO-SHI-YA（饗場詩野、モニーク・ローズ、山元竜一）[2]
- 作詞・作曲：広瀬香美[2]
- 編曲・Programming：島津正多[2]
- 振付：T-ASADA[2]
- 録音：2000年7月11日,12日,17日[2]
- 撮影：2000年9月24日[2]
- 備考
2000年度番組コーナー「ヒットをねらえ」にて作られたMTK楽曲。広瀬香美プロデュースでシングルとして発売[2]。ビデオクリップは「HONEY→ハニー→はちみつ」としてハチの巣をイメージした六角形で構成（放送前）される[2]。ユニット名の由来は、3人の番組内での呼称「モニーク」「しの（詩野）」「やまちゃん（山ちゃん）」から。

音楽商品
- 2000年10月21日「HONEY BEAT」

映像商品
- 2003年01月24日『ミュージックてれびくん ザ・ビデオII』

シングル
- 規格：12cmCD
- 発売日：2000年10月21日
- 税抜価格：1000円
- レーベル：Victor Entertainment
- 規格品番：VICL-35193
- EANコード：JAN 4988002408375

|            | 発売日         | 規格品番   | EANコード         |
| ---------- | -------------- | ---------- | ----------------- |
| オリジナル | 2000年10月21日 | VICL-35193 | JAN 4988002408375 |
| MEG-CD     | 2015年05月13日 | MSCL-12684 | JAN 4560332877467 |
| MEG-CD     | 2023年04月01日 | VODL-40566 | JAN 4570165165655 |

| #  | タイトル          | 作詞 | 作曲・編曲 | アーティスト | 時間 |
| -- | ----------------- | ---- | ---------- | ------------ | ---- |
| 1. | 「HONEY BEAT」    |      |            | MO-SHI-YA    | 3:26 |
| 2. | 「www.access.me」 |      |            | c@mo.ne.     | 3:07 |
| 3. | 「HONEY BEAT」    |      |            | karaoke      | 3:25 |
| 4. | 「www.access.me」 |      |            | karaoke      | 3:06 |

### www.access.me
www.access.me
- MTK No.030
- 初回放送日
  - 2000年10月23日
  - 2001年02月07日 - 通常版
- 歌：c@mo.ne.（石田比奈子、熊木翔、逵優希、中田あすみ、福田亮太、松下博昭）[2]
- 作詞・作曲：広瀬香美[2]
- 編曲・Programming：島津正多[2]
- サビモチーフ：石田比奈子
- 録音：2000年7月12日,17日[2]
- 撮影：2000年11月5日[2]
- ロケ地:山梨県塩山市市民文化会館ほか[2]
- 備考
2000年度番組コーナー「ヒットをねらえ」にて作られたMTK楽曲。放送回数が5本指に満たないことから「幻のMTK」とも呼ばれる[2]。MVは1年間のコーナー名場面集と2000年11月5日に山梨県塩山市で行われた『BSジュニアのど自慢』公開収録でのライブ演奏の映像で構成されている[2]。2000年12月放送の「ヒットをねらえ」総集編の最終回で『BSジュニアのど自慢』公開収録でのライブ演奏の模様が放送されたが、細かいミスが多かったため、その後は放送されていなかった[2]。
『天才てれびくん10周年スペシャル「COUNT UP MTK」』では放送日を2000年10月23日、「HONEY BEAT」の次の曲としている。

音楽商品
- 2000年10月21日「HONEY BEAT」

映像商品
- 2003年01月24日『ミュージックてれびくん ザ・ビデオII』

### SUPERGIRL
SUPERGIRL（スーパーガール）
- MTK No.031
- 初回放送日：2000年11月13日[2]
- 歌：石田比奈子
- 作詞・作曲・編曲・コーラス・演奏：浅田祐介/種ともこ
- 録音：2000年10月31日,11月1日[2]
- 撮影：2000年11月2日,3日[2]
- 備考
種ともこのMTK書き下ろし曲は3曲目（2000年度MTKとしては2曲目）。

音楽商品
- 2001年06月21日『天てれ宝船 MTK The Third』
- 2005年07月27日『MTK The BEST II for LIFE』

映像商品
- 2003年01月24日『ミュージックてれびくん ザ・ビデオII』

### Angel snow
Angel snow（エンジェル スノー）
- MTK No.032
- 初回放送日：2000年11月27日[2]
- 歌：中田あすみ
- 作詩・作曲：遊佐未森
- 編曲：KANAME
- 演奏：KANAME/河野伸（キーボード）
- PV出演：遊佐未森/奈良本浩樹
- 録音：2000年11月7日[2]
- 撮影：2000年11月12日,20日[2]

音楽商品
- 2001年04月21日「きらいじゃ★ブギ」
- 2001年06月21日『天てれ宝船 MTK The Third』
- 2005年07月27日『MTK The BEST I for LOVE』

映像商品
- 2003年01月24日『ミュージックてれびくん ザ・ビデオII』

### 愛はきらめきの中に
愛はきらめきの中に How deep is your love?
- MTK No.033
- 初回放送日：2001年01月08日[2]
- 歌：セブン・ハーツ（饗場詩野、伊藤俊輔、佐久間信子、ダーブロウ有紗、モニーク・ローズ、エバンス太郎、熊木翔）
- 作詞・作曲：Barry Gibb, Robin Gibb and Maurice Gibb
- 訳詞：タケカワユキヒデ
- 編曲：タケカワユキヒデとThat's on Noise
- 演奏：That's on Noise
- 録音：2000年12月6日,12日[2]
- 撮影：2000年12月23日,24日[2]
- VJ：石田比奈子
- 原曲：The Bee-Gee's「How Deep Is Your Love」

音楽商品
- 2001年06月21日『天てれ宝船 MTK The Third』

映像商品
- 2003年01月24日『ミュージックてれびくん ザ・ビデオII』

### 歩いていこう
歩いていこう
- MTK No.034
- 初回放送日：2001年01月29日[2]
- 歌：プチ・チェリーズ（安齊舞、徐桑安）
- 作詞・作曲・編曲：田村敦(JETTER3)
- 編曲・キーボード・Programming：池田成人(JETTER3)
- ベース：鈴木とよき
- CG：てっこん[2]
- PV出演：田村敦(JETTER3)
- 録音：2000年12月20日[2]
- 撮影：2001年1月18日[2]
- 備考
徐桑安の学業優先による番組卒業が決定しプチ・チェリーズでのMTKは最初で最後となる[2]。

音楽商品
- 2001年06月21日『天てれ宝船 MTK The Third』

映像商品
- 2003年01月24日『ミュージックてれびくん ザ・ビデオII』

## 2001年度
新作15曲。1曲3分サイズで制作。MTKロゴを画面右下に表示。

### 君のそばにいたい
君のそばにいたい I only want to be with you
- MTK No.035
- 初回放送日：2001年04月09日[4]
- 歌：ハッスル3（山元竜一、熊木翔、竪山隼太）[4]
- 作詞・作曲：Mike Hawker/Ivor Raymonde[4]
- 訳詞：タケカワユキヒデ[4]
- 編曲：タケカワユキヒデとThat's on Noise[4]
- 演奏：That's on Noise[4]
- ロケ地：日光国立公園・ウェスタン村[4]
- PV出演：奈良沙緒理（バーテンの妹 役）/げんしじん（バーテン 役）[4]
- 録音：2001年3月19日,23日[4]
- 撮影：2001年3月21日[4]
- VJ：ダーブロウ有紗
- 原曲：Dusty Springfield「I Only Want to Be with You」[4]
- 備考
1976年にベイ・シティ・ローラーズがオリジナル曲をカバーし大ヒットさせたバージョンをアレンジして使用[4]。邦題についてはやや意訳し過ぎるというか、むしろ誤訳に近いので、敢えて本来の意味に近くなるように「二人だけのデート」を「君のそばにいたい」に変更した[4]。

音楽商品
- 2002年05月18日『天てれ歌まくら MTK The 4th』

映像商品
- 2003年01月24日『ミュージックてれびくん ザ・ビデオIII』

### 本当は何になりたいんだろう
本当は何になりたいんだろう
- MTK No.036
- 初回放送日：2001年04月23日[4]
- 歌：バースデイ・ガール（中田あすみ、村上東奈）[4]
- 作詞：金城綾乃[4]
- 作曲：玉城千春[4]
- 編曲：タケカワユキヒデとThat's on Noise[4]
- 演奏：That's on Noise[4]
- 録音：2001年3月19日,23日[4]
- 撮影：2001年4月13日[4]
- 原曲：金城綾乃「本当は何になりたいんだろう」（アルバム『昼休み』より）[4]
- 備考
バースデイ・ガールの由来は、ビデオ撮影直前に、二人が1日違いで誕生日を迎えたことから、「生まれたばかりの新鮮さを大切に」と意味不明の理屈をつけながら思いつけた[4]。

音楽商品
- 2002年05月18日『天てれ歌まくら MTK The 4th』
- 2005年07月27日『MTK The BEST II for LIFE』

映像商品
- 2003年01月24日『ミュージックてれびくん ザ・ビデオIII』

### 元気を出して
元気を出して Gotta Pull Myself Together
- MTK No.037
- 初回放送日：2001年05月14日[4]
- 歌：アップル・シェイク（ダーブロウ有紗、モニーク・ローズ、岩井七世）[4]
- 作詞・作曲：Ben Findon, Mike Myers and Bob Puzey[4]
- 訳詞：タケカワユキヒデ[4]
- 編曲：タケカワユキヒデとThat's on Noise[4]
- 演奏：That's on Noise[4]
- 振付：T-ASADA[4]
- 録音：2001年4月23日,5月2日[4]
- 撮影：2001年4月29日[4]
- 原曲：The Nolans「Gotta Pull Myself Together」[4]
- 備考
原詞は失恋から立ち直ろうと自分を励ます内容なので、どこも「ハッピー」でもないし、「デート」もしていないという内容からあまりにもかけ離れているので、邦題も「元気を出して」に変更した[4]。

音楽商品
- 2002年05月18日『天てれ歌まくら MTK The 4th』
- 2005年07月27日『MTK The BEST I for LOVE』

映像商品
- 2003年01月24日『ミュージックてれびくん ザ・ビデオIII』

### きれいな水
きれいな水
- MTK No.038
- 初回放送日：2001年05月28日[4]
- 歌：熊木翔[4]
- 作詞・作曲：YO-KING[4]
- 編曲：タケカワユキヒデとThat's on Noise[4]
- 演奏：That's on Noise[4]
- ブルースハープ：吉田一休（ドミンゴス）[4]
- 友だち：赤いミニカー[4]
- ロケ地：メリケン国[4]
- 録音：2001年4月23日,5月2日[4]
- 撮影：2001年5月18日,19日[4]
- 原曲：YO-KING「きれいな水」（アルバム『DEFROSTER ROCK』より）[4]
- 備考
MTKのソロ曲においての人間の共演者ゼロは、「ハッピーマン」「SUPER GIRL」に続く3曲目[4]。

音楽商品
- 2002年05月18日『天てれ歌まくら MTK The 4th』
- 2005年07月27日『MTK The BEST II for LIFE』

映像商品
- 2003年01月24日『ミュージックてれびくん ザ・ビデオIII』
- 備考
収録当時、本人が2番の歌詞の"みずみずしくありますように"を、舌を噛まずに歌うことに苦戦し、時間を費やしたらしい。

### 本日晴天
本日晴天（ほんじつせいてん）
- MTK No.039
- 初回放送日：2001年06月18日[4]
- 歌：俵有希子[4]
- 作詞：谷穂ちろる[4]
- 作曲：松浦雅也[4]
- 編曲：タケカワユキヒデとThat's on Noise[4]
- 演奏：That's on Noise[4]
- コーラス・PV出演：アップル・シェイク（ダーブロウ有紗、モニーク・ローズ、岩井七世）[4]
- 録音：2001年5月29日,6月6日[4]
- 撮影：2001年6月4日[4]
- 原曲：原田知世「本日晴天」（1988年、NHK銀河テレビ小説『しあわせ志願』主題歌）[4]
- 備考
ビデオの中で、有希子は、一時間時計が止まっていた事に気付かず[4]。

音楽商品
- 2002年05月18日『天てれ歌まくら MTK The 4th』
- 2005年07月27日『MTK The BEST II for LIFE』

映像商品
- 2003年01月24日『ミュージックてれびくん ザ・ビデオIII』

### VACATION
VACATION（ヴァケイション）
- MTK No.040
- 初回放送日：2001年07月02日[4]
- 歌：ホリデーズ（井出卓也、俵小百合、中村有沙、ローブリィ翔）[4]
- 作詞・作曲・編曲：松江潤[4]
- 演奏：松江潤
- 振付：T-ASADA[4]
- 録音：2001年6月5日[4]
- 撮影：2001年6月16日,19日[4]

音楽商品
- 2002年05月18日『天てれ歌まくら MTK The 4th』

映像商品
- 2003年01月24日『ミュージックてれびくん ザ・ビデオIII』

### Everything You Do
Everything You Do（エヴリシング ユー ドゥ）
- MTK No.041
- 初回放送日：2001年09月03日
- 歌：モンキークイーン（ジャスミン・アレン、佐久間信子、モニーク・ローズ）
- 作詞：Lars Aass/Marion Raven/Marit Larsen
- 作曲：Lars Aass
- 訳詞：タケカワユキヒデ
- 編曲：タケカワユキヒデとThat's on Noise
- 演奏：That's on Noise
- ヴァイオリン：佐藤ふくみ
- 振付：T-ASADA
- 録音：2001年7月9日
- 撮影：2001年8月16日
- 原曲：M2M「Everything You Do」

### 花のランランパワー
花のランランパワー
- MTK No.042
- 初回放送日：2001年09月17日[4]
- 歌：ノーティー・ハリー（エバンス太郎、松井蘭丸、八木俊彦）[4]
- 作詞・作曲：倉持陽一[4]
- 編曲：タケカワユキヒデとThat's on Noise[4]
- 演奏：That's on Noise[4]
- 鍵盤ハーモニカ：新谷キヨシ[4]
- CGアニメーション：スティーヴ・エトウ[4]
- 録音：2001年5月29日,6月6日[4]
- 撮影：2001年6月[4]
- 原曲：THE真心ブラザーズ「花のランランパワー」[4]
- 備考
THE真心ブラザーズから真心ブラザーズに改名前のカバー[4]。
3人の顔がはめ込まれたイラストは本人達の手書きによるもの[4]。

音楽商品
- 2002年05月18日『天てれ歌まくら MTK The 4th』

映像商品
- 2003年01月24日『ミュージックてれびくん ザ・ビデオIII』

### BIG SMILE BABIES
BIG SMILE BABIES（ビッグ スマイル ベイビーズ）
- MTK No.043
- 初回放送日：2001年10月08日[4]
- 歌：ダーブロウ有紗[4]
- 作詞・作曲：森若香織[4]
- 編曲：KANAME[4]
- 演奏：森若香織（ギター）/KANAME（ベース）/及川浩志（ドラム）[4]
- コーラス：森若香織[4]
- PV出演：森若香織/KANAME/及川浩志[4]
- 録音：2001年7月13日[4]
- 撮影：2001年8月30日[4]
- 備考
有紗の好きな言葉を基にした森若香織の書き下ろし曲[4]。2番の歌詞「毎日変わるお天気も 全部に意味があるもんだ」は、有紗のスタジオでの発言「起こることにはすべて意味がある」を基にしている[4]。

音楽商品
- 2002年05月18日『天てれ歌まくら MTK The 4th』
- 2005年07月27日『MTK The BEST I for LOVE』

映像商品
- 2003年01月24日『ミュージックてれびくん ザ・ビデオIII』

### Twilight
Twilight（トワイライト）
- MTK No.044
- 初回放送日：2001年10月22日
- 歌：THE YAMACHEE'S featuring APPLE SHAKE with SHUN（山元竜一、村田ちひろ、ダーブロウ有紗、モニーク・ローズ、岩井七世、伊藤俊輔）
- 作詞・作曲：Jeff Lynne
- 訳詞：タケカワユキヒデ
- 編曲：タケカワユキヒデとThat's on Noise
- 演奏：That's on Noise
- ヴァイオリン：佐藤ふくみ
- PV出演：うなぎ大王
- 録音：2001年9月19日
- 撮影：2001年9月28日
- 原曲：Electric Light Orchestra「Twilight」

### Jump in the Line
Jump in the Line（ジャンプ イン ザ ライン）
- MTK No.045
- 初回放送日：2001年11月12日[4]
- 歌：角田信朗[4]
- 作詞・作曲：Harry Belafonte/Ralph De Leon/Gabriel Oller/Steve Samuel[4]
- 訳詞：タケカワユキヒデ[4]
- 編曲：タケカワユキヒデとThat's on Noise[4]
- 演奏：That's on Noise[4]
- ウッドベース：イシヅ"U－HIP"マスオ[4]
- コーラス：ワイルドベリーズ（ダーブロウ有紗、モニーク・ローズ）[4]
- 振付：T-ASADA[4]
- アニメーション：Gerardo Alvarez（ヘラルド・アルバレス）[4]
- PV出演：ワイルドベリーズ/真鍋としみ（お母さん 役）[4]
- 録音：2001年9月19日[4]
- 撮影：2001年9月8日[4]
- 原曲：Harry Belafonte「Jump in the Line」[4]
- 備考
有紗とモニークが迷い込んだ不思議な部屋で繰り広がる楽しいアニメーションは、メキシコで撮影[4]。

音楽商品
- 2002年05月18日『天てれ歌まくら MTK The 4th』

映像商品
- 2003年01月24日『ミュージックてれびくん ザ・ビデオIII』

### Be My Friend
Be My Friend（ビー マイ フレンド）
- MTK No.046
- 初回放送日：2001年11月26日[4]
- 歌：モニーク・ローズ[4]
- 作詞・作曲・編曲：種ともこ[4]
- キーボード：種ともこ[4]
- ギター：古川昌義[4]
- ウッドベース：松永孝義[4]
- ダンボールドラム：楠均[4]
- コーラス・PV出演：種ともこ[4]
- 録音：2001年10月31日[4]
- 撮影：2001年11月13日[4]
- 備考
転校で離れ離れになった友達の気持ちを綴った歌[4]。最後の独白の部分はモニークが考案[4]。アメリカ同時多発テロ事件の直後だったため、モニーク宅のある基地でも門限が午後9時という制約下での厳重ロケだった[4]。

音楽商品
- 2002年05月18日『天てれ歌まくら MTK The 4th』

映像商品
- 2003年01月24日『ミュージックてれびくん ザ・ビデオIII』

### クレマチス
クレマチス
- MTK No.047
- 初回放送日：2002年01月07日[4]
- 歌：山川恵里佳[4]
- 作詞・作曲：遊佐未森[4]
- 編曲：タケカワユキヒデとThat's on Noise[4]
- 演奏：That's on Noise[4]
- コーラス・PV出演：T for TWO（俵有希子、俵小百合）[4]
- 録音：2001年12月6日,27日[4]
- 撮影：2001年12月29日[4]
- 原曲：遊佐未森「クレマチス」[4]
- 備考
俵有希子・小百合の姉妹がタケカワのブリティッシュ・プログレ風の複雑なアレンジのコーラスを完璧にこなす[4]。
余談としてMV撮影の際、山川恵里佳がペットに慣れていない為、ウサギを抱え上げるシーンに30分かかったらしい。

音楽商品
- 2002年05月18日『天てれ歌まくら MTK The 4th』

映像商品
- 2003年01月24日『ミュージックてれびくん ザ・ビデオIII』

### Material Girl
Material Girl マテリアル・ガール
- MTK No.048
- 初回放送日：2002年01月28日[4]
- 歌：3サイズ with コバンザメ（中田あすみ、安齊舞、豕瀬志穂、橋田紘緒、福田亮太）[4]
- 作詞・作曲：Peter H. Brown/Robert S. Rans[4]
- 訳詞：タケカワユキヒデ[4]
- 編曲：タケカワユキヒデとThat's on Noise[4]
- 演奏：That's on Noise[4]
- 振付：T-ASADA[4]
- PV出演：どーよ/やぎっち様（八木俊彦）[4]
- 録音：2001年12月6日,27日[4]
- 撮影：2001年12月30日[4]
- 原曲：Madonna「Material Girl」[4]
- 備考
モニーク・ローズが「Be My Friend」のレコーディングに向かう途中に昼食で立ち寄ったサブウェイで、マドンナ以外の誰かがカバーした「マテリアル・ガール」を聞いたのが最後の決め手になり「3サイズ」の歌うMTKが誕生するきっかけとなった[4]。

音楽商品
- 2002年05月18日『天てれ歌まくら MTK The 4th』
- 2005年07月27日『MTK The BEST I for LOVE』

映像商品
- 2003年01月24日『ミュージックてれびくん ザ・ビデオIII』

### 空になりたい
空になりたい
- MTK No.049
- 初回放送日：2002年02月11日[4]
- 歌・演奏：TIMKY（俵有希子、俵小百合、岩井七世、村上東奈、熊木翔、山元竜一、種ともこ）[4]
- 作詞・作曲：TIMKY[4]
- 編曲：種ともこ[4]
- 場所：北海道 札幌市教育文化会館大ホール[4]
- 録音：2002年1月19日[4]
- 撮影：2002年1月19日[4]
- 備考
番組内のコーナー「TTK ROCKS」で誕生した歌の歌詞も番組に寄せられた歌詞と番組で苦労した熊木の歌詞が合わさり生まれた[4]。
メロディは、ユニットのメンバー戦士が考案した鼻歌をもとにして、種ともこが作成。
PVは2002年1月19日の公開イベント「MTKスーパーライブ2002」にて収録した模様を使用[4]。

音楽商品
- 2002年05月18日『天てれ歌まくら MTK The 4th』

映像商品
- 2003年01月24日『ミュージックてれびくん ザ・ビデオIII』

## 2002年度
新作12曲。1曲3分サイズで制作。MTKロゴを画面右下に表示。
天てれ10周年記念として過去のMTKを放送する「MTKクラシック」にて、「君の声がする」、「空になりたい」、「HONEY BEAT」、「極楽はどこだ」、「YAKINIC GO GO」、「恋はあせらず」、「たんぽぽ」、「わかってナイ!」、「SUPERGIRL」、「www.access.me」、「Angel snow」、「恋は早いもの勝ち」、「運命'99」、「歩いていこう」、「8cm」、「Can do it!」、「空にまいあがれ」、「カーマは気まぐれ」、「世界中の全ての色」、「ゴォ!」、「The Longest Time」、「ハッピーマン」、「JUMP」、「BIG SMILE BABIES」、「Roam～愛があれば」、「Be My Friend」、「スリラー」、「恋のギルティー」、「YOU ARE MY DREAM」、「ママ・ミア」、「ラッキー・ラブ」、「Everything You Do」、「愛はきらめきの中に」、「ダイナマイト」、「はるかな旅へ」、「おかしな午後」、「I LIKE YOU」、「君のそばにいたい」が放送された。

### 1-2-3
1-2-3
- MTK No.050
- 初回放送日：2002年04月08日
- 歌：SPACE FAIRY（俵有希子、中村有沙、白木杏奈）
- 作詞・作曲：Gloria Estefan/Enrique Garcia
- 訳詞：タケカワユキヒデ
- 編曲：タケカワユキヒデとThat's on Noise
- 演奏：That's on Noise
- 振付：T-ASADA
- PV出演：ローブリィ翔
- VJ：熊木翔
- 原曲：Gloria Estefan and Miami Sound Machine「1-2-3」

音楽商品
- 2002年11月21日『天てれ猫だましぃ MTK The 5th』

### 僕であるために
僕であるために
- MTK No.051
- 初回放送日：2002年04月22日
- 歌：Boys Be Boys（熊木翔、山元竜一、松井蘭丸）
- 作詞：浜崎貴司
- 作曲：FLYING KIDS
- 編曲：タケカワユキヒデとThat's on Noise
- 演奏：That's on Noise
- VJ：岩井七世
- 原曲：FLYING KIDS「僕であるために」

音楽商品
- 2002年11月21日『天てれ猫だましぃ MTK The 5th』

### クエスチョン
クエスチョン
- MTK No.052
- 初回放送日：2002年05月13日
- 歌：ローブリィ翔
- 作詞：今泉泰幸
- 作曲：遠藤肇
- 編曲：スキップカウズ
- 演奏：スキップカウズ/武藤星児
- コーラス：井出卓也/村上東奈
- PV出演：スキップカウズ/井出卓也/村上東奈
- VJ：俵小百合
- 原曲：スキップカウズ「クエスチョン」

音楽商品
- 2002年11月21日『天てれ猫だましぃ MTK The 5th』
- 2005年07月27日『MTK The BEST II for LIFE』

### BYE BYE DAYS
BYE BYE DAYS（バイ バイ デイズ）
- MTK No.053
- 初回放送日：2002年05月27日
- 歌：T for TWO（俵有希子、俵小百合）
- 作詞：アイコ
- 作曲：石坂義晴
- 編曲：advantage Lucy
- 演奏：advantage Lucy/千ヶ崎学/堀越和子
- VJ：ローブリィ翔

音楽商品
- 2002年11月21日『天てれ猫だましぃ MTK The 5th』

### スピリチュアル
スピリチュアル
- MTK No.054
- 初回放送日：2002年06月17日
- 歌：CHU-LIPS（村田ちひろ、飯田里穂）
- 作詞・作曲：渡辺慎
- 編曲：タケカワユキヒデとThat's on Noise
- コーラス・PV出演：熊木翔/村上東奈
- 演奏：That's on Noise
- VJ：岩井七世
- 原曲：ホフディラン「スピリチュアル」

音楽商品
- 2002年11月21日『天てれ猫だましぃ MTK The 5th』
- 2005年07月27日『MTK The BEST II for LIFE』

### STEADY BOYS
STEADY BOYS ステディ・ボーイズ
- MTK No.055
- 初回放送日：2002年07月01日
- 歌：岩井七世
- 作詞：透影月奈
- 作曲：安藤芳彦
- 編曲：タケカワユキヒデとThat's on Noise
- コーラス:T for TWO
- 演奏：That's on Noise
- 振付：T-ASADA
- PV出演：T for TWO
- VJ：ローブリィ翔
- 原曲：原田知世「STEADY BOYS」

音楽商品
- 2002年11月21日『天てれ猫だましぃ MTK The 5th』
- 2005年07月27日『MTK The BEST I for LOVE』

### 星の軌跡
星の軌跡（ほしのきせき）
- MTK No.056
- 初回放送日：2002年09月02日
- 歌：ギャラクシー（安齊舞、井出卓也、ブライアン・ウォルターズ、ジョアン・ヤマザキ）
- 作詞・作曲：田村敦
- 編曲：イチケン
- 演奏：JETTER3
- VJ：熊木翔
- 原曲：JETTER3「ホシノキセキ」

音楽商品
- 2002年11月21日『天てれ猫だましぃ MTK The 5th』

### あこがれ

#### 概要
MTK初の2バージョン構成で2週間ずつ放送。
『MTKスーパーライブ2003』では、1番をacoustic versionで、2番をhip-hop versionで構成。

#### acoustic version
- MTK No.057
- 初回放送日：2002年09月16日
- 歌：村上東奈
- 作詞・作曲：遊佐未森
- 編曲・演奏：KANAME
- VJ：井出卓也
- コーラス：遊佐未森
- PV出演：遊佐未森、渋谷謙人

音楽商品
- 2002年11月21日『天てれ猫だましぃ MTK The 5th』
- 2005年07月27日『MTK The BEST I for LOVE』

#### hip-hop version
- MTK No.058
- 歌：村上東奈
- 作詞・作曲：遊佐未森
- 編曲・演奏：KANAME
- VJ：井出卓也
- 初回放送日：2002年09月23日
- 振付：T-ASADA
- PV出演：渋谷謙人

音楽商品
- 2003年06月18日『天てれ上カルビ MTK The 6th』

### BE HAPPY DAY
BE HAPPY DAY（ビー ハッピー デイ）
- MTK No.059
- 初回放送日：2002年10月07日
- 歌：豕瀬志穂、八木俊彦
- 作詞・作曲・コーラス：森若香織
- 編曲・演奏：KANAME
- VJ：山元竜一

音楽商品
- 2003年06月18日『天てれ上カルビ MTK The 6th』

### 恋にメリーゴーラウンド
恋にメリーゴーラウンド In for a penny,In for a pound
- MTK No.060
- 初回放送日：2002年10月21日
- 歌：SPACE FAIRY（俵有希子、中村有沙、白木杏奈）
- 作詞・作曲：John Moering
- 訳詞：タケカワユキヒデ
- 編曲：タケカワユキヒデとThat's on Noise
- 演奏：That's on Noise
- 振付：T-ASADA
- PV出演：ローブリィ翔
- VJ：熊木翔
- 原曲：Arabesque「In for a Penny, In for a Pound」
- 備考
映像の途中に登場するCGの食堂は、2001年度MTK「Material Girl」に登場したものと同じで、映像の最後に登場するCGの遊園地は、2001年度MTK「元気を出して」に登場したものと同じ。PVでは、年度始めの「1-2-3」共々、ローブリィ翔が3人から散々な扱いを受けている。

音楽商品
- 2003年06月18日『天てれ上カルビ MTK The 6th』

### ルーキー
ルーキー
- MTK No.061
- 初回放送日：2002年11月11日
- 歌：山元竜一
- 作詞・作曲：玉置浩二
- 編曲：タケカワユキヒデとThat's on Noise
- コーラス・出演：Boys Be Boys
- 演奏：That's on Noise
- VJ：岩井七世
- 原曲：玉置浩二「ルーキー」
- 備考
1999年度MTK「ゴォ!」と同様、映像の一部に、山元の過去5年間の活躍を収めた映像が使用されている。

音楽商品
- 2003年06月18日『天てれ上カルビ MTK The 6th』
- 2005年07月27日『MTK The BEST II for LIFE』

### 地図
地図（ちず）
- MTK No.062
- 初回放送日：2002年11月25日
- 歌：マイ☆コウ（堀江幸生、マイケル・メンツァー）
- 作詞：今泉泰幸
- 作曲：遠藤肇
- 編曲：スキップカウズ
- コーラス：熊木翔
- PV出演：鉢嶺杏奈
- 演奏：スキップカウズ/山本哲也
- VJ：村上東奈

音楽商品
- 2003年06月18日『天てれ上カルビ MTK The 6th』

## 2003年度
新作14曲。1曲3分サイズで制作。MTKロゴを画面右下（「JUNGLE FUTURE」は画面左下）に表示。

### ぼくらのロック・シティ
ぼくらのロック・シティ We built this city
- 初回放送日：2003年04月07日
- 歌：ザ・ヤマチーズwithふたりいる。（山元竜一、村田ちひろ、俵小百合、岩井七世）
- 作詞・作曲：Lambert, Page, Taugh, Wolf
- 訳詞：タケカワユキヒデ
- 編曲：タケカワユキヒデとThat's on Noise
- 演奏：That's on Noise
- Featuring・PV出演：DJ Brian（ブライアン・ウォルターズ）
- VJ：井出卓也
- 原曲：Starship「We Built This City」

### サンデーモーニング
サンデーモーニング
- 初回放送日：2003年04月21日
- 歌：飯田里穂
- 作詞・作曲：つじあやの
- 編曲：タケカワユキヒデとThat's on Noise
- コーラス：ふたりいる。
- 演奏：That's on Noise
- VJ：ブライアン・ウォルターズ
- アニメーション：Gerardo Alvarez（ヘラルド・アルバレス）
- 原曲：つじあやの「サンデーモーニング」

音楽商品
- 2003年12月17日『天てれビッグバン MTK The 7th』
- 2005年07月27日『MTK The BEST I for LOVE』

### 虹の都へ
虹の都へ（にじのみやこへ）
- 初回放送日：2003年05月12日
- 歌：ブライアン・ウォルターズ
- 作詞・作曲：高野寛
- 編曲：タケカワユキヒデとThat's on Noise
- コーラス：山元竜一
- 演奏：That's on Noise
- VJ：俵小百合
- 原曲：高野寛「虹の都へ」

音楽商品
- 2003年12月17日『天てれビッグバン MTK The 7th』

### 泣けちゃうの
泣けちゃうの You caught me out
- 初回放送日：2003年05月27日
- 歌：システム★エラー（岩井七世、白木杏奈、ジョアン・ヤマザキ、堀口美咲）
- 作詞・作曲：K.MacColl/Briquette/Crowe
- 訳詞：タケカワユキヒデ
- 編曲：タケカワユキヒデとThat's on Noise
- 演奏：That's on Noise
- PV出演：伊藤俊輔/ジャスミン・アレン
- VJ：堀江幸生
- 原曲：Tracy Ullman「You Caught Me Out」

音楽商品
- 2003年12月17日『天てれビッグバン MTK The 7th』
- 2005年07月27日『MTK The BEST I for LOVE』
- 備考
ユニット名の由来は、メンバー全員の個性が強く、噛み合っていないことから。頭がおかしい=システムエラーとなったらしい。

### Go!Go!たまご丼
Go!Go!たまご丼
- 初回放送日：2003年06月16日
- 歌：間寛平 with TDD（間寛平、井出卓也、飯田里穂、前田公輝、山川恵里佳）
- 作詞・作曲：間寛平
- 作詞・編曲・演奏：KANAME
- 振付：T-ASADA
- VJ：山崎邦正（コーナー内のゲストでVJもといPV紹介をした）
- 備考
「こちらHK学園笑芸部!」のコーナーから誕生したユニット。
TDDは「TAMAGO-DON DEPARTMENT」の略。

音楽商品
- 2003年07月23日「Go!Go!たまご丼」
- 2003年12月17日『天てれビッグバン MTK The 7th』

シングル
- 規格：12cmCD
- 発売日：2003年7月23日
- 税抜価格：1000円
- 発売元：コロムビアミュージックエンタテインメント
- 規格品番：COCC-15541
- EANコード：JAN 4988001935438

| #  | タイトル                                   | 作詞 | 作曲・編曲 | 時間 |
| -- | ------------------------------------------ | ---- | ---------- | ---- |
| 1. | 「Go!Go!たまご丼」                         |      |            | 3:31 |
| 2. | 「Go!Go!たまご丼〜ソロ・バージョン〜」     |      |            | 3:32 |
| 3. | 「Go!Go!たまご丼＜オリジナル・カラオケ＞」 |      |            | 3:30 |

### それっきゃないかもね
それっきゃないかもね
- 初回放送日：2003年06月30日
- 歌：堀江幸生
- 作詞・作曲・編曲・コーラス：種ともこ
- 演奏：尾上サトシ/周藤寿和/種ともこ
- PV出演：村田ちひろ/ド・ランクザン望/堀口美咲/小井沼愛

音楽商品
- 2003年12月17日『天てれビッグバン MTK The 7th』
- 2005年07月27日『MTK The BEST I for LOVE』

### JUNGLE FUTURE
JUNGLE FUTURE ジャングル・フューチャー
- 初回放送日：2003年09月01日
- 歌：ノイジー・モンキーズ（ブライアン・ウォルターズ、ジョアン・ヤマザキ、近藤エマ、ド・ランクザン望）
- 作詞・作曲・編曲：福岡ユタカ
- 演奏:福岡ユタカ/Whacho/John Sackett

音楽商品
- 2003年12月17日『天てれビッグバン MTK The 7th』
- 2005年07月27日『MTK The BEST II for LIFE』

### BAKAはここにいる
BAKAはここにいる
- 初回放送日：2003年09月15日
- 歌：俵小百合
- 作詞・作曲・編曲・コーラス：種ともこ
- 演奏：尾上サトシ/周藤寿和/種ともこ
- PV出演:山元竜一/中村有沙/八木俊彦/桜井結花
- VJ：豕瀬志穂

音楽商品
- 2003年12月17日『天てれビッグバン MTK The 7th』

### 旅人は星を数える
旅人は星を数える〜Days Are Numbers〜
- 初回放送日：2003年10月06日
- 歌：MEMORIES（山元竜一、俵小百合、岩井七世、白木杏奈、飯田里穂、マイケル・メンツァー）
- 作詞・作曲：Alan Parsons, Eric Woolfson
- 訳詞：タケカワユキヒデ
- 編曲：タケカワユキヒデとThat's on Noise
- 演奏：That's on Noise/佐藤ふくみ/タケカワユキヒデ
- VJ:ジョアン・ヤマザキ
- 原曲：The Alan Parsons Project「Days Are Numbers (The Traveller)」

音楽商品
- 2004年06月30日『MTK the 8th』
- 2005年07月27日『MTK The BEST II for LIFE』

### Together Forever
Together Forever（トゥギャザー フォーエバー）
- 初回放送日：2003年10月20日
- 歌：SYANIS（中村有沙、豕瀬志穂、桜井結花）
- 作詞・作曲：Stock/Altken/Waterman
- 訳詞：タケカワユキヒデ
- 編曲：タケカワユキヒデとThat's on Noise
- 演奏：That's on Noise/佐藤ふくみ
- 振付：T-ASADA
- PV出演：ブライアン・ウォルターズ
- 原曲：Rick Astley「Together Forever」
- 備考
ユニット名の由来は、メンバーそれぞれのイニシャルから、桜井(S)結花(Y)、有沙(A)中村(N)、豕瀬(I)志穂(S)でSYANIS。有沙のみ、名前が先である理由は不明。

### カンペキ
カンペキ
- 初回放送日：2003年11月10日
- 歌：井出卓也
- 作詞：今泉泰幸
- 作曲：遠藤肇
- 編曲：スキップカウズ
- 演奏：スキップカウズ/藤原マヒト
- PV出演：マイ★コウ/藤原ひとみ

音楽商品
- 2004年06月30日『MTK the 8th』

### 星と月の仲間
星と月の仲間
- 初回放送日：2003年11月24日
- 歌：白木杏奈
- 作詞・作曲：高橋朋子
- 編曲：タケカワユキヒデとThat's on Noise
- 演奏：That's on Noise
- 原曲：elliott「星と月の仲間」

音楽商品
- 2004年06月30日『MTK the 8th』
- 2005年07月27日『MTK The BEST II for LIFE』

### モンキーマジック
モンキーマジック
- 初回放送日：2004年01月12日
- 歌：A.T.7（八木俊彦、張沢紫星、川﨑樹音、ブライアン・ウォルターズ、ド・ランクザン望、俵小百合、岩井七世）
- 作詞：奈良橋陽子
- 訳詞・作曲：タケカワユキヒデ
- 編曲：タケカワユキヒデとThat's on Noise
- 演奏：That's on Noise
- 原曲：ゴダイゴ「Monkey Magic」（ドラマ『西遊記』主題歌）
- 備考
CDアルバムの曲名表記は「Monkey Magic」。

音楽商品
- 2004年06月30日『MTK the 8th』

### 水玉
水玉
- 初回放送日：2004年03月15日
- 歌：ホワイトクローバー（岩井七世、村田ちひろ）
- 作詞・作曲：遊佐未森
- 編曲：タケカワユキヒデとThat's on Noise
- 演奏：That's on Noise

音楽商品
- 2004年06月30日『MTK the 8th』

## 2004年度
新作10曲。1曲3分サイズで制作。MTKロゴを画面右下に表示。

### ラジオスターの悲劇
ラジオスターの悲劇 Video killed the radio star
- 初回放送日：2004年04月05日
- 歌：ランダム!!スロー（白木杏奈、ジョアン・ヤマザキ、前田公輝、バーンズ勇気）
    RG レインボー・ガーディアンズ
- 作詞・作曲：Bruce Woolley/Geoffey Downes&Trevor Horn
- 訳詞：小川哲朗
- 編曲：タケカワユキヒデとThat's on Noise
- 演奏：That's on Noise
- 振付：T-ASADA
- 原曲：The Buggles「Video Killed the Radio Star」

### 明日への叫び
明日への叫び SHOUT IT OUT LOUD
- 初回放送日：2004年04月19日
- 歌：KIZZ（飯田里穂、堀江幸生、ド・ランクザン望、篠原愛実）
    UWF アンダーワールド・ファミリー
- 作詞・作曲：G.Simmons/P.Stanley/B.Ezrin
- 訳詞：王様
- 編曲・演奏：Gargoyle
- 原曲：Kiss「Shout It Out Loud」

音楽商品
- 2005年02月23日『MTK the 9th』
- 2005年07月27日『MTK The BEST II for LIFE』

### 誕生日のうた
誕生日のうた
- 初回放送日：2004年05月24日
- 歌：ヴィーナス&マース（村田ちひろ、井出卓也、白木杏奈、ジョアン・ヤマザキ、川﨑樹音、橋本甜歌）
    RG レインボー・ガーディアンズ
- 作詞・作曲：タケカワユキヒデ
- 編曲：タケカワユキヒデとThat's on Noise
- 演奏：That's on Noise
- 備考
川﨑樹音は「誕生日のうた2006」にも参加。

音楽商品
- 2005年02月23日『MTK the 9th』
- 2005年07月27日『MTK The BEST II for LIFE』

### 未来船ゴー
未来船ゴー
- 初回放送日：2004年06月14日
- 歌：じゅげむさん（堀江幸生、近藤エマ、伊倉愛美、髙橋郁哉）
    UWF アンダーワールド・ファミリー
- 作詞：小川美潮
- 作曲・PV出演：仙波清彦
- 編曲：沼井雅之
- 演奏：仙波清彦/沼井雅之/高橋香織/神田朋樹
- 振付：中本雅俊

音楽商品
- 2005年02月23日『MTK the 9th』

### MARCH
MARCH（マーチ）
- 初回放送日：2004年09月20日
- 歌：グラスオニオン（井出卓也、前田公輝、バーンズ勇気）
    RG レインボー・ガーディアンズ
- 作詞・作曲：原田真二
- 編曲：タケカワユキヒデとThat's on Noise
- 演奏：That's on Noise
- ロケ地：屏風ヶ浦
- 原曲：原田真二「MARCH」
- 備考
2004年度のNHK教育フェアでは、『天才ビットくん』のバンド・ビットルズの演奏で披露。

音楽商品
- 2005年02月23日『MTK the 9th』
- 2005年07月27日『MTK The BEST II for LIFE』

### きみのとなりで
きみのとなりで
- 初回放送日：2004年10月11日
- 歌：トゥインクル（中村有沙、飯田里穂）
    UWF アンダーワールド・ファミリー
- 作詞：遊佐未森
- 作曲・編曲・演奏：西村由紀江

音楽商品
- 2005年02月23日『MTK the 9th』

### ココロ磁石
ココロ磁石
- 初回放送日：2004年10月26日
- 歌：Time And A Word（白木杏奈、ジョアン・ヤマザキ）
    RG レインボー・ガーディアンズ
- 作詞・作曲：高橋朋子
- 編曲：苅和奈央
- 演奏：苅和奈央/TOMOKO
- イラスト：本山浩子

音楽商品
- 2005年02月23日『MTK the 9th』
- 2005年07月27日『MTK The BEST II for LIFE』

### ホーリー&ブライト
ホーリー&ブライト
- 初回放送日：2004年11月15日
- 歌：ゴーライブ（張沢紫星、篠原愛実、髙橋郁哉）
    UWF アンダーワールド・ファミリー
- 作詞：山上路夫・奈良橋陽子
- 作曲：タケカワユキヒデ
- 編曲：タケカワユキヒデとThat's on Noise
- 演奏：That's on Noise
- 原曲：ゴダイゴ「ホーリー&ブライト」

音楽商品
- 2005年02月23日『MTK the 9th』

### ダンシング・シスター
ダンシング・シスター
- 初回放送日：2004年11月29日
- 歌：フルーツ♥パーティー（村田ちひろ、橋本甜歌、川﨑樹音）
    RG レインボー・ガーディアンズ
- 作詞・作曲：Findon/Myers/Puzey
- 訳詞：小山哲朗
- 編曲：タケカワユキヒデとThat's on Noise
- 演奏：That's on Noise
- 振付：T-ASADA
- PV出演：バーンズ勇気/細川藍
- 原曲：The Nolans「I'm in the Mood for Dancing」
- 備考
天才てれびくんレギュラー及びてれび戦士前の細川藍がPVゲスト出演[5]。

音楽商品
- 2006年03月01日『MTK the 10th』

### ヴォヤージュ±
ヴォヤージュ±
- 初回放送日：2005年01月10日
- 歌：ユービック（井出卓也、ド・ランクザン望、洸太レイシー、伊倉愛美、近藤エマ、千秋レイシー、浅野優梨愛、川﨑樹音）
- 作詞：サエキけんぞう
- 作曲・編曲：福岡ユタカ
- 演奏：Yen chang/伊丹雅博/Takeru,F & Kanade,F
- ロケ地：首都圏外郭放水路

音楽商品
- 2005年02月23日『MTK the 9th』

## 2005年度
エンディングMTK。新作4曲。1曲2分サイズで制作。MTKロゴは非表示。

### 僕らのハーモニー
僕らのハーモニー
- 初回放送日：2005年04月04日
- 歌：アワートレジャーズ（前田公輝、飯田里穂、バーンズ勇気、木内江莉）
    スチームナイツ
- 作詞・作曲・編曲・演奏：原田真二
- 備考
この年の夏のイベントではアコースティックバージョンが披露。

音楽商品
- 2006年03月01日『MTK the 10th』

### さかさまさかさ
さかさまさかさ
- 初回放送日：2005年05月23日
- 歌：タイニーサーカス（ド・ランクザン望、村田ちひろ、橋本甜歌、木内梨生奈）
    ジョーキマホーンズ
- 作詞：カヒミ・カリィ
- 作曲：神田朋樹
- 演奏：仙波清彦/神田朋樹

音楽商品
- 2006年03月01日『MTK the 10th』

### ムカつくけれど…スキ!
ムカつくけれど…スキ!
- 初回放送日：2005年09月05日
- 歌：アワートレジャーズ（前田公輝、飯田里穂、バーンズ勇気、木内江莉）
    スチームナイツ
- 作詞・作曲：タケカワユキヒデ
- 編曲：タケカワユキヒデとThat's on Noise
- 演奏：That's on Noise

音楽商品
- 2006年03月01日『MTK the 10th』

### 僕はドライブ
僕はドライブ
- 初回放送日：2005年10月24日
- 歌：タイニーサーカス（ド・ランクザン望、村田ちひろ、橋本甜歌、木内梨生奈）
    ジョーキマホーンズ
- 作詞：サエキけんぞう
- 作曲・編曲：polymoog
- 演奏：polymoog/仙波清彦

音楽商品
- 2006年03月01日『MTK the 10th』

## 2006年度
エンディングMTK。新作5曲。通常放送尺1分30秒。MTKカラーロゴを画面左上に表示。

### ダンゼン!未来
ダンゼン!未来
- 初回放送日：2006年04月03日
- 歌：てれび戦士2006（洸太レイシー、バーンズ勇気、篠原愛実、永島謙二郎、伊倉愛美、髙橋郁哉、橋本甜歌、木内江莉、大木梓彩、木村遼希、日向滉一、千秋レイシー、木内梨生奈、一木有海、細川藍、藤本七海、渡邊エリー、小関裕太、笠原拓巳、千葉一磨、藤田ライアン、細田羅夢、川﨑樹音、加藤ジーナ）
- 作詞：Out of Box
- 作曲：笹沼直
- 編曲：R-21
- 演奏：浜崎大地/塚田良平/高橋KATSU/大和田ハルヲ
- ロケ地：埼玉県立大学
- 備考
2006年度メインテーマ曲。2つの異なるバージョンを放送（曲の1番と2番、ビデオは同じ）。

音楽商品
- 2007年03月21日『MTK the 11th』

映像商品
- 2011年01月19日『MTKコレクション 2006〜2008』

### ユウキスイッチ
ユウキスイッチ
- 初回放送日：2006年05月22日
- 歌：バーンズ勇気、髙橋郁哉、小関裕太、千葉一磨
- 作詞・作曲：タケカワユキヒデ
- 編曲：タケカワユキヒデとThat's on Noise
- 演奏：タケカワユキヒデ/That's on Noise

音楽商品
- 2007年03月21日『MTK the 11th』

映像商品
- 2011年01月19日『MTKコレクション 2006〜2008』

### 誕生日のうた2006
誕生日のうた2006
- 初回放送日：2006年09月04日
- 歌：篠原愛実、バーンズ勇気、木内梨生奈、川﨑樹音、細田羅夢
- 作詞・作曲：タケカワユキヒデ
- 編曲：タケカワユキヒデとThat's on Noise
- 演奏：タケカワユキヒデ/That's on Noise
- 備考
2004年度の「誕生日のうた」のボーカルを川﨑樹音以外変更。

音楽商品
- 2007年03月21日『MTK the 11th』

映像商品
- 2011年01月19日『MTKコレクション 2006〜2008』

### Friends&Dreams
Friends&Dreams（フレンズ アンド ドリームズ）
- 初回放送日：2006年10月10日
- 歌：伊倉愛美、大木梓彩、木内江莉、橋本甜歌、一木有海、細川藍、加藤ジーナ
- 作詞：IZUMI・KUMI
- 作曲：RYU
- 編曲・演奏：Yum!Yum!ORANGE
- 原曲：Yum!Yum!ORANGE「Dreamer」

音楽商品
- 2007年03月21日『MTK the 11th』

映像商品
- 2011年01月19日『MTKコレクション 2006〜2008』

### 冬のアゲハ
冬のアゲハ
- 初回放送日：2006年12月04日
- 歌：木内梨生奈、細田羅夢
- 作詞・作曲：塚田良平（R-21）
- 編曲：R-21
- 演奏：浜崎大地/Moz/中山篤英

音楽商品
- 2007年03月21日『MTK the 11th』
- 2007年05月23日「約束の場所へ〜シークレッツ・ユートピア〜」

映像商品
- 2011年01月19日『MTKコレクション 2006〜2008』

備考
- 2009年度のMTKプレミアムライブにて、メロディ・チューバックと鈴木美知代がこの曲を披露した。その際に、梨生奈と羅夢がMVのサビで踊ったダンスをそのままに、振り付けが付いていなかった他の部分に、新たに振りを付けて、披露している。
- この曲は2009年度の「MTK全国オーディション2009」において、メンバーオーディションの審査でも使用されている。

## 2007年度
エンディングMTK。新作7曲。通常放送尺1分30秒。MTKカラーロゴを画面左上に表示。

### 約束の場所へ〜シークレッツ・ユートピア〜
約束の場所へ〜シークレッツ・ユートピア〜
- 初回放送日：2007年04月02日
- 歌：てれび戦士2007（細川藍、一木有海、千秋レイシー、渡邊エリー、木村遼希、日向滉一、木内梨生奈、長谷川あかり、藤井千帆、川﨑樹音、千葉一磨、渡邉聖斗、細田羅夢、藤田ライアン、笠原拓巳、小関裕太、加藤ジーナ、鍋本帆乃香、荒木次元、メロディー・チューバック、丸山瀬南、吉野翔太、ミッチェル・ベンジャミン、松尾瑠璃）
- 作詞・作曲：塚田良平・笹沼直
- 編曲：加藤カツヤ/塚田良平/浜崎大地
- 演奏：加藤カツヤ/大和田ハルヲ/macoshi'n/浜崎大地
- ロケ地：葛西臨海公園

音楽商品
- 2007年05月23日「約束の場所へ〜シークレッツ・ユートピア〜」
- 2008年02月20日『MTK the 12th』

映像商品
- 2011年01月19日『MTKコレクション 2006〜2008』

シングル
- 規格：12cmCD
- 発売日：2007年5月23日
- 税抜価格：1200円
- 発行：NHKサービスセンター
- 発売：コロムビアミュージックエンタテインメント
- 規格品番：COCC-15988
- EANコード：JAN 4988001972488

| #  | タイトル                                     | 作詞 | 作曲・編曲 | アーティスト         | 時間 |
| -- | -------------------------------------------- | ---- | ---------- | -------------------- | ---- |
| 1. | 「約束の場所へ〜シークレッツ・ユートピア〜」 |      |            | てれび戦士2007       | 3:33 |
| 2. | 「冬のアゲハ（バラードバージョン）」         |      |            | 木内梨生奈、細田羅夢 | 4:05 |
| 3. | 「約束の場所へ〜シークレッツ・ユートピア〜」 |      |            | オリジナル・カラオケ | 3:30 |

### チャチャマンボでおどろうよ
チャチャマンボでおどろうよ
- 初回放送日：2007年05月14日
- 歌：渡邉聖斗、長谷川あかり、藤井千帆、荒木次元、丸山瀬南、吉野翔太、メロディー・チューバック、鍋本帆乃香、ミッチェル・ベンジャミン、松尾瑠璃、間寛平
- 作詞：間寛平
- 作曲：塚田良平
- 編曲：塚田良平/浜崎大地
演奏：大和田ハルヲ/中道勝彦/浜崎大地
- 備考
作詞の間寛平は2003年度の「Go!Go!たまご丼」でも作詞・作曲を担当している。

音楽商品
- 2008年02月20日『MTK the 12th』

映像商品
- 2011年01月19日『MTKコレクション 2006〜2008』

### オレンジ
オレンジ
- 初回放送日：2007年06月18日
- 歌：木村遼希、日向滉一、千秋レイシー、小関裕太、千葉一磨
- 作詞：上中丈弥
- 作曲：塚田良平
- 編曲：THE イナズマ戦隊/塚田良平
- 演奏：THE イナズマ戦隊/中道勝彦
- PV出演：木内江莉（2005年度 - 2006年度てれび戦士）

音楽商品
- 2008年02月20日『MTK the 12th』

映像商品
- 2011年01月19日『MTKコレクション 2006〜2008』

### 空宙ブランコ
空宙ブランコ（くうちゅうブランコ）
- 初回放送日：2007年09月03日
- 歌：一木有海、細川藍、細田羅夢、加藤ジーナ、川﨑樹音
- 作詞：角辻順子
- 作曲：塚田良平
- 編曲：maruIII/塚田良平
- 演奏：maruIII
- 振付：荒木慎太郎
- ロケ地：千葉県千倉の海岸

音楽商品
- 2008年02月20日『MTK the 12th』

映像商品
- 2011年01月19日『MTKコレクション 2006〜2008』

### はちみつ(HONEY CHEEKS)
はちみつ(HONEY CHEEKS)
- 初回放送日：2007年11月05日
- 歌：渡邊エリー、笠原拓巳、藤田ライアン
- 作詞：石原彩
- 作曲：塚田良平
- 編曲・演奏：加藤カツヤ/塚田良平
- 振付：荒木慎太郎

音楽商品
- 2008年02月20日『MTK the 12th』

映像商品
- 2011年01月19日『MTKコレクション 2006〜2008』

### 冬のキャンドル
冬のキャンドル
- 初回放送日：2008年01月14日
- 歌：木内梨生奈
- 作詞：木内梨生奈・石原彩
- 作曲：塚田良平
- 編曲：加藤カツヤ/重永亮介/塚田良平
- 演奏：中道勝彦/大和田ハルヲ/加藤カツヤ

音楽商品
- 2008年02月20日『MTK the 12th』
- 2008年05月21日「セカイをまわせ!〜ぼくらのカーニバル〜」

映像商品
- 2011年01月19日『MTKコレクション 2006〜2008』

### コノユビトマレ!
コノユビトマレ!
- 初回放送日：2008年02月25日
- 歌：てれび戦士2007（細川藍、一木有海、千秋レイシー、渡邊エリー、木村遼希、日向滉一、木内梨生奈、長谷川あかり、藤井千帆、川﨑樹音、千葉一磨、渡邉聖斗、細田羅夢、藤田ライアン、笠原拓巳、小関裕太、加藤ジーナ、鍋本帆乃香、荒木次元、メロディー・チューバック、丸山瀬南、吉野翔太、ミッチェル・ベンジャミン、松尾瑠璃）
- 作詞・作曲：村カワ基成
- 編曲：浜崎大地/塚田良平
- 備考
公式サイトには「天てれオリジナル卒業ソング」と銘打っている。

音楽商品
- 2008年05月21日「セカイをまわせ!〜ぼくらのカーニバル〜」

映像商品
- 2011年01月19日『MTKコレクション 2006〜2008』

## 2008年度
エンディングMTK。新作8曲。通常放送尺1分30秒。MTKカラーロゴを画面左上に表示。ただし、「勇気は時を超える」では非表示。

### セカイをまわせ!〜ぼくらのカーニバル〜
セカイをまわせ!〜ぼくらのカーニバル〜
- 初回放送日：2008年03月31日
- 歌：てれび戦士2008（笠原拓巳、小関裕太、武田聖夜、千葉一磨、渡邉聖斗、川﨑樹音、長谷川あかり、藤井千帆、細田羅夢、荒木次元、島田翼、丸山瀬南、吉野翔太、加藤ジーナ、重本ことり、メロディー・チューバック、鍋本帆乃香、山田樹里亜、伊藤元太、田中理来、ミッチェル・ベンジャミン、中村あやの、水本凜、木村遼）
- 作詞：村カワ基成
- 作曲：笹沼直・塚田良平
- 編曲：浜崎大地/塚田良平
- 演奏：塚田直/大和田ハルヲ/中道勝彦/浜崎大地
- ロケ地：昭和記念公園

音楽商品
- 2008年05月21日「セカイをまわせ!〜ぼくらのカーニバル〜」
- 2009年03月04日『MTK the 13th』

映像商品
- 2011年01月19日『MTKコレクション 2006〜2008』

シングル
- 規格：12cmCD
- 発売日：2008年5月21日
- 税抜価格：1200円
- 発行：NHKサービスセンター
- 発売：コロムビアミュージックエンタテインメント
- 規格品番：COCC-16093
- EANコード：JAN 4988001600015

| #  | タイトル                                  | 作詞 | 作曲・編曲 | アーティスト         | 時間 |
| -- | ----------------------------------------- | ---- | ---------- | -------------------- | ---- |
| 1. | 「セカイをまわせ!〜ぼくらのカーニバル〜」 |      |            | てれび戦士2008       | 4:15 |
| 2. | 「勇気は時を超える」                      |      |            | m-ist                | 4:38 |
| 3. | 「コノユビトマレ!」                       |      |            | てれび戦士2007       | 3:41 |
| 4. | 「冬のキャンドル（ライブバージョン）」    |      |            | 木内梨生奈           | 5:12 |
| 5. | 「セカイをまわせ!〜ぼくらのカーニバル〜」 |      |            | オリジナル・カラオケ | 4:13 |

### 勇気は時を超える
勇気は時を超える
- 初回放送日：2008年04月22日
- 歌：m-ist（武田聖夜、島田翼、田中理来）
- 作詞：桑原永江
- 作曲・編曲：飯田高広
- 演奏:中村タイチ
- レコーディングエンジニア：サカタコスケ
- 備考
「日付変更船プッカリーノ」の主題歌。

音楽商品
- 2008年05月21日「セカイをまわせ!〜ぼくらのカーニバル〜」
- 2009年03月04日『MTK the 13th』

映像商品
- 2011年01月19日『MTKコレクション 2006〜2008』

### ラズベリー・パンチ♪
ラズベリー・パンチ♪
- 初回放送日：2008年05月12日
- 歌：藤井千帆、加藤ジーナ、鍋本帆乃香、中村あやの、水本凜
- 作詞：石原彩・藤本功一
- 作曲・編曲・演奏：藤本功一
- 振付：荒木慎太郎
- ロケ地：月島（一部）

音楽商品
- 2009年03月04日『MTK the 13th』

映像商品
- 2011年01月19日『MTKコレクション 2006〜2008』

### スピードスター
スピードスター SPEEDSTER
- 初回放送日：2008年06月23日
- 歌：渡邉聖斗、荒木次元、丸山瀬南、吉野翔太、ミッチェル・ベンジャミン、伊藤元太、木村遼
- 作詞：村カワ基成・浜崎大地
- 作曲・編曲：鶴﨑輝一・塚田良平
- 演奏：鶴﨑輝一
- ロケ地：奥多摩湖畔公園

音楽商品
- 2009年03月04日『MTK the 13th』

映像商品
- 2011年01月19日『MTKコレクション 2006〜2008』

### Forever the Moment〜永遠の一瞬〜
Forever the Moment〜永遠の一瞬〜
- 初回放送日
  - 2008年06月25日 - 先行放送
  - 2008年11月10日 - 通常放送
- 歌：m-ist（武田聖夜、島田翼、田中理来）
- 作詞：児玉明子
- 作曲：飯田高広
- 編曲：飯田高広/塚田良平
- 備考
NHKワールド・プレミアムでは2008年8月の再放送中に1週間放送されている。

音楽商品
- 2009年03月04日『MTK the 13th』

映像商品
- 2011年01月19日『MTKコレクション 2006〜2008』

### ひまわり
ひまわり
- 初回放送日：2008年09月01日
- 歌：小関裕太、千葉一磨、川﨑樹音、細田羅夢
- 作詞：石原彩
- 作曲：塚田良平
- 編曲：加藤カツヤ/塚田良平
- 演奏：加藤カツヤ/中道勝彦/浜崎大地
- 撮影：2008年8月7日

音楽商品
- 2009年03月04日『MTK the 13th』

映像商品
- 2011年01月19日『MTKコレクション 2006〜2008』

### ほんとはあの娘が好きなのに…
ほんとはあの娘が好きなのに…
- 初回放送日：2009年01月05日
- 歌：笠原拓巳、長谷川あかり、山田樹里亜
- 作詞：間慎太郎
- 作曲：塚田良平
- 編曲：荒木啓六/塚田良平
- 演奏：荒木啓六
- PV出演：吉野翔太
- 備考
作詞者・間慎太郎の父は、2003年度の『Go!Go!たまご丼』の作詞・作曲と2007年度の『チャチャマンボでおどろうよ』の作詞を担当、かつボーカルとしても参加した間寛平。

音楽商品
- 2009年03月04日『MTK the 13th』

映像商品
- 2011年01月19日『MTKコレクション 2006〜2008』

### Sing for You〜ボクらの未来へ〜
Sing for You〜ボクらの未来へ〜
- 初回放送日：2009年02月23日
- 歌：重本ことり、メロディー・チューバック
- 作詞：kiichi
- 作曲：塚田良平
- PV出演：てれび戦士2008

音楽商品
- 2009年05月20日「Happy★Life」

映像商品
- 2011年01月19日『MTKコレクション 2006〜2008』

## 2009年度
エンディングMTK。新作12曲。通常放送尺1分30秒。MTKロゴは非表示。
ETV50周年記念として、「MTKクラシック」が「MTKクラシックス」として復活。「恋は早いもの勝ち」、「オレンジ」、「スピリチュアル」、「Roam～愛があれば～」、「君のそばにいたい」、「ココロ磁石」、「ひまわり」が放送された。

### Happy★Life
Happy★Life
- 初回放送日：2009年03月30日
- 歌：てれび戦士2009（笠原拓巳、武田聖夜、千葉一磨、長谷川あかり、藤井千帆、荒木次元、齊藤稜駿、加藤ジーナ、重本ことり、鈴木美知代、メロディー・チューバック、鍋本帆乃香、脇菜々香、伊藤元太、中村あやの、平田真優香、水本凜、渡辺青來、上妻成吾、木村遼、鈴木純一朗、長江崚行、鎮西寿々歌、白坂奈々）
- 作詞：西山茉希
- 作曲：塚田良平
- 編曲：西慎二
- 備考
2009年度メインテーマ曲。

音楽商品
- 2009年05月20日「Happy★Life」
- 2011年03月02日『MTK the 14th』

映像商品
- 2011年05月18日『MTKコレクション 2009〜2010』

シングル
- 規格：12cmCD
- 発売日：2009年5月20日
- 税抜価格：1200円
- 発行：NHKサービスセンター
- 発売：コロムビアミュージックエンタテインメント
- 規格品番：COCC-16245
- EANコード：JAN 4988001125907

| #  | タイトル                           | 作詞 | 作曲・編曲 | アーティスト                         | 時間 |
| -- | ---------------------------------- | ---- | ---------- | ------------------------------------ | ---- |
| 1. | 「Happy★Life」                     |      |            | てれび戦士2009                       | 3:34 |
| 2. | 「Sing for You〜ボクらの未来へ〜」 |      |            | 重本ことり、メロディー・チューバック | 4:55 |
| 3. | 「Happy★Life」                     |      |            | オリジナル・カラオケ                 | 3:33 |
| 4. | 「Sing for You〜ボクらの未来へ〜」 |      |            | オリジナル・カラオケ                 | 4:52 |

### MY WINGS
MY WINGS
- 初回放送日：2009年05月04日
- 歌：脇菜々香、武田聖夜、齊藤稜駿
- 作詞：kiichi
- 作曲：塚田良平
- 編曲：荒木啓六
- 振付：瀬戸一浩
- ロケ地：東京都港区
- 備考
R&Bナンバー。脇菜々香が歌担当、武田聖夜と齊藤稜駿がラップ担当。

音楽商品
- 2010年03月03日『MTK the 14th』

映像商品
- 2010年04月21日『Dreaming〜時空を超える希望の歌〜』
- 2011年05月18日『MTKコレクション 2009〜2010』

### ダン!ドン!
ダン!ドン!
- 初回放送日：2009年06月08日
- 歌：木村遼、上妻成吾、鈴木純一朗、長江崚行、水本凜、中村あやの、鎮西寿々歌、白坂奈々
- 作詞・作曲：藤本功一
- 振付：中尾亮太郎

音楽商品
- 2010年03月03日『MTK the 14th』

映像商品
- 2010年04月21日『Dreaming〜時空を超える希望の歌〜』
- 2011年05月18日『MTKコレクション 2009〜2010』

### 結の歌
結の歌（ゆいのうた）
- 初回放送日：2009年06月29日
- 歌：千葉一磨、荒木次元、伊藤元太、平田真優香、渡辺青來
- 作詞：伊良皆誠
- 作曲：塚田良平
- 編曲：矢田部正
- モチーフ：沖縄音楽

音楽商品
- 2010年03月03日『MTK the 14th』

映像商品
- 2010年04月21日『Dreaming〜時空を超える希望の歌〜』
- 2011年05月18日『MTKコレクション 2009〜2010』

### 夢のチカラ

#### 概要
2009年度の夏イベ「Dreaming〜時空を超える希望の歌〜」で先行披露。同イベントのメイン曲。ソロを歌っているメンバーは武田聖夜、藤井千帆、脇菜々香、鎮西寿々歌、長江崚行、メロディー・チューバック、水本凜、重本ことり。夏イベのライブでは水本凜と重本ことりのソロは無し。

#### ライブバージョン
- 初回放送日：2009年09月22日
- 歌：Dreaming〜時空を超える希望の歌〜オールスターズ
- 作詞：kiichi
- 作曲・編曲：塚田良平
- 放送尺：1分30秒
- 映像商品
  - 2011年05月18日『MTKコレクション 2009〜2010』
- 備考
「Dreaming〜時空を超える希望の歌〜」の映像（4分20秒）を再編集。

#### オリジナルバージョン
- 初回放送日：2010年03月01日
- 歌：てれび戦士2009
- 作詞：kiichi
- 作曲・編曲：塚田良平
- 放送尺：2分34秒
- 音楽商品
  - 2010年03月03日『MTK the 14th』
- 映像商品
  - 2010年04月21日『Dreaming〜時空を超える希望の歌〜』
  - 2011年05月18日『MTKコレクション 2009〜2010』

### I don't obey〜僕らのプライド〜
I don't obey〜僕らのプライド〜
- 初回放送日：2009年10月05日
- 歌：Dream5（重本ことり、日比美思、大原優乃、高野洸、玉川桃奈）
- 作詞・作曲・編曲：m.c.A・T
- 振付：KABA.ちゃん
- 備考
「MTK全国オーディション」より誕生した楽曲。

音楽商品
- 2009年11月04日「I don't obey〜僕らのプライド〜」
- 2010年03月03日『MTK the 14th』
- 2010年03月10日『RUN TO THE FUTURE』

映像商品
- 2011年05月18日『MTKコレクション 2009〜2010』

### 愛のトライアングル
愛のトライアングル
- 初回放送日：2009年11月09日
- 歌：脇菜々香、鍋本帆乃香、加藤ジーナ
- 作詞：みろく
- 作曲・編曲：かみむら周平
- 歌唱指導：望月理世/YUKINO（湖城ゆきの）[6]
- 音楽製作：カンパニーAZA[6]
- 備考
モチーフは宝塚歌劇団。鍋本帆乃香、脇菜々香が男役、加藤ジーナが娘役。

音楽商品
- 2010年03月03日『MTK the 14th』

映像商品
- 2011年05月18日『MTKコレクション 2009〜2010』

### Let me dream
Let me dream
- 初回放送日：2009年11月30日
- 歌：メロディー・チューバック
- 作詞：みろく
- 作曲・編曲：三澤康広
- 音楽製作：カンパニーAZA[6]
- テーマ：冬

音楽商品
- 2010年03月03日『MTK the 14th』

映像商品
- 2011年05月18日『MTKコレクション 2009〜2010』

### 太陽と流星群
太陽と流星群
- 初回放送日：2010年01月11日
- 歌：長谷川あかり、鈴木美知代
- 作詞：軸丸綾香
- 作曲：塚田良平
- 編曲：鶴﨑輝一

音楽商品
- 2010年03月03日『MTK the 14th』

映像商品
- 2011年05月18日『MTKコレクション 2009〜2010』

### さぁーいこー
さぁーいこー
- 初回放送日：2010年01月11日
- 歌：千葉一磨、笠原拓巳
- 作詞：あべこうじ
- 作曲：塚田良平
- 編曲：塚田良平/鶴﨑輝一
- テーマ：爽快ロック曲

音楽商品
- 2010年03月03日『MTK the 14th』

映像商品
- 2011年05月18日『MTKコレクション 2009〜2010』

### タビダチノウタ
タビダチノウタ
- 初回放送日：2010年02月03日
- 歌：Dream5（重本ことり、日比美思、大原優乃、高野洸、玉川桃奈）
- 作詞・作曲：伊秩弘将
- 編曲：ats-
- ロケ地：山梨県北杜市リゾナーレ

音楽商品
- 2010年03月10日『RUN TO THE FUTURE』

映像商品
- 2011年05月18日『MTKコレクション 2009〜2010』

### きっと、大丈夫
きっと、大丈夫
- 初回放送日：2010年02月08日
- 歌：藤井千帆、水本凜、白坂奈々
- 作詞：竹中茂樹
- 作曲：塚田良平
- 編曲：鶴﨑輝一

音楽商品
- 2010年06月02日「セカイカラー☆LOVE!」

映像商品
- 2011年05月18日『MTKコレクション 2009〜2010』

## 2010年度
エンディングMTK。新作12曲。通常放送尺1分30秒。MTKロゴは非表示。
2010年12月からはYouTubeの「NHK番組コレクション」チャンネルで、2006年度以降の一部の曲のビデオクリップが配信されていた。

### セカイカラー☆LOVE!
セカイカラー☆LOVE!
- 初回放送日
  - 2010年03月29日 - レッドバージョン（月曜日）
  - 2010年03月30日 - ブルーバージョン（火曜日）
  - 2010年04月01日 - グリーンバージョン（水曜日）
  - 2010年07月19日 - フルバージョン
- 歌：てれび戦士2010
  - レッド：上原陸、脇菜々香、風戸蘭七、野村翔、寺田朱里エステル、浅野優惟、斎藤安里奈ダイアナ、椋木ホセマルティン
  - ブルー：齊藤稜駿、當山優奈、松岡美羽、三井理陽、長江崚行、金子凜太朗、白坂奈々、田代ひかり
  - グリーン：伊藤元太、木島杏奈、水本凜、矢部昌暉、中村嘉惟人、鎮西寿々歌、小川向陽、岡田結実
- 作詞：くまのきよみ・平方宏明
- 作曲：大森俊之
- 備考
グリーンバージョンは高校野球による番組休止の影響で初回のみ木曜日に放送。

音楽商品
- 2010年06月02日「セカイカラー☆LOVE!」
- 2011年03月02日『MTK the 15th』

シングル
- 規格：12cmCD
- 発売日：2010年6月2日
- 税抜価格：1200円
- 発行：NHKサービスセンター
- 発売：コロムビアミュージックエンタテインメント
- 規格品番：COCC-16374
- EANコード：JAN 4988001304401

| #  | タイトル               | 作詞 | 作曲・編曲 | アーティスト                | 時間 |
| -- | ---------------------- | ---- | ---------- | --------------------------- | ---- |
| 1. | 「セカイカラー☆LOVE!」 |      |            | てれび戦士2010              | 4:17 |
| 2. | 「きっと、大丈夫」     |      |            | 藤井千帆、水本凜、 白坂奈々 | 5:17 |
| 3. | 「セカイカラー☆LOVE!」 |      |            | コーラス入りカラオケ        | 4:16 |
| 4. | 「セカイカラー☆LOVE!」 |      |            | コーラスなしカラオケ        | 4:15 |
| 5. | 「きっと、大丈夫」     |      |            | オリジナルカラオケ          | 5:18 |

### SWEET♥ROSES
SWEET♥ROSES
- 初回放送日：2010年05月03日
- 歌：水本凜、風戸蘭七、白坂奈々、斎藤安里奈ダイアナ
- 作詞：竹中あこ
- 作曲：大森俊之

音楽商品
- 2011年03月02日『MTK the 15th』

映像商品
- 2011年05月18日『MTKコレクション 2009〜2010』

### Kick the EARTH
Kick the EARTH（キック ジ アース）
- 初回放送日：2010年06月07日
- 歌：長江崚行、野村翔、矢部昌暉
- 作詞：前田たかひろ
- 作曲：たかはしごう
- 編曲：岩瀬聡志

音楽商品
- 2011年03月02日『MTK the 15th』

映像商品
- 2011年05月18日『MTKコレクション 2009〜2010』

### 絶対 Catch A Dream
絶対 Catch A Dream
- 初回放送日：2010年06月30日
- 歌：HI's★cream（脇菜々香、吉元優里菜、山下朋美、熊谷美波、藤田遥奈、成澤かりん、佐藤英理菜、竹井未来望、古口莉子）
- 作詞・作曲：林田健司
- 振付：ISSA（DA PUMP）/HITOE（SPEED）
- ロケ地：東京都港区 芝浦ヘリポート
- 備考
「MTK全国オーディション2010」より誕生した楽曲。

音楽商品
- 2011年03月02日『MTK the 15th』

映像商品
- 2011年05月18日『MTKコレクション 2009〜2010』

### 僕らのナツ!!
僕らのナツ!!
- 初回放送日：2010年08月02日
- 歌：Dream5（重本ことり、日比美思、大原優乃、高野洸、玉川桃奈）
- 作詞：前田亘輝（TUBE）
- 作曲：春畑道哉（TUBE）
- 振付：末吉秀太（AAA）

音楽商品
- 2010年08月04日「僕らのナツ!!」
- 2011年03月02日『MTK the 15th』
- 2011年05月04日『DAYS』

映像商品
- 2011年05月18日『MTKコレクション 2009〜2010』

### アオゾラララ
アオゾラララ
- 初回放送日：2010年09月06日
- 歌：當山優奈、齊藤稜駿、水本凜、伊藤元太、鎮西寿々歌、田代ひかり
- 作詞：森由里子
- 作曲：大森俊之
- 備考
2010年度夏イベント「ホセ王国の不思議な弓矢〜くしゃみ姫を救え!〜」主題歌。PV映像には夏イベントメイキングが収録。

音楽商品
- 2011年03月02日『MTK the 15th』

映像商品
- 2010年11月17日『ホセ王国の不思議な弓矢〜くしゃみ姫を救え!〜』
- 2011年05月18日『MTKコレクション 2009〜2010』

### ささやきの天使
ささやきの天使
- 初回放送日：2010年10月04日
- 歌：木島杏奈、松岡美羽、寺田朱里エステル
- 作詞：大森祥子
- 作曲：大森俊之

音楽商品
- 2011年03月02日『MTK the 15th』

映像商品
- 2011年05月18日『MTKコレクション 2009〜2010』

### じかん のびちぢみ
じかん のびちぢみ
- 初回放送日：2010年11月08日
- 歌：浅野優惟、小川向陽、岡田結実、椋木ホセマルティン
- 作詞：小川美潮
- 作曲：吉森信

音楽商品
- 2011年03月02日『MTK the 15th』

映像商品
- 2011年05月18日『MTKコレクション 2009〜2010』

### 恋のダイヤル6700
恋のダイヤル6700
- 初回放送日：2010年12月06日
- 歌：Dream5（重本ことり、日比美思、大原優乃、高野洸、玉川桃奈）
- 作詞：阿久悠
- 作曲：井上忠夫
- 編曲：守尾崇
- 原曲：フィンガー5「恋のダイヤル6700」

音楽商品
- 2011年01月01日「恋のダイヤル6700」
- 2011年03月02日『MTK the 15th』
- 2011年05月04日『DAYS』

映像商品
- 2011年05月18日『MTKコレクション 2009〜2010』

### 二人授業
二人授業
- 初回放送日：2011年01月04日
- 歌：上原陸、三井理陽、中村嘉惟人、金子凜太朗
- 作詞：木下隆行
- 作曲：大森俊之
- PV監督：木本武宏
- 振付：T-ASADA

音楽商品
- 2011年03月02日『MTK the 15th』

映像商品
- 2011年05月18日『MTKコレクション 2009〜2010』

### 恋してたいの
恋してたいの
- 初回放送日：2011年01月31日
- 歌：HI's★cream（脇菜々香、吉元優里菜、山下朋美、熊谷美波、藤田遥奈、成澤かりん、佐藤英理菜、竹井未来望、古口莉子）
- 作詞・作曲：ROCKETMAN
- テーマ：バレンタインデー

音楽商品
- 2011年03月02日『MTK the 15th』

映像商品
- 2011年05月18日『MTKコレクション 2009〜2010』

### ホントの自分
ホントの自分
- 初回放送日：2011年02月28日
- 歌：脇菜々香
- 作詞・作曲：KYOHEI（Honey L Days）

音楽商品
- 2011年05月18日「Love Song」

映像商品
- 2011年05月18日『MTKコレクション 2009〜2010』

## 2011年度
新作11曲。放送尺2分。MTKロゴを画面左上に表示。

### カラフル!
カラフル!
- 初回放送日
  - 2011年04月11日 - 通常版
  - 2011年05月02日 - メイキングバージョン
- 歌：鎮西寿々歌
- 作詞：遊佐未森
- 作曲・編曲：鴨宮諒

音楽商品
- 2012年2月29日『MTK the 16th』

### 英雄キッド
英雄キッド
- 初回放送日
  - 2011年05月16日 - 通常版
  - 2011年06月08日 - メイキングバージョン
- 歌：矢部昌暉、木島杏奈、寺田朱里、椋木マルティン
- 作詞：増子直純
- 作曲：上原子友康
- 編曲・演奏：怒髪天

音楽商品
- 2012年2月29日『MTK the 16th』

### 風の自転車
風の自転車
- 初回放送日
  - 2011年06月20日 - 通常版
  - 2011年07月14日 - メイキングバージョン
- 歌：浅賀玲音
- 作詞・作曲：遊佐未森
- PV出演：島田太一
- 備考
2012年2月期に「風の自転車 エレクトロニカver.」を放送。

音楽商品
- 2012年2月29日『MTK the 16th』

### ロケット・モグラーに乗って
ロケット・モグラーに乗って
- 初回放送日
  - 2011年08月01日 - 通常版
  - 2011年10月03日 - レコーディングバージョン
- 歌：矢部昌暉、木島杏奈、浅賀玲音、長江崚行、寺田朱里、ファデン咲美亜、椋木マルティン、岡田結実
- 作詞：小林克也
- 作曲・編曲：ホッピー神山
- 演奏：爆風銃
- 備考
ミュージック・ビデオには、2011年度の視聴者アバターが日替わりで出演。ミュージック・ビデオに登場した。視聴者のアバターは、応募した視聴者の所在都道府県とアバターネームが紹介されている。

音楽商品
- 2012年2月29日『MTK the 16th』

### Start line
Start line
- 初回放送日
  - 2011年08月22日 - 通常版
  - 2012年02月14日 - メイキングバージョン
- 歌：木島杏奈、ファデン咲美亜
- 作詞：Kat McDowell
- 作曲：DAISHI DANCE
- 編曲：Tomoharu Moriya
- テーマ：メロディアスハウス曲

音楽商品
- 2012年2月29日『MTK the 16th』

### こんなもんじゃないブルース
こんなもんじゃないブルース
- 初回放送日：2011年09月12日
- 歌：勝隆一、島田太一
- 作詞：サエキけんぞう
- 作曲：鴨宮諒

音楽商品
- 2012年2月29日『MTK the 16th』

### スパイラルな日々と夢
スパイラルな日々と夢
- 初回放送日：2011年10月10日
- 歌：出川哲朗
- 作詞：工藤順子
- 作曲：鴨宮諒

音楽商品
- 2012年2月29日『MTK the 16th』

### 優しい武器
優しい武器
- 初回放送日
  - 2011年11月14日 - 通常版
  - 2012年03月28日 - メイキングバージョン
- 歌：長江崚行
- 作詞：工藤順子
- 作曲：DAISHI DANCE
- 編曲：Tomoharu Moriya

音楽商品
- 2012年2月29日『MTK the 16th』

### ギャラクシー刑事
ギャラクシー刑事
- 初回放送日
  - 2012年01月09日 - 通常版
  - 2012年03月27日 - メイキングバージョン
- 歌：鈴木あきえ、延命杏咲実
- 作詞：大森祥子・寺田創一
- 作曲・編曲：寺田創一

音楽商品
- 2012年2月29日『MTK the 16th』

### 風の自転車 エレクトロニカver.
風の自転車 エレクトロニカver.
- 初回放送日：2012年02月06日
- 歌：浅賀玲音
- 作詞・作曲：遊佐未森
- 編曲：権藤知彦
- 備考
「風の自転車」のエレクトロニカバージョン。
イベント「迷走劇場ウラシマ」で先行披露。役柄は浅賀が風の精、島田が女の先生に恋をする。

音楽商品
- 2012年05月30日「恋する季節」

### 荒野のひとしずく
荒野のひとしずく
- 初回放送日：2012年03月05日
- 歌：矢部昌暉
- 作詞：サエキけんぞう
- 作曲：窪田晴男
- コーラス：木島杏奈・浅賀玲音
- PV出演：木島杏奈

音楽商品
- 2012年05月30日「恋する季節」

## 2012年度
新作11曲。放送尺2分。MTKロゴを画面左上に表示。
夏休み期間中の8月に、大天才テレビジョンアーカイブスというコーナー扱いで、1998年度 - 2005年度までのMTKの中から、「極楽はどこだ」、「空にまいあがれ」、「わかってナイ!」、「BIG SMILE BABIES」、「クエスチョン」、「カンペキ」、「ヴォヤージュ±」、「僕はドライブ」が放送された。

### ハイフライングガール
ハイフライングガール HIGH-FLYING GIRL
- 初回放送日
  - 2012年04月02日 - 通常版
  - 2012年04月26日 - メイキングバージョン
- 歌：岡田結実
- 作詞・作曲：イマイケンタロウ
- 編曲：エイプリルズ
- 振付：朝日太一

音楽商品
- 2013年03月06日『MTK the 17th』

### 冒険少年R
冒険少年R
- 初回放送日
  - 2012年05月07日 - 通常版
  - 2012年05月31日 - メイキングバージョン
- 歌：長江崚行
- 作詞：森雪之丞
- 作曲・編曲：白井良明

音楽商品
- 2013年03月06日『MTK the 17th』

### 空と海の光
空と海の光
- 初回放送日：2012年06月11日
- 歌：浅賀玲音、長谷川ニイナ
- 作詞・作曲：高浪慶太郎
- 編曲：高浪慶太郎、toshi808
- PV出演：小出信明

音楽商品
- 2013年03月06日『MTK the 17th』

### パタタピテ ポタツピテ
パタタピテ ポタツピテ
- 初回放送日：2012年07月16日
- 歌：ソーズビー航洋、金子隼也、竹原司、長江崚行、黒澤美澪奈、山田陶子、鎮西寿々歌、寺田朱里
- 作詞：松沼文鳥
- 作曲・編曲：オイラー小林

音楽商品
- 2013年03月06日『MTK the 17th』

### 世界のからくりと僕のゆびさき
世界のからくりと僕のゆびさき
- 初回放送日
  - 2012年09月03日 - 通常版
  - 2013年03月06日 - メイキングバージョン
- 歌：浅賀玲音
- 作詞・作曲・編曲：沖井礼二

音楽商品
- 2013年03月06日『MTK the 17th』

### 公共電波にのっかって
公共電波にのっかって
- 初回放送日：2012年10月08日
- 歌：てれびちゃん（電波ミルク、受信チョコ、画面さくら）
- 作詞：前山田健一・視聴者プロデューサーのみなさん
- 作曲・編曲：前山田健一
- 振付：朝日太一

音楽商品
- 2013年03月06日『MTK the 17th』

### 僕んとこ来いブルース
僕んとこ来いブルース
- 初回放送日：2012年11月12日
- 歌：島田太一、竹原司
- 作詞：サエキけんぞう
- 作曲：鴨宮諒

音楽商品
- 2013年03月06日『MTK the 17th』

### 街は冬に踊る
街は冬に踊る
- 初回放送日：2012年12月06日
- 歌：鎮西寿々歌、長谷川ニイナ、ソーズビー航洋
- 作詞・作曲・編曲：沖井礼二

音楽商品
- 2013年03月06日『MTK the 17th』

### Revolution Perfect Game
Revolution Perfect Game
- 初回放送日
  - 2013年01月07日 - 通常版
  - 2013年03月18日 - メイキングバージョン
- 歌：ChibiLug（竹原司、長江崚行、浅賀玲音、金子隼也、ソーズビー航洋、島田太一）
- 作詞・作曲：一聖
- 編曲・演奏：BugLug

音楽商品
- 2013年03月06日『MTK the 17th』

### アナコンダ・ラヴ♡
アナコンダ・ラヴ♡
- 初回放送日：2013年02月11日
- 歌：寺田朱里・ROLLY
- 作詞・作曲：ROLLY
- 編曲：RUI&ROLLY
- PV出演：ソーズビー航洋、山田陶子

音楽商品
- 2013年03月06日『MTK the 17th』

### Bound, Go Ahead!
Bound, Go Ahead!
- 初回放送日：2013年03月04日
- 歌：長江崚行、寺田朱里、浅賀玲音、鎮西寿々歌
- 作詞：大森祥子
- 作曲・編曲：窪田晴男

音楽商品
- 2013年05月29日「告白」

## 2013年度
新作11曲。放送尺2分。MTKロゴを画面左上に表示。
再放送期間の2014年3月に、2011年度 - 2012年度のMTKも再放送された。

### 背中で美学
背中で美学
- 初回放送日
  - 2013年04月01日 - 通常版
  - 2013年05月22日 - メイキングバージョン
- 歌：出川哲朗
- 作詞：工藤順子
- 作曲・編曲：小西昭次郎
- PV出演：竹原司

音楽商品
- 2014年03月05日『MTK the 18th』

### 水晶庭園
水晶庭園
- 初回放送日
  - 2013年04月15日 - 通常版
  - 2013年05月15日 - メイキングバージョン
- 歌：黒澤美澪奈・山田陶子
- 作詞・作曲：さねよしいさ子
- 編曲：斎藤ネコ

音楽商品
- 2014年03月05日『MTK the 18th』

### WARU WARU WORLDS ψ(｀∇´)ψ!
WARU WARU WORLDS ψ(｀∇´)ψ!
- 初回放送日
  - 2013年06月10日 - 通常版
  - 2013年07月16日 - メイキングバージョン
- 歌：金子隼也、竹原司、岡田結実、古坂大魔王
- 作詞・作曲：古坂大魔王
- 振付：朝日太一

音楽商品
- 2014年03月05日『MTK the 18th』

### マジックアワー
マジックアワー
- 初回放送日
  - 2013年06月24日 - 通常版
  - 2013年07月15日 - メイキングバージョン
- 歌：長谷川ニイナ、中里萌、黒澤美澪奈、中尾美晴
- 作詞：tae
- 作曲：iCas
- 編曲：木村篤志
- 演奏：オレスカバンド
- PV出演：渡辺大貴（ぬいぐるみの中の人、先輩役）

音楽商品
- 2014年03月05日『MTK the 18th』

### 奇跡の子
奇跡の子
- 初回放送日
  - 2013年08月05日 - 通常版
  - 2013年09月30日 - メイキングバージョン
- 歌：金子隼也、長谷川ニイナ、島田太一、野田真哉、岡田結実、中里萌、黒澤美澪奈、相澤侑我
- 作詞・作曲・編曲：つのだ☆ひろ

音楽商品
- 2014年03月05日『MTK the 18th』

### ダークマター
ダークマター
- 初回放送日：2013年09月02日
- 歌：鈴木あきえ、延命杏咲実
- 作詞：大森祥子、寺田創一
- 作曲・編曲：寺田創一
- 振付：朝日太一

音楽商品
- 2014年03月05日『MTK the 18th』

### ゆーやけあきいろ
ゆーやけあきいろ
- 初回放送日
  - 2013年09月16日 - 通常版
  - 2014年03月19日 - メイキングバージョン
- 歌：島田太一
- 作詞・作曲：若松剛
- 編曲：ボヤケルズ
- テーマ：和風フォーク・ロック曲

音楽商品
- 2014年03月05日『MTK the 18th』

### Wonderful Charm
Wonderful Charm
- 初回放送日：2013年11月11日
- 歌：長谷川ニイナ
- 作詞：森若香織
- 作曲・編曲：白井良明

音楽商品
- 2014年03月05日『MTK the 18th』

### Jump'n'Jive 踊れ!
Jump'n'Jive 踊れ!
- 初回放送日
  - 2013年11月25日 - 通常版
  - 2014年03月19日 - メイキングバージョン
- 歌：ソーズビー航洋、野田真哉、竹原司、相澤侑我
- 作詞・作曲・編曲：中塚武
- テーマ：ヒップホップジャズ曲

音楽商品
- 2014年03月05日『MTK the 18th』

### クール・ジャパンでエエじゃないか!
クール・ジャパンでエエじゃないか!
- 初回放送日：2014年01月06日
- 歌：相澤侑我
- 合いの手：ソーズビー航洋、岡田結実、竹原司、黒澤美澪奈
- 作詞：森雪之丞
- 作曲・編曲：高井康生
- 振付：朝日太一
- テーマ：和風テクノ囃子

音楽商品
- 2014年03月05日『MTK the 18th』

### 宝のアリカはQuestion
宝のアリカはQuestion
- 初回放送日：2014年02月10日
- 歌：てれび戦士2013
- 作詞：サエキけんぞう
- 作曲・編曲：窪田晴男

音楽商品
- 2014年03月05日『MTK the 18th』

## 天才てれびくんhello,
2022年2月9日開始。新作4曲。通常放送尺1分30秒。エンディングテーマと放送枠共有。MTKロゴを画面左下に表示。

### 圧倒的
圧倒的
- 初回放送日
  - 2022年02月09日 - 1分30秒 通常版
  - 2022年02月21日 - 3分05秒 フルver.
- 歌：ギュナイ滝美、マウスソニア、大谷紅緒、木村昴
- 作詞：あっこゴリラ
- 作曲：あっこゴリラ
- 編曲：NEW K
- 出典：[7]
- 備考
2022年2月21日放送回にて制作の裏側に密着した企画が放送。
2022年度1学期でも引き続き放送された。

音楽商品
- アーティスト：てれび戦士（ギュナイ・ソニア・ベニオ）・木村昴
- 規格：音楽配信
- 発売日：2022年7月20日
- レーベル：NHK Publishing, Inc.

| 規格品番    | 備考     |
| ----------- | -------- |
| ANTCD-43246 |          |
| ANTCD-43247 | ハイレゾ |

| #  | タイトル   | 作詞 | 作曲・編曲 | 時間 |
| -- | ---------- | ---- | ---------- | ---- |
| 1. | 「圧倒的」 |      |            | 3:06 |

### 光の鍵
光の鍵
- 初回放送日：2022年09月05日
- 歌：てれび戦士2022
- 作詞：Kiichi
- 作曲：塚田良平
- 編曲：team.GAD
- 出典：[8]
- 備考
作詞のKiichi、作曲の塚田良平は14年ぶりのMTK制作。

音楽商品
- アーティスト：てれび戦士2022
- 規格：音楽配信
- 発売日：2023年3月8日
- レーベル：NHK Publishing, Inc.

| 規格品番    | 備考     |
| ----------- | -------- |
| NHKP-00035  |          |
| ANTCD-45914 | ハイレゾ |

| #  | タイトル   | 作詞 | 作曲・編曲 | 時間 |
| -- | ---------- | ---- | ---------- | ---- |
| 1. | 「光の鍵」 |      |            | 4:35 |

### Be The World
Be The World
- 初回放送日・配信日
  - 2022年10月06日 - 初公開・メイキング
  - 2022年11月02日 - 通常版
  - 2022年11月16日 - DANCE ver.（配信）
  - 2022年11月23日 - DANCE ver.（放送）
- 歌：稲毛眞生、勅使河原空、布施麻理亜、松尾そのま、丸山煌翔
- 作詞・作曲・編曲：小室哲哉
- 振付：RIEHATA
- 出典：[9]
- 備考
2023年度に「Be The World sustainable ver.」を放送。

音楽商品
- アーティスト：てれび戦士（マウナ・ソラ・マリア・ソノマ・テッショウ）
- 規格：音楽配信
- 発売日：2022年11月2日
- レーベル：NHK Publishing, Inc.

| 規格品番    | 備考     |
| ----------- | -------- |
| ANTCD-44405 |          |
| ANTCD-44406 | ハイレゾ |

| #  | タイトル                   | 作詞 | 作曲・編曲 | 時間 |
| -- | -------------------------- | ---- | ---------- | ---- |
| 1. | 「Be The World」           |      |            | 2:52 |
| 2. | 「Be The World (karaoke)」 |      |            | 2:52 |

### 七人だからレインボー
七人だからレインボー（ななにんだからレインボー）
- 初回放送日：2023年01月26日
- 作詞：谷中敦・てれび戦士
- 作曲：北原雅彦
- 編曲・演奏：東京スカパラダイスオーケストラ
- 出典：[10]

| 歌・演奏     | 歌・演奏       | 歌・演奏 |
| てれび戦士   | 楽器           | カラー   |
| ------------ | -------------- | -------- |
| マウスソニア | ホルン         | 赤       |
| 阿比留照太   | アルトサックス | オレンジ |
| 香月萌衣     | トランペット   | イエロー |
| 筧礼         | オカリナ       | 緑       |
| 大野遥斗     | タンバリン     | 青       |
| 盛武美音     | ハープ         | 紺       |
| 稲毛眞生     | ウクレレ       | パープル |

音楽商品
- アーティスト：東京スカパラダイスオーケストラ
- 曲名：七人だからレインボー feat. てれび戦士（ショウタ・ソニア・マウナ・レイ・ハルト・ミオ・メイ）
- 時間：1分33秒
- 規格：音楽配信
- 発売日：2023年2月1日
- レーベル：cutting edge/JUSTA RECORD

| 規格品番          | 備考     |
| ----------------- | -------- |
| ANTCD-A0000009306 |          |
| ANTCD-A0000009308 | ハイレゾ |

## 2023年度
2023年9月6日開始。放送尺1分30秒。エンディングテーマと放送枠共有。MTKロゴを画面左下に表示。

### Be The World sustainable ver.
Be The World sustainable ver.
- 初回放送日
  - 2023年08月01日 - 2分20秒 みんなのうた
  - 2023年09月06日 - 1分30秒 MTK 通常版
  - 2023年10月17日 - 1分30秒 MTK メイキングバージョン
- 歌：てれび戦士2023
- 作詞・作曲・編曲：小室哲哉
- 振付：RIEHATA
- 映像：牧野惇
- 『みんなのうた』放送月
  - 2023年08月（SDGs）
- 備考
「Be The World」のSDGsアレンジバージョン。
2023年10月3日にメイキングを放送。

音楽商品
- アーティスト：てれび戦士
- 規格：音楽配信
- 発売日：2023年10月25日
- レーベル：NHK Publishing, Inc.

| 規格品番    | 備考     |
| ----------- | -------- |
| NHKP-00045  |          |
| ANTCD-49954 | ハイレゾ |

| #  | タイトル                          | 作詞 | 作曲・編曲 | 時間 |
| -- | --------------------------------- | ---- | ---------- | ---- |
| 1. | 「Be The World sustainable ver.」 |      |            | 2:55 |

## 2024年度
2024年7月10日開始。放送尺1分30秒。エンディングテーマと放送枠共有。MTKロゴを画面右下に表示。

### ちぃあわせ音頭
ちぃあわせ音頭
- 初回放送日・配信日
  - 2024年07月10日 - 通常版
  - 2024年07月16日 - メイキング版（配信）
  - 2024年09月24日 - メイキング版（放送）
- 作詞・歌：てれび戦士
丸山煌翔、盛武美音、池村咲良、太田帯行、金児莉良、寺尾佳之助、ポン璃菜アメリー、廣末裕理
- 作曲：大沢広一郎
- 演奏：民謡クルセイダーズ
- 振付：yurinasia
- 映像：藤代雄一朗

関連企画
- 2024年7月16日「3か月かけてみんなで作ったMTK「ちぃあわせ音頭」メイキングSP」
- 2024年9月17日「“ちぃあわせ音頭”がもっと楽しくなる いろんな楽器が大集合&生演奏」
- 2024年9月24日「1200人といっしょにおどった 民謡クルセイダーズとちぃあわせ音頭ライブ」

音楽商品
- アーティスト：てれび戦士/民謡クルセイダーズ
- 規格：音楽配信
- 発売日：2024年7月24日
- レーベル：NHK Publishing, Inc.

| 規格品番    | 備考     |
| ----------- | -------- |
| NHKP-00050  |          |
| ANTCD-57667 | ハイレゾ |

| #  | タイトル                     | 作詞 | 作曲・編曲 | 時間 |
| -- | ---------------------------- | ---- | ---------- | ---- |
| 1. | 「ちぃあわせ音頭 (TV Size)」 |      |            | 1:29 |
| 2. | 「ちぃあわせ音頭」           |      |            | 4:00 |

## 2025年度
2025年4月15日開始。通常放送尺1分30秒。エンディングテーマと放送枠共有。MTKロゴを画面左下に表示。

### こたえあわせ
こたえあわせ
- 初回放送日
  - 2025年04月15日 - 1分30秒 通常版（1番）
  - 2025年04月22日 - 2分40秒 フルバージョン
  - 2025年06月04日 - 1分30秒 メイキング版（2番）
  - 2025年06月05日 - 2分30秒 木曜LIVE
- 歌：てれび戦士
香月萌衣、大野冴姫、金児莉良、ハフォード健汰朗、渡辺大馳、寺尾佳之助、照井紫乃、中村幹太、中嶋スミレ
- 作詞・作曲：大森元貴
- 映像：栗山健一
- 関連企画
  - 2025年04月22日 - 新MTK「こたえあわせ」ミセス大森元貴さんと制作裏側
  - 2025年06月05日 - 木曜LIVE みんなで歌おう!こたえあわせSP
- 出典：[11][12][13]

音楽商品
- アーティスト：てれび戦士
- 規格：音楽配信
- 発売日：2025年5月14日
- レーベル
  - Universal Music LLC
  - NHK Publishing, Inc.

| #  | タイトル         | 作詞 | 作曲・編曲 | 時間 |
| -- | ---------------- | ---- | ---------- | ---- |
| 1. | 「こたえあわせ」 |      |            | 2:35 |

## 天てれ歌まくら MTK The 4th
『NHK天才てれびくんワイド 天てれ歌まくら MTK The 4th』は、2002年5月18日に日本コロムビアから発売されたコンピレーション・アルバム。

### 概要
『天才てれびくん』の音楽アルバム第4弾。『天才てれびくんワイド』2000年度MTK「ダイナマイト」、2001年度のMTK、2002年度の主題歌を収録。

### 商品情報
- 規格：12cmCD
- 発売日：2002年5月18日
- 税抜価格：2500円
- 収録曲数：17曲
- 収録時間：61分18秒
- 発行：NHKサービスセンター
- 発売元：日本コロムビア
- 規格品番：COCX-31852
- EANコード：JAN 4988001999515
- 商品スローガン
心やすらぐ第4弾!!

### 収録曲
| #   | タイトル                                        | 作詞 | 作曲・編曲 | 時間 |
| --- | ----------------------------------------------- | ---- | ---------- | ---- |
| 1.  | 「青い星（TVバージョン）」                      |      |            | 1:04 |
| 2.  | 「君のそばにいたい I only want to be with you」 |      |            | 3:40 |
| 3.  | 「本当は何になりたいんだろう」                  |      |            | 4:16 |
| 4.  | 「元気を出して Gotta Pull Myself Together」     |      |            | 3:08 |
| 5.  | 「きれいな水」                                  |      |            | 3:34 |
| 6.  | 「本日晴天」                                    |      |            | 4:04 |
| 7.  | 「VACATION」                                    |      |            | 3:15 |
| 8.  | 「花のランランパワー」                          |      |            | 2:47 |
| 9.  | 「BIG SMILE BABIES」                            |      |            | 4:10 |
| 10. | 「Junp In The Line」                            |      |            | 3:04 |
| 11. | 「Be My Friend」                                |      |            | 4:14 |
| 12. | 「クレマチス」                                  |      |            | 3:09 |
| 13. | 「Material Girl」                               |      |            | 3:54 |
| 14. | 「空になりたい」                                |      |            | 4:33 |
| 15. | 「Dynamite」                                    |      |            | 2:59 |
| 16. | 「LOVE IS POP（フルバージョン）」               |      |            | 4:45 |

| #   | タイトル                          | 作詞 | 作曲・編曲 | 時間 |
| --- | --------------------------------- | ---- | ---------- | ---- |
| 17. | 「LOVE IS POP（フルバージョン）」 |      |            | 4:42 |

## 天てれ上カルビ MTK The 6th
『NHK天才てれびくんMAX 天てれ上カルビ MTK the 6th』は、2003年6月18日にコロムビアミュージックエンタテインメントから発売されたコンピレーション・アルバム。

### 概要
『天才てれびくん』の音楽アルバム第6弾。商品名は『天才てれびくんMAX』を冠しているが、『天才てれびくんワイド』2002年度の楽曲も収録されている。

### 商品情報
- 規格：12cmCD
- 発売日：2003年6月18日
- 税抜価格：2000円
- 収録曲数：14曲
- 収録時間：45分18秒
- 発行：NHKサービスセンター
- 発売元：コロムビアミュージックエンタテインメント
- 規格品番：COCX-32210
- EANコード：JAN 4988001998624
- 商品スローガン
ご家族のスタミナは＜音楽＞から!

### 収録曲
| #  | タイトル                                                 | 作詞 | 作曲・編曲 | 時間 |
| -- | -------------------------------------------------------- | ---- | ---------- | ---- |
| 1. | 「2003年度オープニング・テーマ」                         |      |            | 0:31 |
| 2. | 「あこがれ hip-hop version」                             |      |            | 4:37 |
| 3. | 「BE HAPPY DAY」                                         |      |            | 3:21 |
| 4. | 「恋にメリーゴーラウンド In for a penny,In for a pound」 |      |            | 3:01 |
| 5. | 「ルーキー」                                             |      |            | 3:06 |
| 6. | 「地図」                                                 |      |            | 3:15 |
| 7. | 「good day（フルバージョン）」                           |      |            | 4:40 |

| #   | タイトル                                                 | 作詞 | 作曲・編曲 | 時間 |
| --- | -------------------------------------------------------- | ---- | ---------- | ---- |
| 8.  | 「あこがれ hip-hop version」                             |      |            | 4:38 |
| 9.  | 「BE HAPPY DAY」                                         |      |            | 3:21 |
| 10. | 「恋にメリーゴーラウンド In for a penny,In for a pound」 |      |            | 3:01 |
| 11. | 「ルーキー」                                             |      |            | 3:07 |
| 12. | 「地図」                                                 |      |            | 3:14 |
| 13. | 「good day（フルバージョン）」                           |      |            | 4:40 |

| #   | タイトル         | 作詞 | 作曲・編曲 | 時間 |
| --- | ---------------- | ---- | ---------- | ---- |
| 14. | 「恋人は宇宙人」 |      |            | 0:46 |

## 天てれビッグバン MTK The 7th
『NHK天才てれびくんMAX 天てれビッグバン MTK The 7th』は、2003年12月17日にコロムビアミュージックエンタテインメントから発売されたコンピレーション・アルバム。

### 概要
『天才てれびくん』の音楽アルバム第7弾。『天才てれびくんMAX』2003年度の主題歌、2003年度前期のMTKを収録。

### 商品情報
- 規格：12cmCD
- 発売日：2003年12月17日
- 税抜価格：2000円
- 収録曲数：18曲
- 収録時間：60分05秒
- 発行：NHKサービスセンター
- 発売元：コロムビアミュージックエンタテインメント
- 規格品番：COCX-32474
- EANコード：JAN 4988001974635
- 商品スローガン
原初に、音楽ありき。魂を揺さぶる衝撃 お待たせMTK第7弾!

### 収録曲
| #  | タイトル                                              | 作詞 | 作曲・編曲 | 時間 |
| -- | ----------------------------------------------------- | ---- | ---------- | ---- |
| 1. | 「2003年度オープニング・テーマ」「MTKスクラッチI」    |      |            | 0:42 |
| 2. | 「サンデーモーニング」                                |      |            | 3:11 |
| 3. | 「虹の都へ」                                          |      |            | 3:45 |
| 4. | 「泣けちゃうの You caught me out」「MTKスクラッチII」 |      |            | 3:45 |
| 5. | 「Go!Go!たまご丼（TDD出動!Ver.）」                    |      |            | 3:23 |
| 6. | 「それっきゃないかもね」「MTKスクラッチIII」          |      |            | 3:18 |
| 7. | 「JUNGLE FUTURE」                                     |      |            | 3:18 |
| 8. | 「BAKAはここにいる」                                  |      |            | 3:19 |
| 9. | 「good day（フルバージョン）」「MTKスクラッチIV」     |      |            | 4:53 |

| #   | タイトル                           | 作詞 | 作曲・編曲 | 時間 |
| --- | ---------------------------------- | ---- | ---------- | ---- |
| 10. | 「サンデーモーニング」             |      |            | 3:12 |
| 11. | 「虹の都へ」                       |      |            | 3:45 |
| 12. | 「泣けちゃうの You caught me out」 |      |            | 3:36 |
| 13. | 「Go!Go!たまご丼（TDD出動!Ver.）」 |      |            | 3:15 |
| 14. | 「それっきゃないかもね」           |      |            | 3:04 |
| 15. | 「JUNGLE FUTURE」                  |      |            | 3:18 |
| 16. | 「BAKAはここにいる」               |      |            | 3:19 |
| 17. | 「good day（フルバージョン）」     |      |            | 4:41 |

| #   | タイトル                         | 作詞 | 作曲・編曲 | 時間 |
| --- | -------------------------------- | ---- | ---------- | ---- |
| 18. | 「ダンス×2 for システム☆エラー」 |      |            | 2:21 |

## MTK the 8th
『NHK天才てれびくんMAX MTK the 8th』は、2004年6月30日にコロムビアミュージックエンタテインメントから発売されたコンピレーション・アルバム。

### 概要
『天才てれびくん』の音楽アルバム第8弾。『天才てれびくんMAX』2003年度後期のMTK、2004年度の主題歌を収録。

### 商品情報
- 規格：12cmCD
- 発売日：2004年6月30日
- 税抜価格：2000円
- 収録曲数：13曲
- 収録時間：52分01秒
- 発行：NHKサービスセンター
- 発売：コロムビアミュージックエンタテインメント
- 規格品番：COCX-32781
- EANコード：JAN 4988001945642
- 商品スローガン
ついに来た来た第8弾!

### 収録曲
| #  | タイトル                                   | 作詞 | 作曲・編曲 | 時間 |
| -- | ------------------------------------------ | ---- | ---------- | ---- |
| 1. | 「プラズマ回遊（オープニングバージョン）」 |      |            | 0:33 |
| 2. | 「旅人は星を数える〜Days Are Numbers〜」   |      |            | 5:07 |
| 3. | 「カンペキ」                               |      |            | 3:10 |
| 4. | 「星と月の仲間」                           |      |            | 5:03 |
| 5. | 「Monkey Magic」                           |      |            | 3:38 |
| 6. | 「水玉」                                   |      |            | 4:03 |
| 7. | 「プラズマ回遊（フルバージョン）」         |      |            | 4:44 |

| #   | タイトル                              | 作詞 | 作曲・編曲 | 時間 |
| --- | ------------------------------------- | ---- | ---------- | ---- |
| 8.  | 「旅人は星を数える Days Are Numbers」 |      |            | 5:06 |
| 9.  | 「カンペキ」                          |      |            | 3:10 |
| 10. | 「星と月の仲間」                      |      |            | 5:05 |
| 11. | 「Monkey Magic」                      |      |            | 3:38 |
| 12. | 「水玉」                              |      |            | 4:03 |
| 13. | 「プラズマ回遊（フルバージョン）」    |      |            | 4:41 |

## MTK the 9th
『NHK天才てれびくんMAX MTK the 9th』は、2005年2月23日にコロムビアミュージックエンタテインメントから発売されたコンピレーション・アルバム。

### 概要
『天才てれびくん』の音楽アルバム第9弾。『天才てれびくんMAX』2004年度の楽曲を収録。

### 商品情報
- 規格：12cmCD
- 発売日：2005年2月23日
- 税抜価格：2000円
- 収録曲数：23曲
- 収録時間：74分51秒
- 発行：NHKサービスセンター
- 発売：コロムビアミュージックエンタテインメント
- 規格品番：COCX-33095
- EANコード：JAN 4988001926054
- 商品スローガン
やって来ました第9弾!この道の先に、未来が見える!

### 収録曲
| #   | タイトル                                   | 作詞 | 作曲・編曲 | 時間 |
| --- | ------------------------------------------ | ---- | ---------- | ---- |
| 1.  | 「プラズマ回遊（オープニングバージョン）」 |      |            | 0:32 |
| 2.  | 「明日への叫び SHOUT IT OUT LOUD」         |      |            | 2:49 |
| 3.  | 「誕生日のうた」                           |      |            | 3:09 |
| 4.  | 「未来船ゴー」                             |      |            | 3:18 |
| 5.  | 「MARCH」                                  |      |            | 4:07 |
| 6.  | 「きみのとなりで」                         |      |            | 2:39 |
| 7.  | 「ココロ磁石」                             |      |            | 3:54 |
| 8.  | 「ホーリー&ブライト」                      |      |            | 3:49 |
| 9.  | 「ヴォヤージュ±」                          |      |            | 4:35 |
| 10. | 「Chip Trick」                             |      |            | 3:53 |
| 11. | 「Opposite side」                          |      |            | 2:08 |
| 12. | 「PARTY IS OPEN（ライブバージョン）」      |      |            | 1:10 |
| 13. | 「プラズマ回遊（フルバージョン）」         |      |            | 4:43 |

| #   | タイトル                              | 作詞 | 作曲・編曲 | 時間 |
| --- | ------------------------------------- | ---- | ---------- | ---- |
| 14. | 「明日への叫び SHOUT IT OUT LOUD」    |      |            | 2:48 |
| 15. | 「誕生日のうた」                      |      |            | 3:10 |
| 16. | 「未来船ゴー」                        |      |            | 3:18 |
| 17. | 「MARCH」                             |      |            | 4:07 |
| 18. | 「きみのとなりで」                    |      |            | 2:39 |
| 19. | 「ココロ磁石」                        |      |            | 3:53 |
| 20. | 「ホーリー&ブライト」                 |      |            | 3:48 |
| 21. | 「ヴォヤージュ±」                     |      |            | 4:33 |
| 22. | 「PARTY IS OPEN（ライブバージョン）」 |      |            | 1:09 |
| 23. | 「プラズマ回遊（フルバージョン）」    |      |            | 4:40 |

## MTK the 10th
『NHK天才てれびくんMAX MTK the 10th』は、2006年3月1日にコロムビアミュージックエンタテインメントから発売されたコンピレーション・アルバム。

### 概要
『天才てれびくん』の音楽アルバム第10弾。『天才てれびくんMAX』2004年度のMTK「ダンシング・シスター」、2005年度の楽曲を収録。

### 商品情報
- 規格：12cmCD
- 発売日：2006年3月1日
- 税抜価格：1800円
- 収録曲数：14曲
- 収録時間：42分47秒
- 発行：NHKサービスセンター
- 発売：コロムビアミュージックエンタテインメント
- 規格品番：COCX-33579
- EANコード：JAN 4988001988267
- 商品スローガン
待ってました!MTK第10弾（2005年度）ついに登場!

### 収録曲
| #  | タイトル                                             | 作詞 | 作曲・編曲 | 時間 |
| -- | ---------------------------------------------------- | ---- | ---------- | ---- |
| 1. | 「未来はジョウキゲン（オープニングバージョン）」     |      |            | 0:35 |
| 2. | 「僕らのハーモニー」                                 |      |            | 4:14 |
| 3. | 「さかさまさかさ」                                   |      |            | 2:00 |
| 4. | 「ムカつくけれど…スキ!」                             |      |            | 3:54 |
| 5. | 「僕はドライブ」                                     |      |            | 3:51 |
| 6. | 「僕らのハーモニー（ライブバージョン）」             |      |            | 2:47 |
| 7. | 「ダンシング・シスター I'M IN THE MOOD FOR DANCING」 |      |            | 3:27 |
| 8. | 「未来はジョウキゲン（フルバージョン）」             |      |            | 2:14 |

| #   | タイトル                                             | 作詞 | 作曲・編曲 | 時間 |
| --- | ---------------------------------------------------- | ---- | ---------- | ---- |
| 9.  | 「僕らのハーモニー」                                 |      |            | 4:20 |
| 10. | 「さかさまさかさ」                                   |      |            | 2:00 |
| 11. | 「ムカつくけれど…スキ!」                             |      |            | 3:55 |
| 12. | 「僕はドライブ」                                     |      |            | 3:51 |
| 13. | 「ダンシング・シスター I'M IN THE MOOD FOR DANCING」 |      |            | 3:27 |
| 14. | 「未来はジョウキゲン（フルバージョン）」             |      |            | 2:12 |

## MTK the 11th
『NHK天才てれびくんMAX MTK the 11th』は、2007年3月21日にコロムビアミュージックエンタテインメントから発売されたコンピレーション・アルバム。

### 概要
『天才てれびくん』の音楽アルバム第11弾。『天才てれびくんMAX』2006年度の楽曲を収録。

### 商品情報
- 規格：12cmCD
- 発売日：2007年3月21日
- 税抜価格：2000円
- 収録曲数：19曲
- 収録時間：44分17秒
- 発行：NHKサービスセンター
- 発売：コロムビアミュージックエンタテインメント
- 規格品番：COCX-34241
- EANコード：JAN 4988001952282
- 商品スローガン
ダンゼン、ゼッタイの第11弾!!

### 収録曲
| #  | タイトル                                  | 作詞 | 作曲・編曲 | 時間 |
| -- | ----------------------------------------- | ---- | ---------- | ---- |
| 1. | 「ダンゼン!未来」(フルバージョン)         |      |            | 4:05 |
| 2. | 「ダンゼン!未来」(ショートバージョン)     |      |            | 1:32 |
| 3. | 「ダンゼン!未来」(オープニングバージョン) |      |            | 0:42 |
| 4. | 「ユウキスイッチ」                        |      |            | 3:37 |
| 5. | 「誕生日のうた2006」                      |      |            | 3:06 |
| 6. | 「Friends&Dreams」(フルバージョン)        |      |            | 2:07 |
| 7. | 「Friends&Dreams」(ショートバージョン)    |      |            | 1:31 |
| 8. | 「冬のアゲハ」(フルバージョン)            |      |            | 3:04 |
| 9. | 「冬のアゲハ」(ショートバージョン)        |      |            | 1:35 |

| #   | タイトル             | 作詞 | 作曲・編曲 | 時間 |
| --- | -------------------- | ---- | ---------- | ---- |
| 10. | 「ダンゼン!未来」    |      |            | 4:05 |
| 11. | 「ユウキスイッチ」   |      |            | 3:37 |
| 12. | 「誕生日のうた2006」 |      |            | 2:29 |
| 13. | 「Friends&Dreams」   |      |            | 2:07 |
| 14. | 「冬のアゲハ」       |      |            | 3:06 |

| #   | タイトル                                                     | 作詞 | 作曲・編曲 | 時間 |
| --- | ------------------------------------------------------------ | ---- | ---------- | ---- |
| 15. | 「ダッシュマンのうた」(「天てれドラマ・ダッシュマン」より)   |      |            | 0:22 |
| 16. | 「ラクラクハッピー!」(「天てれスペシャル in NHKホール」より) |      |            | 0:57 |
| 17. | 「ユウキスイッチ」(「天てれスペシャル in NHKホール」より)    |      |            | 1:36 |
| 18. | 「誕生日のうた2006」(「天てれスペシャル in NHKホール」より)  |      |            | 2:52 |
| 19. | 「ダンゼン!未来」(「天てれスペシャル in NHKホール」より)     |      |            | 1:47 |

## MTK the 12th
『NHK天才てれびくんMAX MTK the 12th』は、2008年2月20日にコロムビアミュージックエンタテインメントから発売されたコンピレーション・アルバム。

### 概要
『天才てれびくん』の音楽アルバム第12弾。『天才てれびくんMAX』2007年度の楽曲を収録。

### 商品情報
- 規格：12cmCD
- 発売日：2008年2月20日
- 税抜価格：2000円
- 収録曲数：21曲
- 収録時間：70分50秒
- 発行：NHKサービスセンター
- 発売：コロムビアミュージックエンタテインメント
- 規格品番：COCX-34746
- EANコード：JAN 4988001957393
- 商品スローガン
100年先まで、センセイションな第12弾!!

### 収録曲
| #  | タイトル                                     | 作詞 | 作曲・編曲 | 時間 |
| -- | -------------------------------------------- | ---- | ---------- | ---- |
| 1. | 「約束の場所へ〜シークレッツ・ユートピア〜」 |      |            | 3:31 |
| 2. | 「チャチャマンボでおどろうよ」               |      |            | 3:32 |
| 3. | 「オレンジ」                                 |      |            | 4:25 |
| 4. | 「空宙ブランコ」                             |      |            | 4:38 |
| 5. | 「はちみつ(HONEY CHEEKS)」                   |      |            | 3:12 |
| 6. | 「冬のキャンドル」                           |      |            | 5:14 |

| #   | タイトル                                     | 作詞 | 作曲・編曲 | 時間 |
| --- | -------------------------------------------- | ---- | ---------- | ---- |
| 7.  | 「約束の場所へ〜シークレッツ・ユートピア〜」 |      |            | 3:30 |
| 8.  | 「チャチャマンボでおどろうよ」               |      |            | 3:32 |
| 9.  | 「オレンジ」                                 |      |            | 4:25 |
| 10. | 「空宙ブランコ」                             |      |            | 4:38 |
| 11. | 「はちみつ(HONEY CHEEKS)」                   |      |            | 3:12 |
| 12. | 「冬のキャンドル」                           |      |            | 5:12 |

| #   | タイトル                                                     | 作詞 | 作曲・編曲 | 時間 |
| --- | ------------------------------------------------------------ | ---- | ---------- | ---- |
| 13. | 「約束の場所へ〜シークレッツ・ユートピア〜（オープニング）」 |      |            | 2:49 |
| 14. | 「新米サーカス団員のワルツ」                                 |      |            | 0:35 |
| 15. | 「ゆけ!ボリボリサーカス団!」                                 |      |            | 0:26 |
| 16. | 「STOMP〜約束の場所へ」                                      |      |            | 3:18 |
| 17. | 「チャチャマンボでおどろうよ」                               |      |            | 3:34 |
| 18. | 「空宙ブランコ」                                             |      |            | 3:07 |
| 19. | 「オレンジ」                                                 |      |            | 2:53 |
| 20. | 「約束の場所へ〜シークレッツ・ユートピア〜（エンディング）」 |      |            | 3:48 |
| 21. | 「オレンジ〜綱渡りのテーマ」                                 |      |            | 1:19 |

## MTK the 13th
『NHK天才てれびくんMAX MTK the 13th』は、2009年3月4日にコロムビアミュージックエンタテインメントから発売されたコンピレーション・アルバム。

### 概要
『天才てれびくん』の音楽アルバム第13弾。『天才てれびくんMAX』2008年度の楽曲を収録。

### 商品情報
- 規格：12cmCD
- 発売日：2009年3月4日
- 税抜価格：2000円
- 収録曲数：17曲
- 収録時間：62分36秒
- 発行：NHKサービスセンター
- 発売：コロムビアミュージックエンタテインメント
- 規格品番：COCX-35392
- EANコード：JAN 4988001088400
- 特典「ひまわり」楽譜付き
- 商品スローガン
ずっとキミのそばに

### 収録曲
| #  | タイトル                                  | 作詞 | 作曲・編曲 | 時間 |
| -- | ----------------------------------------- | ---- | ---------- | ---- |
| 1. | 「セカイをまわせ!〜ぼくらのカーニバル〜」 |      |            | 4:12 |
| 2. | 「勇気は時を超える」                      |      |            | 4:35 |
| 3. | 「ラズベリー・パンチ♪」                   |      |            | 3:58 |
| 4. | 「スピードスター」                        |      |            | 3:44 |
| 5. | 「Forever the Moment〜永遠の一瞬〜」      |      |            | 3:31 |
| 6. | 「ひまわり」                              |      |            | 4:44 |
| 7. | 「ほんとはあの娘が好きなのに…」           |      |            | 3:37 |

| #   | タイトル                                  | 作詞 | 作曲・編曲 | 時間 |
| --- | ----------------------------------------- | ---- | ---------- | ---- |
| 8.  | 「セカイをまわせ!〜ぼくらのカーニバル〜」 |      |            | 4:12 |
| 9.  | 「勇気は時を超える」                      |      |            | 4:35 |
| 10. | 「ラズベリー・パンチ♪」                   |      |            | 3:58 |
| 11. | 「スピードスター」                        |      |            | 3:44 |
| 12. | 「Forever the Moment〜永遠の一瞬〜」      |      |            | 3:29 |
| 13. | 「ひまわり」                              |      |            | 4:43 |
| 14. | 「ほんとはあの娘が好きなのに…」           |      |            | 3:36 |

| #   | タイトル                                                      | 作詞 | 作曲・編曲 | 時間 |
| --- | ------------------------------------------------------------- | ---- | ---------- | ---- |
| 15. | 「セカイをまわせ!〜ぼくらのカーニバル〜（ライブバージョン）」 |      |            | 1:29 |
| 16. | 「勇気は時を超える（ライブバージョン）」                      |      |            | 1:26 |
| 17. | 「ひまわり（ライブバージョン）」                              |      |            | 3:03 |

## MTK the 14th
『NHK天才てれびくんMAX MTK the 14th』は、2010年3月3日にコロムビアミュージックエンタテインメントから発売されたコンピレーション・アルバム。

### 概要
『天才てれびくん』の音楽アルバム第14弾。『天才てれびくんMAX』2009年度の楽曲を収録。

### 商品情報
- 規格：12cmCD
- 発売日：2010年3月3日
- 税抜価格：2000円
- 収録曲数：18曲
- 収録時間：78分06秒
- 発行：NHKサービスセンター
- 発売：コロムビアミュージックエンタテインメント
- 規格品番：COCX-36050
- EANコード：JAN 4988001276609
- 商品スローガン
つなごう!愛★夢★未来

### 収録曲
| #   | タイトル                            | 作詞 | 作曲・編曲 | 時間 |
| --- | ----------------------------------- | ---- | ---------- | ---- |
| 1.  | 「Happy★Life」                      |      |            | 3:34 |
| 2.  | 「MY WINGS」                        |      |            | 5:06 |
| 3.  | 「ダン!ドン!」                      |      |            | 4:05 |
| 4.  | 「結の歌」                          |      |            | 4:32 |
| 5.  | 「夢のチカラ オリジナルバージョン」 |      |            | 4:48 |
| 6.  | 「I don't obey〜僕らのプライド〜」  |      |            | 4:38 |
| 7.  | 「愛のトライアングル」              |      |            | 3:29 |
| 8.  | 「Let me dream」                    |      |            | 3:43 |
| 9.  | 「太陽と流星群」                    |      |            | 4:40 |
| 10. | 「さぁーいこー」                    |      |            | 4:37 |

| #   | タイトル                            | 作詞 | 作曲・編曲 | 時間 |
| --- | ----------------------------------- | ---- | ---------- | ---- |
| 11. | 「MY WINGS」                        |      |            | 5:07 |
| 12. | 「ダン!ドン!」                      |      |            | 4:05 |
| 13. | 「結の歌」                          |      |            | 4:32 |
| 14. | 「夢のチカラ オリジナルバージョン」 |      |            | 4:48 |
| 15. | 「愛のトライアングル」              |      |            | 3:27 |
| 16. | 「Let me dream」                    |      |            | 3:42 |
| 17. | 「太陽と流星群」                    |      |            | 4:40 |
| 18. | 「さぁーいこー」                    |      |            | 4:33 |

## MTK the 15th
『NHK天才てれびくんMAX MTK the 15th』は、2011年3月2日に日本コロムビアから発売されたコンピレーション・アルバム。

### 概要
『天才てれびくん』の音楽アルバム第15弾。『天才てれびくんMAX』2010年度の楽曲を収録。

### 商品情報
- 規格：12cmCD
- 発売日：2011年3月2日
- 税抜価格：2000円
- 収録曲数：19曲
- 収録時間：71分46秒
- 発行：NHKサービスセンター
- 発売：日本コロムビア
- 規格品番：COCX-36636
- EANコード：JAN 4988001444602
- 商品スローガン
MAXがクライマックス いい歌ばっかりじゃん!

### 収録曲
| #   | タイトル               | 作詞 | 作曲・編曲 | 時間 |
| --- | ---------------------- | ---- | ---------- | ---- |
| 1.  | 「セカイカラー☆LOVE!」 |      |            | 4:16 |
| 2.  | 「SWEET♥ROSES」        |      |            | 3:56 |
| 3.  | 「Kick the EARTH」     |      |            | 4:19 |
| 4.  | 「絶対 Catch A Dream」 |      |            | 2:03 |
| 5.  | 「僕らのナツ!!」       |      |            | 4:25 |
| 6.  | 「アオゾラララ」       |      |            | 3:36 |
| 7.  | 「ささやきの天使」     |      |            | 3:42 |
| 8.  | 「じかん のびちぢみ」  |      |            | 2:59 |
| 9.  | 「恋のダイヤル6700」   |      |            | 3:01 |
| 10. | 「二人授業」           |      |            | 4:25 |
| 11. | 「恋してたいの」       |      |            | 5:07 |

| #   | タイトル               | 作詞 | 作曲・編曲 | 時間 |
| --- | ---------------------- | ---- | ---------- | ---- |
| 12. | 「SWEET♥ROSES」        |      |            | 3:55 |
| 13. | 「Kick the EARTH」     |      |            | 4:18 |
| 14. | 「絶対 Catch A Dream」 |      |            | 2:02 |
| 15. | 「アオゾラララ」       |      |            | 3:37 |
| 16. | 「ささやきの天使」     |      |            | 3:42 |
| 17. | 「じかん のびちぢみ」  |      |            | 2:59 |
| 18. | 「二人授業」           |      |            | 4:24 |
| 19. | 「恋してたいの」       |      |            | 5:00 |

## MTK the 16th
『NHK大!天才てれびくん MTK the 16th』は、2012年2月29日に日本コロムビアから発売されたコンピレーション・アルバム。

### 概要
『天才てれびくん』の音楽アルバム第16弾。『大!天才てれびくん』2011年度の楽曲を収録。

### 商品情報
- 規格：12cmCD
- 発売日：2012年2月29日
- 税抜価格：2000円
- 収録曲数：22曲
- 収録時間：66分30秒
- 発行：NHKサービスセンター
- 発売：日本コロムビア
- 規格品番：COCX-37210
- EANコード：JAN 4988001727132
- 商品スローガン
応答せよ!こちら大天才テレビジョン

### 収録曲
| #   | タイトル                             | 作詞 | 作曲・編曲 | 時間 |
| --- | ------------------------------------ | ---- | ---------- | ---- |
| 1.  | 「大天才テレビジョン・サウンドロゴ」 |      |            | 0:06 |
| 2.  | 「大!天才てれびくんのテーマ」        |      |            | 0:31 |
| 3.  | 「カラフル!」                        |      |            | 2:50 |
| 4.  | 「英雄キッド」                       |      |            | 3:50 |
| 5.  | 「風の自転車」                       |      |            | 4:18 |
| 6.  | 「ロケット・モグラーに乗って」       |      |            | 3:10 |
| 7.  | 「Start line」                       |      |            | 4:07 |
| 8.  | 「こんなもんじゃないブルース」       |      |            | 2:59 |
| 9.  | 「スパイラルな日々と夢」             |      |            | 2:52 |
| 10. | 「優しい武器」                       |      |            | 3:38 |
| 11. | 「ギャラクシー刑事」                 |      |            | 3:21 |
| 12. | 「Love Song」                        |      |            | 3:26 |
| 13. | 「大!天才てれびくんジングル」        |      |            | 0:06 |

| #   | タイトル                       | 作詞 | 作曲・編曲 | 時間 |
| --- | ------------------------------ | ---- | ---------- | ---- |
| 14. | 「カラフル!」                  |      |            | 2:50 |
| 15. | 「英雄キッド」                 |      |            | 3:49 |
| 16. | 「風の自転車」                 |      |            | 4:18 |
| 17. | 「ロケット・モグラーに乗って」 |      |            | 3:10 |
| 18. | 「Start line」                 |      |            | 4:07 |
| 19. | 「こんなもんじゃないブルース」 |      |            | 3:00 |
| 20. | 「スパイラルな日々と夢」       |      |            | 2:52 |
| 21. | 「優しい武器」                 |      |            | 3:38 |
| 22. | 「ギャラクシー刑事」           |      |            | 3:20 |

## MTK the 17th
『NHK大!天才てれびくん MTK the 17th』は、2013年3月6日に日本コロムビアから発売されたコンピレーション・アルバム。

### 概要
『天才てれびくん』の音楽アルバム第17弾。『大!天才てれびくん』2012年度の楽曲を収録。

### 商品情報
- 規格：12cmCD
- 発売日：2013年3月6日
- 税抜価格：2000円
- 収録曲数：22曲
- 収録時間：66分40秒
- 発行：NHKサービスセンター
- 発売：日本コロムビア
- 規格品番：COCX-37822
- EANコード：JAN 4988001742258
- 商品スローガン
クールに突っ走れ!大天才テレビジョン

### 収録曲
| #   | タイトル                                   | 作詞 | 作曲・編曲 | 時間 |
| --- | ------------------------------------------ | ---- | ---------- | ---- |
| 1.  | 「大!天才てれびくん2012 ロングバージョン」 |      |            | 1:46 |
| 2.  | 「ハイフライングガール」                   |      |            | 3:05 |
| 3.  | 「冒険少年R」                              |      |            | 4:02 |
| 4.  | 「空と海の光」                             |      |            | 3:21 |
| 5.  | 「パタタピテ ポタツピテ」                  |      |            | 3:00 |
| 6.  | 「世界のからくりと僕のゆびさき」           |      |            | 4:16 |
| 7.  | 「公共電波にのっかって」                   |      |            | 3:58 |
| 8.  | 「僕んとこ来いブルース」                   |      |            | 3:54 |
| 9.  | 「街は冬に踊る」                           |      |            | 4:02 |
| 10. | 「Revolution Perfect Game」                |      |            | 3:11 |
| 11. | 「アナコンダ・ラヴ♡」                      |      |            | 2:58 |
| 12. | 「恋する季節」                             |      |            | 3:11 |

| #   | タイトル                         | 作詞 | 作曲・編曲 | 時間 |
| --- | -------------------------------- | ---- | ---------- | ---- |
| 13. | 「ハイフライングガール」         |      |            | 3:07 |
| 14. | 「冒険少年R」                    |      |            | 4:02 |
| 15. | 「空と海の光」                   |      |            | 3:20 |
| 16. | 「パタタピテ ポタツピテ」        |      |            | 2:59 |
| 17. | 「世界のからくりと僕のゆびさき」 |      |            | 4:16 |
| 18. | 「公共電波にのっかって」         |      |            | 3:58 |
| 19. | 「僕んとこ来いブルース」         |      |            | 3:53 |
| 20. | 「街は冬に踊る」                 |      |            | 4:02 |
| 21. | 「Revolution Perfect Game」      |      |            | 3:11 |
| 22. | 「アナコンダ・ラヴ♡」            |      |            | 2:56 |

## MTK the 18th
『NHK大!天才てれびくん MTK the 18th』は、2014年3月5日に日本コロムビアから発売されたコンピレーション・アルバム。

### 概要
『天才てれびくん』の音楽アルバム第18弾。『大!天才てれびくん』2013年度の楽曲を収録。

### 商品情報
- 規格：12cmCD
- 発売日：2014年3月5日
- 税抜価格：2000円
- 収録曲数：24曲
- 収録時間：66分38秒
- 発行：NHKサービスセンター
- 発売：日本コロムビア
- 規格品番：COCX-38417
- EANコード：JAN 4988001755937
- 商品スローガン
重力を超えろ!大天才テレビジョン

### 収録曲
| #   | タイトル                                              | 作詞 | 作曲・編曲 | 時間 |
| --- | ----------------------------------------------------- | ---- | ---------- | ---- |
| 1.  | 「世界はBON HI-BON! 〜大!天才てれびくんのテーマ2013」 |      |            | 0:30 |
| 2.  | 「背中で美学」                                        |      |            | 3:50 |
| 3.  | 「水晶庭園」                                          |      |            | 2:51 |
| 4.  | 「WARU WARU WORLDS ψ(｀∇´)ψ!」                        |      |            | 4:40 |
| 5.  | 「マジックアワー」                                    |      |            | 3:51 |
| 6.  | 「奇跡の子」                                          |      |            | 3:40 |
| 7.  | 「ダークマター」                                      |      |            | 3:24 |
| 8.  | 「ゆーやけあきいろ」                                  |      |            | 4:03 |
| 9.  | 「Wonderful Charm」                                   |      |            | 3:07 |
| 10. | 「Jump'n'Jive 踊れ!」                                 |      |            | 3:55 |
| 11. | 「クール・ジャパンでエエじゃないか!」                 |      |            | 3:28 |
| 12. | 「宝のアリカはQuestion」                              |      |            | 3:25 |
| 13. | 「告白」                                              |      |            | 3:27 |

| #   | タイトル                              | 作詞 | 作曲・編曲 | 時間 |
| --- | ------------------------------------- | ---- | ---------- | ---- |
| 14. | 「背中で美学」                        |      |            | 2:02 |
| 15. | 「水晶庭園」                          |      |            | 2:01 |
| 16. | 「WARU WARU WORLDS ψ(｀∇´)ψ!」        |      |            | 2:00 |
| 17. | 「マジックアワー」                    |      |            | 2:02 |
| 18. | 「奇跡の子」                          |      |            | 2:00 |
| 19. | 「ダークマター」                      |      |            | 2:03 |
| 20. | 「ゆーやけあきいろ」                  |      |            | 2:02 |
| 21. | 「Wonderful Charm」                   |      |            | 2:03 |
| 22. | 「Jump'n'Jive 踊れ!」                 |      |            | 2:03 |
| 23. | 「クール・ジャパンでエエじゃないか!」 |      |            | 2:03 |
| 24. | 「宝のアリカはQuestion」              |      |            | 1:58 |

### フルサイズカラオケ
『NHK 大!天才てれびくん MTK the 18th フルサイズカラオケ』は、2014年3月5日に日本コロムビアから発売された音楽配信アルバム。
- 規格：音楽配信
- 発売日：2014年3月5日
- 収録曲数：11曲
- 収録時間：40分20秒
- レーベル：日本コロムビア
- 規格品番：COKM-32399

| #   | タイトル                              | 作詞 | 作曲・編曲 | 時間 |
| --- | ------------------------------------- | ---- | ---------- | ---- |
| 1.  | 「背中で美学」                        |      |            | 3:51 |
| 2.  | 「水晶庭園」                          |      |            | 2:51 |
| 3.  | 「WARU WARU WORLDS ψ(｀∇´)ψ!」        |      |            | 4:40 |
| 4.  | 「マジックアワー」                    |      |            | 3:51 |
| 5.  | 「奇跡の子」                          |      |            | 3:41 |
| 6.  | 「ダークマター」                      |      |            | 3:26 |
| 7.  | 「ゆーやけあきいろ」                  |      |            | 4:04 |
| 8.  | 「Wonderful Charm」                   |      |            | 3:07 |
| 9.  | 「Jump'n'Jive 踊れ!」                 |      |            | 3:57 |
| 10. | 「クール・ジャパンでエエじゃないか!」 |      |            | 3:28 |
| 11. | 「宝のアリカはQuestion」              |      |            | 3:20 |

## 天才てれびくんワイド ミュージックてれびくん ザ・ビデオ
『天才てれびくんワイド ミュージックてれびくん ザ・ビデオ』は、2003年1月24日にNHKソフトウェアから発売されたビデオグラム。

### 概要
「ミュージックてれびくん」のミュージック・ビデオを収録した全3巻のVHSおよびDVD-Video。商品名は『天才てれびくんワイド』を冠しているが、『天才てれびくん』1998年度の楽曲も収録されている。洋楽の一部の曲が未収録となっている。

### 共通情報
- 発売日：2003年1月24日
- 協力：NHK
- 企画・制作・発行・販売：NHKソフトウェア

VHS版
税抜価格2800円。歌詞字幕、特典映像は一切なし。
DVD版
税抜価格3800円。共通特典「レコーディング・データ+ライナーノーツ（制作ウラ話）」。歌詞字幕オン・オフ機能はついているが、DVDの映像の歌詞字幕は編集されており、放送当時の映像では、特徴的な字幕、MTKのロゴ、間奏中に表示される編曲・演奏などの表示は一切ない。字体は丸ゴシック体で統一されている。しかし、「YAKINIC GO GO」「運命'99」「走れRUN2!」「Jump in the Line」では曲中の一部でMTKロゴが表示されている。そして、「www.access.me」はタイトルのロゴと歌っているユニットのロゴまでもが編集で消されている。特典映像の歌詞字幕はオン・オフ機能はついていない。

### ザ・ビデオI
1998年度と1999年度のMTKを収録。
| 規格 | 規格品番  | ISBN          | EANコード         | 出典   |
| ---- | --------- | ------------- | ----------------- | ------ |
| VHS  | NSVA-6349 | 9784872443530 | JAN 4988066130137 |        |
| DVD  | NSDS-6353 | 9784872443561 | JAN 4988066130168 | [ 14 ] |

| #   | タイトル                                    | 作詞 | 作曲・編曲 | 歌                                           |
| --- | ------------------------------------------- | ---- | ---------- | -------------------------------------------- |
| 1.  | 「8cm」                                     |      |            | ウエンツ瑛士                                 |
| 2.  | 「恋はあせらず」                            |      |            | ジャスミン・アレン                           |
| 3.  | 「YAKINIC GO GO」                           |      |            | 松川佳以                                     |
| 4.  | 「YOU ARE MY DREAM」                        |      |            | 佐久間信子、中田あすみ                       |
| 5.  | 「極楽はどこだ」                            |      |            | ザ・フルース・フラザース                     |
| 6.  | 「恋のギルティー Love in the first degree」 |      |            | モンキークイーン                             |
| 7.  | 「空にまいあがれ」                          |      |            | 伊藤俊輔                                     |
| 8.  | 「Can do it!」                              |      |            | ウエンツ瑛士、福田亮太、山元竜一、Gofull-Sun |
| 9.  | 「ゴォ!」                                   |      |            | 棚橋由希                                     |
| 10. | 「恋は早いもの勝ち」                        |      |            | 大沢あかね、中田あすみ                       |
| 11. | 「ハッピーマン」                            |      |            | 矢嶋里紗                                     |
| 12. | 「君の声がする」                            |      |            | 饗場詩野                                     |
| 13. | 「運命'99」                                 |      |            | 悪魔なエンジェル                             |
| 14. | 「はるかな旅へ Where'll we go from now」    |      |            | 福田亮太、橋田紘緒、須田泰大                 |
| 15. | 「世界中の全ての色」                        |      |            | ウエンツ瑛士、伊藤俊輔、ジャスミン・アレン   |

| #   | タイトル                              | 作詞 | 作曲・編曲 | 歌                     |
| --- | ------------------------------------- | ---- | ---------- | ---------------------- |
| 16. | 「YOU ARE MY DREAM」(公園デート Ver.) |      |            | 佐久間信子、中田あすみ |
| 17. | 「空にまいあがれ」(謎の船旅 Ver.)     |      |            | 伊藤俊輔               |
| 18. | 「恋は早いもの勝ち」(謎の船旅 Ver.)   |      |            | 大沢あかね、中田あすみ |

### ザ・ビデオII
2000年度のMTKを収録。
| 規格 | 規格品番  | ISBN          | EANコード         | 出典   |
| ---- | --------- | ------------- | ----------------- | ------ |
| VHS  | NSVA-6350 | 9784872443547 | JAN 4988066130144 |        |
| DVD  | NSDS-6354 | 9784872443578 | JAN 4988066130175 | [ 15 ] |

| #   | タイトル                                      | 作詞 | 作曲・編曲 | 歌                           |
| --- | --------------------------------------------- | ---- | ---------- | ---------------------------- |
| 1.  | 「Roam 〜愛があれば〜」                       |      |            | ワイルドベリーズ             |
| 2.  | 「たんぽぽ」                                  |      |            | 福田亮太                     |
| 3.  | 「ダイナマイト Dynamite」                     |      |            | ザ・ヤマチーズ               |
| 4.  | 「おかしな午後」                              |      |            | 安齊舞                       |
| 5.  | 「走れRUN2!」                                 |      |            | ランランズ                   |
| 6.  | 「ラッキー・ラブ I should be so lucky」       |      |            | スウィート・ピクルス         |
| 7.  | 「わかってナイ!」                             |      |            | 水ふうせん                   |
| 8.  | 「I LIKE YOU」                                |      |            | ザ・フルース・フラザース2000 |
| 9.  | 「HONEY BEAT」                                |      |            | MO-SHI-YA                    |
| 10. | 「SUPERGIRL」                                 |      |            | 石田比奈子                   |
| 11. | 「Angel snow」                                |      |            | 中田あすみ                   |
| 12. | 「愛はきらめきの中に How deep is your love?」 |      |            | セブン・ハーツ               |
| 13. | 「歩いていこう」                              |      |            | プチ・チェリーズ             |
| 14. | 「www.access.me」                             |      |            | c@mo.ne.                     |

| #   | タイトル                              | 作詞 | 作曲・編曲 | 歌               |
| --- | ------------------------------------- | ---- | ---------- | ---------------- |
| 15. | 「たんぽぽ」(スーパーライブ Ver.)     |      |            | 福田亮太         |
| 16. | 「おかしな午後」(スーパーライブ Ver.) |      |            | 安齊舞           |
| 17. | 「歩いていこう」(スーパーライブ Ver.) |      |            | プチ・チェリーズ |

### ザ・ビデオIII
2001年度のMTKを収録。
| 規格 | 規格品番  | ISBN          | EANコード         | 出典   |
| ---- | --------- | ------------- | ----------------- | ------ |
| VHS  | NSVA-6351 | 9784872443554 | JAN 4988066130151 |        |
| DVD  | NSDS-6355 | 9784872443585 | JAN 4988066130182 | [ 16 ] |

| #   | タイトル                                        | 作詞 | 作曲・編曲 | 歌                      |
| --- | ----------------------------------------------- | ---- | ---------- | ----------------------- |
| 1.  | 「君のそばにいたい I only want to be with you」 |      |            | ハッスル3               |
| 2.  | 「本当は何になりたいんだろう」                  |      |            | バースデイ・ガール      |
| 3.  | 「元気を出して Gotta Pull Myself Together」     |      |            | アップル・シェイク      |
| 4.  | 「きれいな水」                                  |      |            | 熊木翔                  |
| 5.  | 「本日晴天」                                    |      |            | 俵有希子                |
| 6.  | 「VACATION」                                    |      |            | ホリデーズ              |
| 7.  | 「花のランランパワー」                          |      |            | ノーティー・ハリー      |
| 8.  | 「BIG SMILE BABIES」                            |      |            | ダーブロウ有紗          |
| 9.  | 「Jump in the Line」                            |      |            | 角田信朗                |
| 10. | 「Be My Friend」                                |      |            | モニーク・ローズ        |
| 11. | 「クレマチス」                                  |      |            | 山川恵里佳              |
| 12. | 「Material Girl」                               |      |            | 3サイズ with コバンザメ |
| 13. | 「空になりたい」                                |      |            | TIMKY                   |

| #   | タイトル                                            | 作詞 | 作曲・編曲 | 歌                 |
| --- | --------------------------------------------------- | ---- | ---------- | ------------------ |
| 14. | 「きれいな水」(スーパーライブ Ver.)                 |      |            | 熊木翔             |
| 15. | 「サッポロ・ララバイ」(スーパーライブ Ver.)         |      |            | 熊木翔             |
| 16. | 「BIG SMILE BABIES」(スーパーライブ Ver.)           |      |            | ダーブロウ有紗     |
| 17. | 「本当は何になりたいんだろう」(スーパーライブ Ver.) |      |            | バースデイ・ガール |
| 18. | 「花のランランパワー」(魔法塾 Ver.)                 |      |            | ノーティー・ハリー |

## 天才てれびくんMAX MTKコレクション 2006〜2008
『天才てれびくんMAX MTKコレクション 2006〜2008』は、2011年1月19日に発売されたDVD-Video。

### 概要
『天才てれびくんMAX』の2006年度から2008年度に放送されたMTKを収録。歌詞字幕表示の「あり」「なし」選択機能あり。「Sing for You〜ボクらの未来へ〜」は歌詞テロップ入りの特典映像。

### 商品情報
- 規格：DVD-Video
- 発売日：2011年1月19日
- 税抜価格：2800円
- 発行：NHKエンタープライズ
- 販売元：日本コロムビア
- 規格品番：COBC-5893
- EANコード：JAN 4988001432005
- 商品スローガン
歌の思い出、3年分!!

### 収録曲
| #   | タイトル                                                     | 作詞 | 作曲・編曲 |
| --- | ------------------------------------------------------------ | ---- | ---------- |
| 1.  | 「ダンゼン!未来」                                            |      |            |
| 2.  | 「ユウキスイッチ」                                           |      |            |
| 3.  | 「誕生日のうた2006」                                         |      |            |
| 4.  | 「Friends&Dreams」                                           |      |            |
| 5.  | 「冬のアゲハ」                                               |      |            |
| 6.  | 「約束の場所へ〜シークレッツ・ユートピア〜」                 |      |            |
| 7.  | 「チャチャマンボでおどろうよ」                               |      |            |
| 8.  | 「オレンジ」                                                 |      |            |
| 9.  | 「空宙ブランコ」                                             |      |            |
| 10. | 「はちみつ(HONEY CHEEKS)」                                   |      |            |
| 11. | 「冬のキャンドル」                                           |      |            |
| 12. | 「コノユビトマレ!」                                          |      |            |
| 13. | 「セカイをまわせ!〜ぼくらのカーニバル〜」                    |      |            |
| 14. | 「勇気は時を超える」                                         |      |            |
| 15. | 「ラズベリー・パンチ♪」                                      |      |            |
| 16. | 「スピードスター SPEEDSTER」                                 |      |            |
| 17. | 「Forever the Moment〜永遠の一瞬〜」                         |      |            |
| 18. | 「ひまわり」                                                 |      |            |
| 19. | 「ほんとはあの娘が好きなのに…」                              |      |            |
| 20. | 「Sing for You〜ボクらの未来へ〜 Ver.1」                     |      |            |
| 21. | 「Sing for You〜ボクらの未来へ〜 Ver.2」(メモリアル映像入り) |      |            |

## 天才てれびくんMAX MTKコレクション 2009〜2010
『天才てれびくんMAX MTKコレクション 2009〜2010』は、2011年5月18日に発売されたDVD-Video。

### 概要
『天才てれびくんMAX』の2009年度と2010年度に放送されたMTKを収録。歌詞字幕表示の「あり」「なし」選択機能あり。

### 商品情報
- 規格：DVD-Video
- 発売日：2011年5月18日
- 税抜価格：2800円
- 発行：NHKエンタープライズ
- 販売元：日本コロムビア
- 規格品番：COBC-6022
- EANコード：JAN 4988001468103
- 商品スローガン
ぼくらのとっておきコレクション!!

### 収録曲
| #   | タイトル                                   | 作詞 | 作曲・編曲 |
| --- | ------------------------------------------ | ---- | ---------- |
| 1.  | 「Happy★Life」                             |      |            |
| 2.  | 「MY WINGS」                               |      |            |
| 3.  | 「ダン!ドン!」                             |      |            |
| 4.  | 「結の歌」                                 |      |            |
| 5.  | 「夢のチカラ」(ライブバージョン)           |      |            |
| 6.  | 「I don't obey〜僕らのプライド〜」         |      |            |
| 7.  | 「愛のトライアングル」                     |      |            |
| 8.  | 「Let me dream」                           |      |            |
| 9.  | 「太陽と流星群」                           |      |            |
| 10. | 「さぁーいこー」                           |      |            |
| 11. | 「タビダチノウタ」                         |      |            |
| 12. | 「きっと、大丈夫」                         |      |            |
| 13. | 「夢のチカラ」(オリジナルバージョン)       |      |            |
| 14. | 「セカイカラー☆LOVE!」(レッドバージョン)   |      |            |
| 15. | 「セカイカラー☆LOVE!」(ブルーバージョン)   |      |            |
| 16. | 「セカイカラー☆LOVE!」(グリーンバージョン) |      |            |
| 17. | 「SWEET♥ROSES」                            |      |            |
| 18. | 「Kick the EARTH」                         |      |            |
| 19. | 「絶対 Catch A Dream」                     |      |            |
| 20. | 「僕らのナツ!!」                           |      |            |
| 21. | 「アオゾラララ」                           |      |            |
| 22. | 「ささやきの天使」                         |      |            |
| 23. | 「じかん のびちぢみ」                      |      |            |
| 24. | 「恋のダイヤル6700」                       |      |            |
| 25. | 「二人授業」                               |      |            |
| 26. | 「恋してたいの」                           |      |            |
| 27. | 「ホントの自分」                           |      |            |
| 28. | 「アオゾラララ」(ライブバージョン)         |      |            |

## ヒットをねらえ
2000年度コーナー。MTKを世の中に広めるという事で、広瀬香美の音楽スクールでレッスンを受けデビューするというもの。
- HONEY BEAT/MO-SHI-YA (モシヤ)
- www.access.me/c＠.mo.ne. (カモネ)

### MO-SHI-YAのメンバー
- 山元竜一（ボーカル）
- 饗場詩野（コーラス）
- モニーク・ローズ（コーラス）

### c@.mo.ne.のメンバー
- 石田比奈子（ボーカル）
- 逵優希（ボーカル）
- 中田あすみ（ボーカル）
- 熊木翔（ボーカル）
- 福田亮太（ボーカル）
- 松下博昭（ボーカル・ラップ担当）

## TTK ROCKS
2001年度コーナー。歌の歌詞も公募から。

### TIMKY
コーナー内で生まれたバンドで、演奏はすべて自分たちで行っている。バンド名はメンバー全員のイニシャルを並べたもの。
メンバー
| 名前                         | 担当       | プロフィール |
| ---------------------------- | ---------- | ------------ |
| 熊木翔 くまき しょう         | ヴォーカル | 中学1年      |
| 山元竜一 やまもと りゅういち | ギター     | 小学6年      |
| 俵小百合 たわら さゆり       | ドラム     | 小学5年      |
| 岩井七世 いわい ななせ       | キーボード | 小学6年      |
| 村上東奈 むらかみ はるな     | ベース     | 小学6年      |
| 俵有希子 たわら ゆきこ       | コーラス   | 小学6年      |
| 種ともこ たね ともこ         | コーラス   |              |

曲目
- 空になりたい

## MTK全国オーディション2009
2009年度に行われた企画。この様子は原則火曜日に隔週で放送された。視聴者とてれび戦士がMTKを一緒に歌う・踊るというコンセプトの元で、希望する視聴者のオーディションを行った。2009年2月に番組内、及び番組HPで当企画の発表があり、希望者の募集が開始された。企画発表当時は具体的にどのような歌を歌うのか、どの戦士とどういう形態で歌うのかははっきりしていなかったが、第1回目の放送にて、日本を代表とするプロデュース軍団にダンスミュージックを書き下ろしてもらい、「天てれの歌姫」こと重本ことりを中心とした5人組ダンスヴォーカルユニットを組んで歌うと発表された。

### 選考について
- 対象者は2009年4月時点で小学4年生から中学2年生の男女。
- 「北海道・東北」「関東・甲信越」「東海・中部」「近畿・中国・四国」「九州・沖縄」の5ブロックに分けて審査した。審査は次の4段階。
  - ビデオ審査
自分が歌っている、もしくは踊っている映像を撮り、締め切りまでにNHKに送る(締切はブロックごとに異なっていた)。この審査の合格者は全てのブロックを合わせて33人であった。
  - 実技審査
各ブロックの選考会場にて歌、ダンスのパフォーマンスを審査員の前で披露する。披露する楽曲は基本的に自由だが、事前に審査員からパフォーマンスについての要望が伝えられていることがある。この審査の合格者は全てのブロックを合わせて13人であった。
  - 決勝大会(個人審査)
NHKの505スタジオで行われた。課題曲「MY WINGS」を「歌部門」「歌＆ダンス部門」「ダンス部門」の中から自分が勝負したいと思う分野を選び披露する。なお、このうち「ダンス部門」を選んだ者は、披露直前に審査員のKABA.ちゃんから対応力を見たいため、Bメロを事前の振り付けから変更し、アドリブで踊るように言われた。合格できたのは8人。
  - 決勝大会(ユニット審査)
個人審査で合格した8人を4人ずつに分け、重本ことりと仮想ユニットを組ませて課題曲「冬のアゲハ」を披露する。重本とよくマッチしていた4人を最終合格者とした。なお、この審査では、候補者はてれび戦士が木曜生放送で着ている衣装を着て披露に臨んだ。

### コーナー関係者

#### 審査員
- 大石淳（番組チーフプロデューサー）
- 石森洋（音楽プロデューサー）
- ノリ（音楽ディレクター）
- 塚田良平（MTK担当作曲家）
- KABA.ちゃん（振付師）

#### 司会
- 杉浦太陽
- 千葉一磨

### Dream5
この企画により、番組視聴者からオーディションで選ばれた4人と重本ことりによって結成されたユニット。

### スタッフ
- ナレーション： 田中総一郎

### お願い!編集長 天才てれびくんMAX Dream5スペシャル
『お願い!編集長』で放送された、2009年度の企画「MTK全国オーディション」の再放送リクエスト特集。
- 日時：2015年11月21日 土曜16:00-17:00
- 進行：Dream5（日比美思、玉川桃奈、大原優乃、高野洸）
- 出典：[17]

| コーナー                                                            | 初回放送日     |
| ------------------------------------------------------------------- | -------------- |
| MTK全国オーディション 九州沖縄ブロック 実技審査（高野洸、大原優乃） | 2009年05月12日 |
| MTK全国オーディション 関東甲信越ブロック 実技審査（日比美思）       | 2009年04月21日 |
| MTK全国オーディション 北海道東北ブロック 実技審査（玉川桃奈）       | 2009年05月26日 |
| MTK全国オーディション ファイナル                                    | 2009年09月02日 |
| MTK全国オーディション                                               | 2009年09月08日 |
| MTK全国オーディション                                               | 2009年09月17日 |
| MTK「I don't obey〜僕らのプライド〜」                               | 2009年10月05日 |

## MTK全国オーディション2010
2010年度前期に行われた企画。2010年1月11日(月)の放送にて告知。告知ナレーション：長江崚行と鎮西寿々歌。
メインボーカルは脇菜々香。

### 選考について
- 対象者は2010年4月の時点で中学生であること。
- 「北海道・東北」「関東」「甲信越中部」「近畿・中国・四国」「九州・沖縄」の5ブロックに分けて審査した。審査は次の5段階。
  - ビデオ審査
自分が歌っている、もしくは踊っている映像を撮り、締め切りまでにNHKに送る。この審査で各ブロック12人（ボーカル・ダンス各6人）に絞られた
  - ブロック実技審査・第1段階
各ブロック審査まで残った12人の候補者を3人ずつ、4つのグループに分け、パフォーマンスを披露。各グループ1人（各部門2人、計4人）が第2段階へ進む。（グループ分けは、ダンス部門、ボーカル部門が混在しないように分けられる）どの曲でパフォーマンスをするかは候補者の自由。
  - ブロック実技審査・第2段階
ブロック実技審査・第1段階と同日に行われる、ブロック代表として決勝大会（最終選考）に進む候補者を決める審査。なお、第1段階で落選した候補者が審査員の推薦枠で復活し、パフォーマンスをすることがあるため、必ずしも各部門2人、計4人がパフォーマンスをするとは限らない。
ボーカル部門
指定された課題曲を歌う。課題曲はブロック毎に変わる。
ダンス部門
第2審査直前に初めて聴いた課題曲に、短い時間でオリジナルの振り付けを考え披露する。こちらも、課題曲はブロック毎に変わる。
なお、ブロック代表の枠はボーカル部門・ダンサー部門各1人（計2人）だが、審査員の推薦で特別枠が設けられることがあり、この人数を超えることがある。さらに、ブロック実技審査がすべて終わってから後日、審査員の推薦で決勝大会に進めることが候補者に明かされることがある。この結果、ブロック実技審査参加60人（ボーカル・ダンス各30人）がボーカル部門9人、ダンス部門12人あわせて21人までに絞られた。
  - 最終選考(ダンス部門)
審査員のHITOEの要望で3人1組でのダンス、審査員のISSAの要望で12人全員でのダンスを披露。合格できたのは6人。
  - 最終選考(ボーカル部門)
脇菜々香と共にDream5の「I don't obey〜僕らのプライド〜」を披露する。合格できたのは2人。

### コーナー関係者

#### 審査員
- 大石淳（番組チーフプロデューサー）
- 石森洋（音楽プロデューサー）
- 林田健司（ミュージシャン）
- ISSA(DA PUMP)
- HITOE(SPEED)

#### 司会
- 杉浦太陽
- Dream5（初回放送と決勝のみ全員 2次審査はブロックごと1人）

### HI's★cream
HI's★cream（ハイスクリーム）は、2010年度に2度目となる番組視聴者からオーディション（前述）で選ばれた8人と脇菜々香によって結成されたMTK内のユニット。通称HI's（ハイズ）。
ユニット名は、「『HI』とはより高く、高みを目指してもらうために。『cream』は一見聞くと、その可愛いイメージだけがあるかもしれないが、最上元、ハイクラスという意味が凄く含まれている名前で、その2つを織り交ぜたもので更なる高みを目指して頑張ってもらいたい。」と意味を込め、DA PUMPのISSAが命名した。
メンバー
| 名前                           | 担当   | 生年月日                                        | 出身地   | 脚注   |
| ------------------------------ | ------ | ----------------------------------------------- | -------- | ------ |
| 脇菜々香 （わき ななか）       | Vocal  | 1996年8月10日（28歳） 中学2年                   | 大阪府   |        |
| 吉元優里菜 （よしもと ゆりな） | Vocal  | 1996年5月27日（29歳） 中学2年                   | 鹿児島県 |        |
| 山下朋美 （やました ともみ）   | Vocal  | 1997年10月15日 + 2013年7月6日（15歳没） 中学1年 | 福岡県   | [ 18 ] |
| 熊谷美波 （くまがい みな）     | Dancer | 1995年12月25日（29歳） 中学3年                  | 静岡県   |        |
| 藤田遥奈 （ふじた はるな）     | Dancer | 1996年3月22日（29歳） 中学3年                   | 静岡県   |        |
| 成澤かりん （なりさわ かりん） | Dancer | 1995年9月16日（29歳） 中学3年                   | 東京都   |        |
| 佐藤英理菜 （さとう えりな）   | Dancer | 1996年7月6日（29歳） 中学2年                    | 福岡県   |        |
| 竹井未来望 （たけい みらの）   | Dancer | 1997年3月29日（28歳） 中学2年                   | 東京都   |        |
| 古口莉子 （こぐち りこ）       | Dancer | 1997年11月6日（27歳） 中学1年                   | 大阪府   |        |

曲目
- 絶対 Catch A Dream
- 恋してたいの

### スタッフ
- ナレーション： 田中総一郎

## てれび戦士プロデュース室
2012年度放送。てれび戦士で結成されたアイドルユニット「てれびちゃん」を視聴者がプロデュースする企画。
- 出典：[19][20][21]

### 放送日程
1. 2012年04月04日 特技披露で個性をチェック
2. 2012年04月05日 メンバー決定
3. 2012年04月12日 ユニット名決定
4. 2012年04月26日 キャラクター名決定
5. 2012年05月09日 ボイストレーニング
6. 2012年06月13日 衣装デザイン決定
7. 2012年07月11日 ダンス
8. 2012年07月12日 衣装披露
9. 2012年09月06日 「公共電波にのっかって」の歌詞解説
10. 2012年09月10日 レコーディング
11. 2012年09月11日 ザ・ベスト10
12. 2012年10月31日 IDOL FIGHTER
13. 2012年11月15日 NHK文化祭2012
14. 2012年12月06日 ライブハウスデビュー

### てれびちゃん
| 色 | キャラクター               | てれび戦士         |
| -- | -------------------------- | ------------------ |
| 赤 | てれびちゃん1号 電波ミルク | 寺田朱里 中学2年   |
| 緑 | てれびちゃん2号 受信チョコ | 岡田結実 小学6年   |
| 黄 | てれびちゃん3号 画面さくら | 延命杏咲実 小学3年 |